# Mercedes-Benz
Mercedes-Benz és una divisió multinacional del fabricant alemany Mercedes-Benz Group, coneguda com una marca automobilística de luxe que fabrica autobusos, camions i cotxes. Mercedes-Benz té la seu central a Stuttgart, Baden-Württemberg, Alemanya i és el fabricant d'automòbils més antic del món. Els més propers competidors de Mercedes al mercat actual de cotxes de luxe són: Acura, Alfa Romeo, Audi, BMW, Cadillac, Infiniti, Jaguar, Lexus, Volkswagen i Volvo. La famosa estrella de tres puntes, dissenyada per Gottlieb Daimler, mostra la capacitat dels seus motors per al seu ús en terra, mar i aire.

## Història
A la segona meitat del segle xix existia una quantitat considerable d'inventors que bolcaven tots els seus esforços en la idea de construir un vehicle motoritzat apte per la seva circulació en ciutat. Mentre que la gran majoria va fracassar, Gottlieb Daimler i Karl Benz (cadascú pel seu compte) van aconseguir crear un vehicle motoritzat. El 1877, Karl Benz no passava per un bon moment, ja que les guarnicions per a la indústria de la construcció que fabricava no tenien les vendes necessàries. Va ser llavors quan Benz va arriscar tot el seu capital en la construcció d'un motor de combustió interna.
L'any 1883, Karl Benz va aconseguir capital a través del comerciant M.C. Rose i el tècnic F.W. Esslinger, i va començar a treballar en el seu propi motor. Uns anys més tard, aquests dos inversors van trencar les relacions amb Benz, ja que no creien en l'èxit del seu invent. Finalment, l'any 1885, crea l'històric tricicle autopropulsat i el 29 de gener de 1886, sol·licita la patent núm. 37.435 al govern alemany per un vehicle de tres rodes, que és considerat el primer vehicle automotor de combustió interna de la història. El "Motorwagen" s'exhibeix al Deutsches Museum de Múnic. Aquest tricicle equipava un motor mono-cilíndric de 958 centímetres cúbics i tenia una potència de 0,75 cavalls. La seva dona, Bertha Benz, va realitzar el que es considera el primer viatge llarg de la història de l'automòbil: 106 quilòmetres en un sol dia.

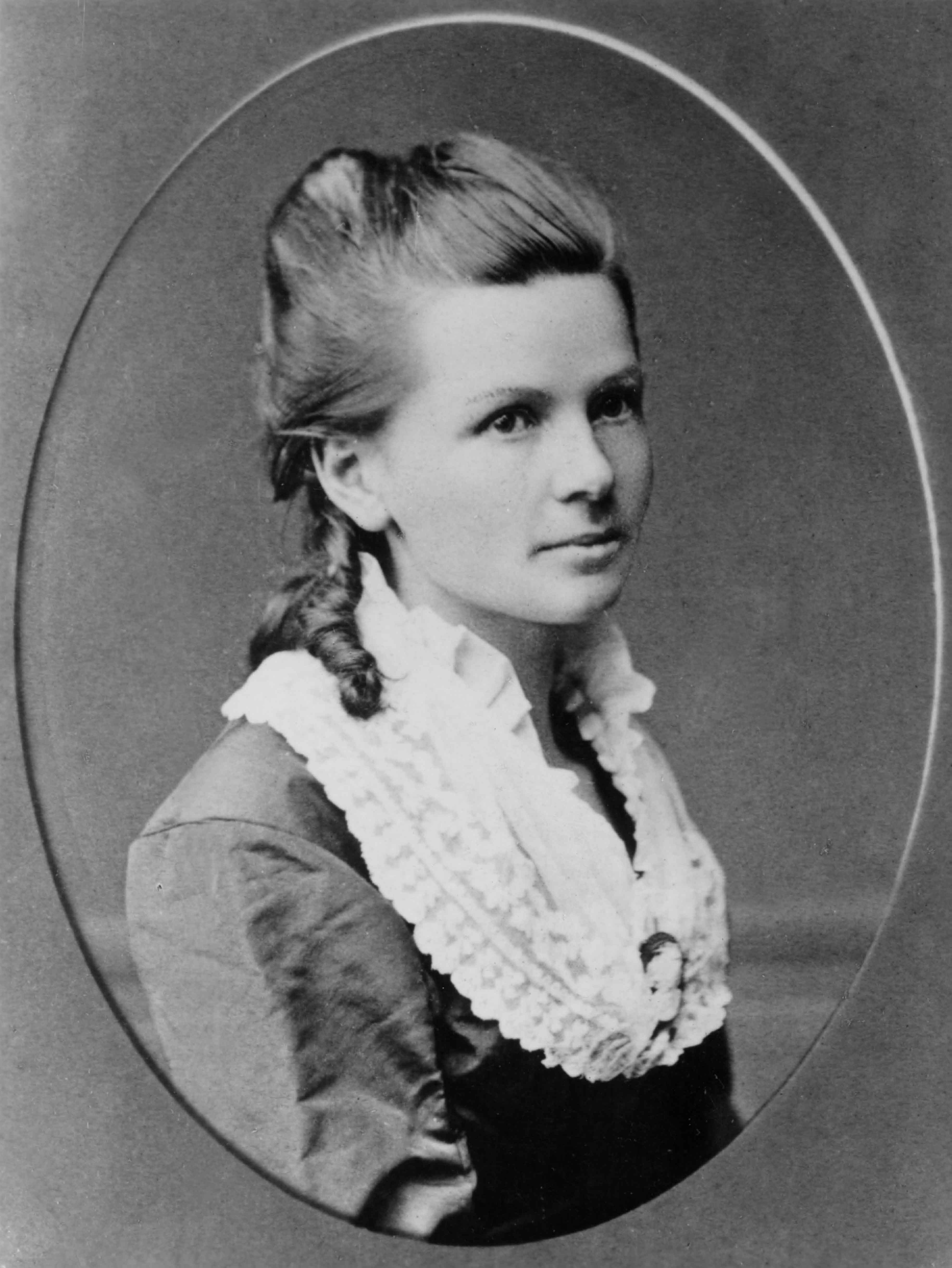
Berthe Benz

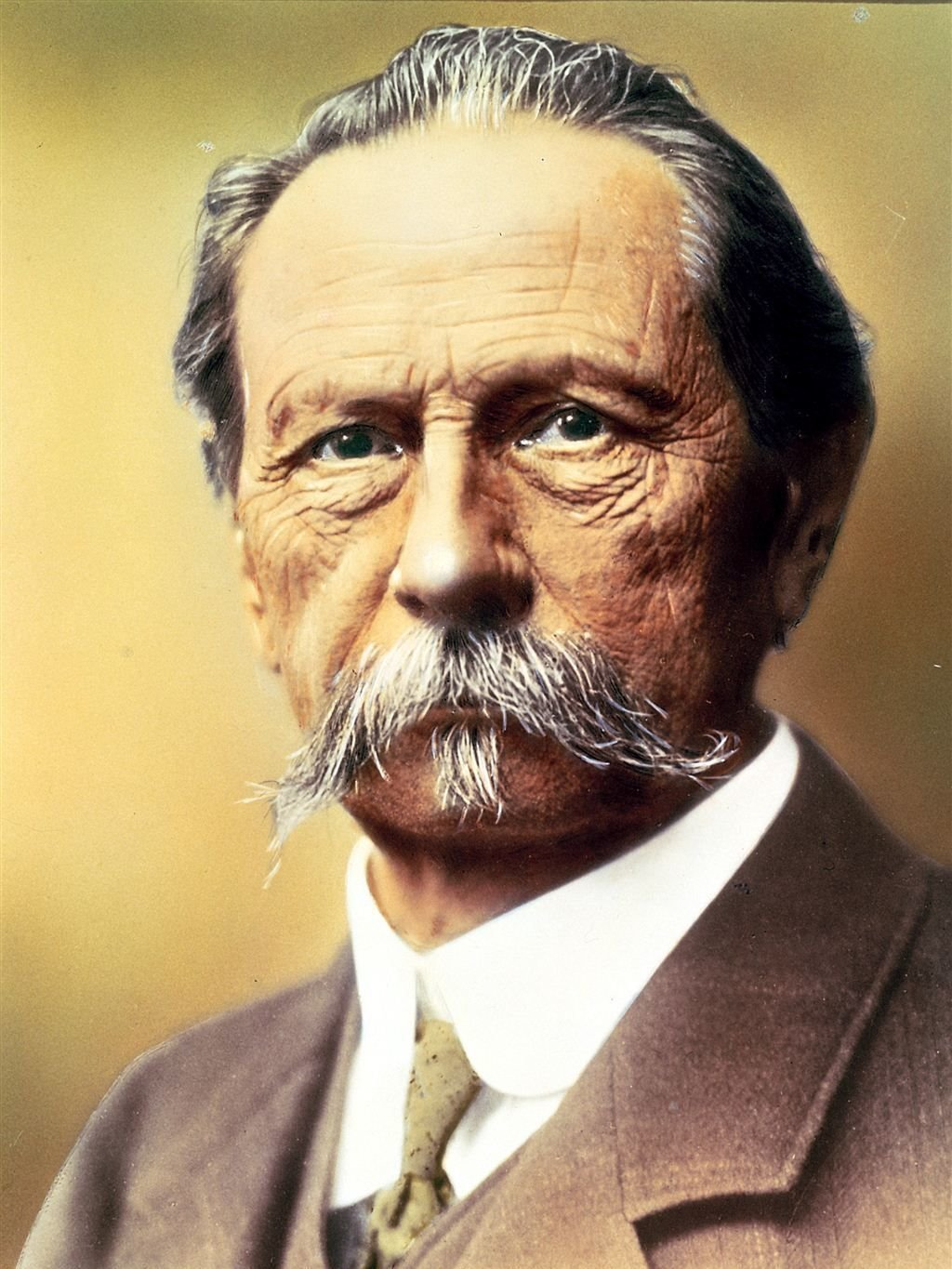
Karl Benz l'any 1886, fundador de la Benz Motorwagen i creador del tricicle autopropulsat.

D'altra banda, Gottlieb Daimler va acceptar -juntament amb altres enginyers- el repte de crear un vehicle amb un motor a vapor, que més tard seria presentat com el vehicle del futur. Daimler va acabar desistint, els seus socis es van tancar en la idea del motor propulsat a vapor i ell no veia cap possibilitat que aquest motor tingués èxit, ja que comportava carregar grans quantitats de carbó i aigua. Gottlieb Daimler va ser escollit per dirigir la Fàbrica de Maquinàries Karlsruhe i allà va conèixer a Wilhelm Maybach. El 1890, Friedrich von Fischer (encarregat de l'administració) i Julius Ganss (responsable de vendes) es converteixen en els nous socis de Benz. D'aquesta manera, Karl Benz va tenir la possibilitat de dedicar-se únicament al desenvolupament de la part tècnica dels seus automòbils.

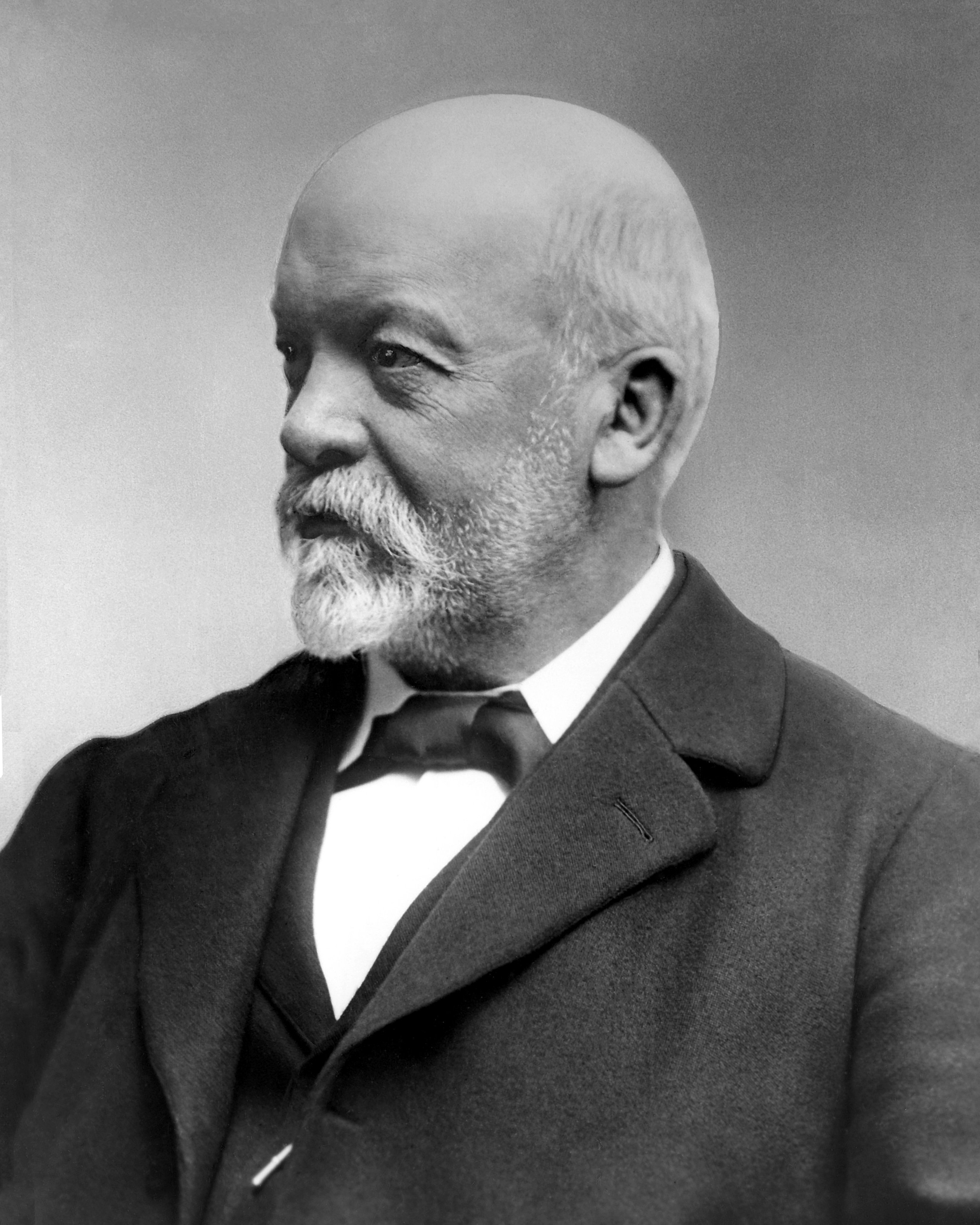
Gottleib Daimler, creador del primer automòbil motoritzat amb quatre rodes.

Tres anys més tard, el 1893, es va fabricar el primer vehicle Benz de quatre rodes, conegut amb el nom de Benz Victoria. El 1894 va néixer la base dels primers camions de 1895, el Benz Velo. La producció el 1899 era de 572 vehicles, aquest fet va comportar que Benz es convertís en el fabricant d'automòbils més important.
D'altra banda, Gottlieb Daimler va acceptar -juntament amb altres enginyers- el repte de crear un vehicle amb un motor a vapor, que més tard seria presentat com el vehicle del futur. Daimler va acabar desistint, els seus socis es van tancar en la idea del motor propulsat a vapor i ell no veia cap possibilitat que aquest motor tingués èxit, ja que comportava carregar grans quantitats de carbó i aigua. Gottlieb Daimler va ser escollit per dirigir la Fàbrica de Maquinàries Karlsruhe i allà va conèixer a Wilhelm Maybach.
L'any 1885, Gottleib Daimler i Wilhelm Maybach instal·len un motor de combustió interna a una motocicleta. En veure que funcionava sense cap mena de problema, Daimler decideix instal·lar, un any més tard, un motor de gasolina a un carruatge.

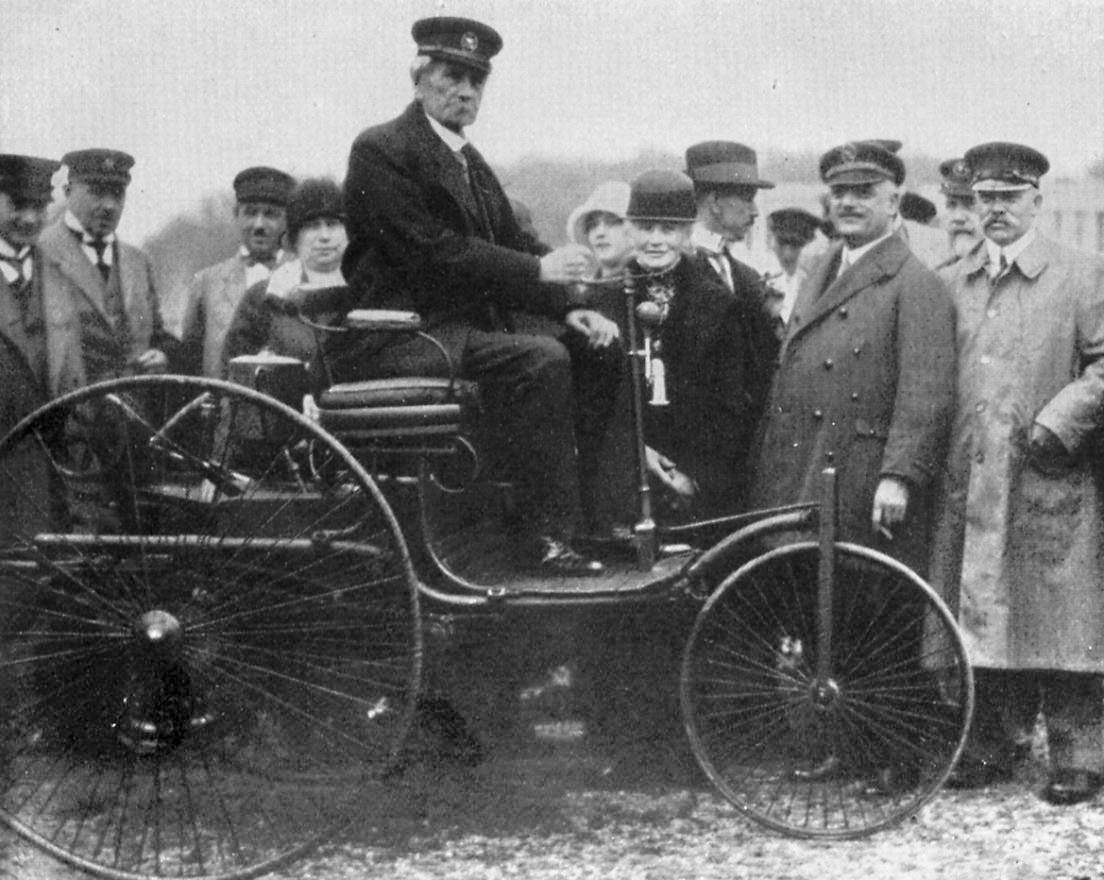
Karl Benz, l'any 1886, a bord del seu tricicle autopropulsat, considerat com el primer vehicle motoritzat de la història.

A la fi del segle xix, el 1886, s'introdueix el motor de combustió interna: el radiador amb estructura de niu d'abella, que serveix per refrigerar el motor, i que encara utilitzen els cotxes d'avui dia; i el Carburador, on es barreja l'aire amb la gasolina, utilitzat fins a l'arribada de la injecció electrònica o mecànica. Va ser la primera configuració d'automòbil amb motor davanter, cabina de passatgers situada entre els dos eixos, tracció a les rodes posteriors i centre de gravetat baix. Va ser creat per Daimler, sota la marca Mercedes. Fins aleshores només circulaven carruatges, originalment per tracció amb cavalls, als quals s'aplicava un motor. Produeixen, l'any 1924, el primer cotxe amb frens a les quatre rodes.
El 1890, l'empresa de Daimler es dedicava exclusivament a la venda dels seus motors de gasolina i va esdevenir una empresa pionera en aquest sector. El 1894 a París, França, hi va tenir lloc la primera cursa automobilística de la història en la qual van obtenir la victòria dos cotxes equipats amb motors Daimler. A més del primer autobús i del primer camió, l'empresa va fabricar el primer automòbil modern, el Mercedes 35 CV del 1900. Aquest model Mercedes, que gaudia d'una arquitectura radicalment innovadora, marca la transició dels carruatges motoritzats cap als automòbils tal com els coneixem avui en dia. Disposava de grans innovacions tècniques com un centre de gravetat baix i una columna de direcció en posició inclinada. Aquestes novetats són requisits indispensables per a una conducció confortable i segura.

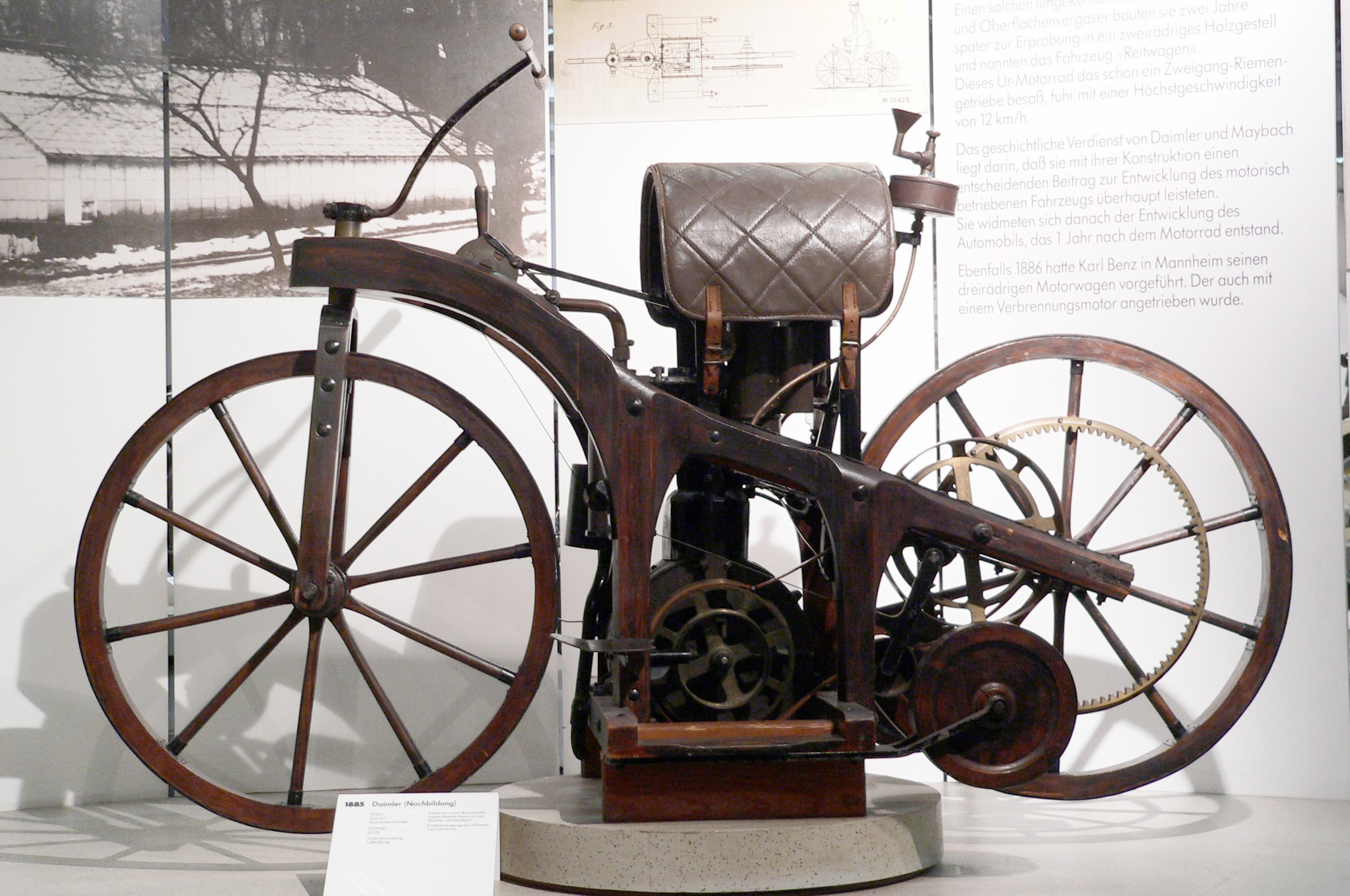
Motocicleta creada per Gottlieb Daimler i Wilhelm Maybach l'any 1885

### Origen del nom

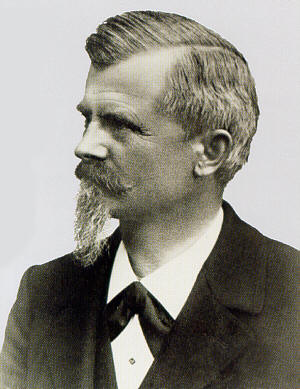
Wilhelm Maybach, va col·laborar estretament amb Daimler per la fabricació del motor d'explosió interna

El 21 de març de 1899, durant la Setmana Automobilística de Niça, el Cònsol General d'Àustria a Niça, Emili Jellinek, va inscriure el seu cotxe Daimler model Phoenix de quatre cilindres i 24 cavalls de potència al ral·li Niça-Magagon-Niça. Aquest automòbil, que s'acabaria proclamant guanyador de la prova, duia el nom de "Mercedes" pintat a la coberta del motor en honor de la seva filla de deu anys.
Uns mesos després, Jallinek va sol·licitar a l'empresa Dailmer-Benz la creació d'un nou vehicle amb una distància més llarga entre eixos, un centre de gravetat més baix i un motor més potent. Aquesta petició acabaria provocant la fabricació d'un nou automòbil el qual va arrasar en totes les curses de la temporada del 1901. Va triomfar de tal manera que els periodistes de l'època van començar a anunciar "l'inici de l'era Mercedes".
Aquesta denominació va esdevenir marca al mes de juny del 1926, en fusionar-se les empreses Daimler (Gottlieb Daimler) i Benz (Karl Benz). Durant la Junta General celebrada, es va decidir que la marca passaria a dir-se "Mercedes-Benz" i la firma s'anomenaria “Daimler-Benz AG” (actual Daimler AG).

### Origen del logotip
Els dos fills de Daimler -mort l'any 1890- que ocupaven alts càrrecs dins l'empresa, van recordar que en una ocasió el seu pare havia enviat a la seva esposa una postal on apareixia una estrella que el mateix Daimler havia dibuixat sobre la casa que la família tenia a Deutz, Alemanya. Aquesta estrella, segons Daimler, acabaria elevant-se algun dia triomfalment sobre la seva fàbrica. La junta directiva va aprovar el suggeriment i al juny de 1909 es va registrar de forma oficial una estrella de tres puntes. Aquell mateix any, l'estrella escollida per simbolitzar la triple motorització del trànsit en terra, mar i aire, va ser col·locada per primera vegada al radiador d'un vehicle Daimler.

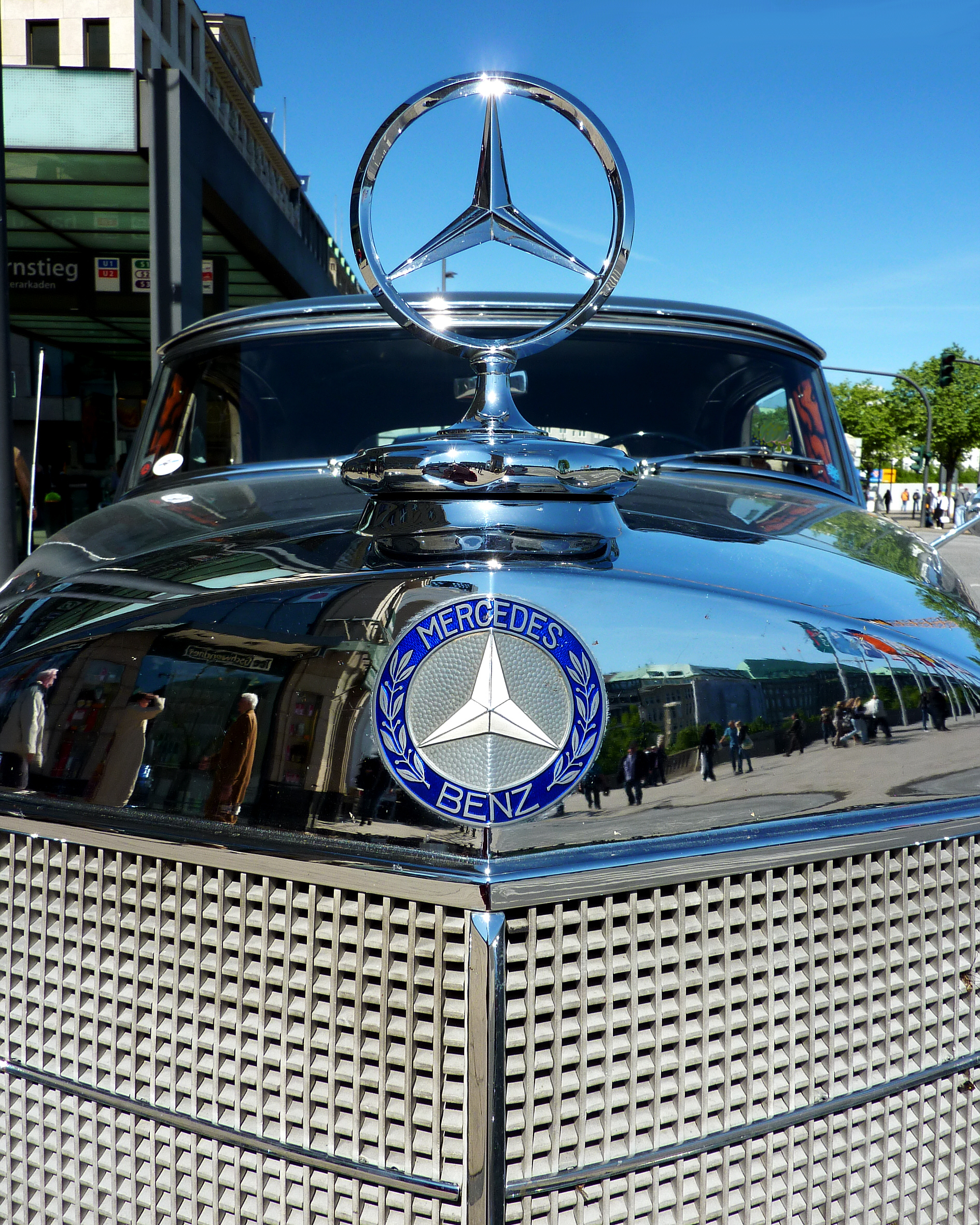
Logotip de l'empresa Mercedes-Benz, un clàssic del món de l'automòbil.

Al llarg dels anys, l'estrella de l'empresa Mercedes-Benz ha anat evolucionant i s'ha perfeccionat fins a assolir la forma en què es coneix avui dia. La primera estrella utilitzava una corona de llorer que rodejava el nom.
El 1916 es va tancar l'estrella de la marca dins d'un cercle, se li va afegir quatre estrelles petites a la part superior i el nom de Mercedes a la part inferior. Deu anys més tard, en 1926, amb la fundació de l'empresa Daimler-Benz AG es van unificar els símbols, combinant la corona de llorer, l'estrella i el nom de Mercedes-Benz. La següent modificació fou en 1933, amb un disseny molt innovador per a la seva època: es va estilitzar l'estrella que s'acabaria adoptant com a logotip definitiu. En la darrera modificació, en 1989, es redissenyà tot el logotip i passà a ser l'actual distintiu de Mercedes-Benz, una de les marques de Daimler AG.

## Innovació
Una bona part del prestigi de la marca, a més de la qualitat dels seus productes, prové de la capacitat d'innovació que ha demostrat en bona part de la seva història.
Dins aquest apartat es podrien distingir dos períodes: el dels inicis de l'automòbil, al final del segle xix, on, encara per separat, Gottlieb Daimler i Karl Benz aporten innovacions substancials. I un segon període, a la segona meitat del segle xx, on la marca Mercedes-Benz, plenament consolidada com a marca de prestigi, introdueix múltiples tecnologies, que especialment en el camp de la seguretat dels usuaris, són seguides -més tard o més d'hora- per tots els altres fabricants.
Aquestes innovacions beneficien en l'àmbit tecnològic el funcionament dels vehicles i la seguretat dels seus passatgers. Un gran descobriment va ser l'antibloqueig de rodes (ABS), va ser dissenyat i desenvolupat per Mercedes-Benz a la dècada dels 80. Pocs anys després van aparèixer les anomenades bosses d'aire (airbag) que van ser instal·lades al model S-Class i van suposar un gran avenç. L'any 1951, Mercedes va desenvolupar la "cèl·lula de seguretat", una estructura reforçada de la cabina de passatgers que els protegeix en cas d'accident, mentre que la part davantera i la del darrere, on hi ha el motor i el maleter del cotxe, són deformables per tal d'absorbir l'energia del xoc. Tot i ser una creació de l'empresa Mercedes-Benz, aquests en van permetre l'ús als seus competidors per tal de millorar la seguretat viària en general. Als anys següents es van introduir sistemes de control de frenada, d'estabilitat, control de tracció, patents que la fan capdavantera en la seguretat activa i passiva dels nous automòbils. L'últim gran descobriment van ser els cinturons de seguretat tensionals que evitaven que els passatgers fossin llençats cap endavant en cas d'impacte. L'any 2010, Mercedes va introduir el sistema "Pre-Safe" que prepara el vehicle amb els ajustos òptims de seguretat en cas d'un accident imminent; per exemple, és capaç de tancar finestres, el sostre solar, tensar els cinturons de seguretat i moure els seients per adoptar una posició més segura.
L'any 2012, Mercedes-Benz va anunciar el "Car Together". És una aplicació que ajuda als conductors a connectar-se amb altres persones d'interessos o perfils similars via Facebook que comparteixen rutes diàriament. Gràcies a aquesta iniciativa de Mercedes es redueixen les emissions de gasos contaminants a l'atmosfera. L'última proposta és una aplicació per smartphones que permet als propietaris d'un Mercedes mantenir-se al dia sobre les característiques dels seus automòbils, tal com els nivells d'autonomia, historial, mesures de seguretat o estacions per carregar vehicles elèctrics. Fins i tot permet seguir el teu propi Mercedes via Twitter. Gràcies a aquests avenços els cotxes Mercedes-Benz són més intel·ligents i poden compartir informació sobre trànsit i rutes alternatives per així poder evitar retencions o accidents en temps real.

## Eslògan
Avui dia l'empresa automobilística Mercedes-Benz segueix utilitzant el mateix eslògan que utilitzava Gottlieb Daimler cent anys enrere, "The Best or Nothing", el millor o res. Aquesta expressió és avui part fonamental de la filosofia empresarial de Mercedes-Benz i el seu significat s'entén encara avui de la mateixa manera: només sortirà de la Companyia el millor producte possible dins dels criteris més exigents que regeixen tant en qualitat com en seguretat.

## Producció
Mercedes-Benz produeix una àmplia gamma de vehicles destinats a tota mena de persones. Tots ells destaquen en molts àmbits com per exemple la seguretat, la fiabilitat o el rendiment. Produeixen el Classe A, un vehicle de tipus "hatckback" de baix preu, un mono-volum anomenat Classe B, cupès de caràcter més esportiu com el Classe C, CLA o CLS. Vehicles destinats a gent de negocis com el Classe E o el Classe S, tot-terrenys com el Classe G, superesportius com el Mercedes AMG GT, vehicles de superluxe com el Mercedes-Maybach a part d'alguns esportius com l'SLC o l'SL. També fabriquen vehicles dedicats al transport de mercaderies com l'Actros i l'Axor, a més d'una àmplia gamma de furgonetes com la Vito, Sprinter i Citan.

### Turismes

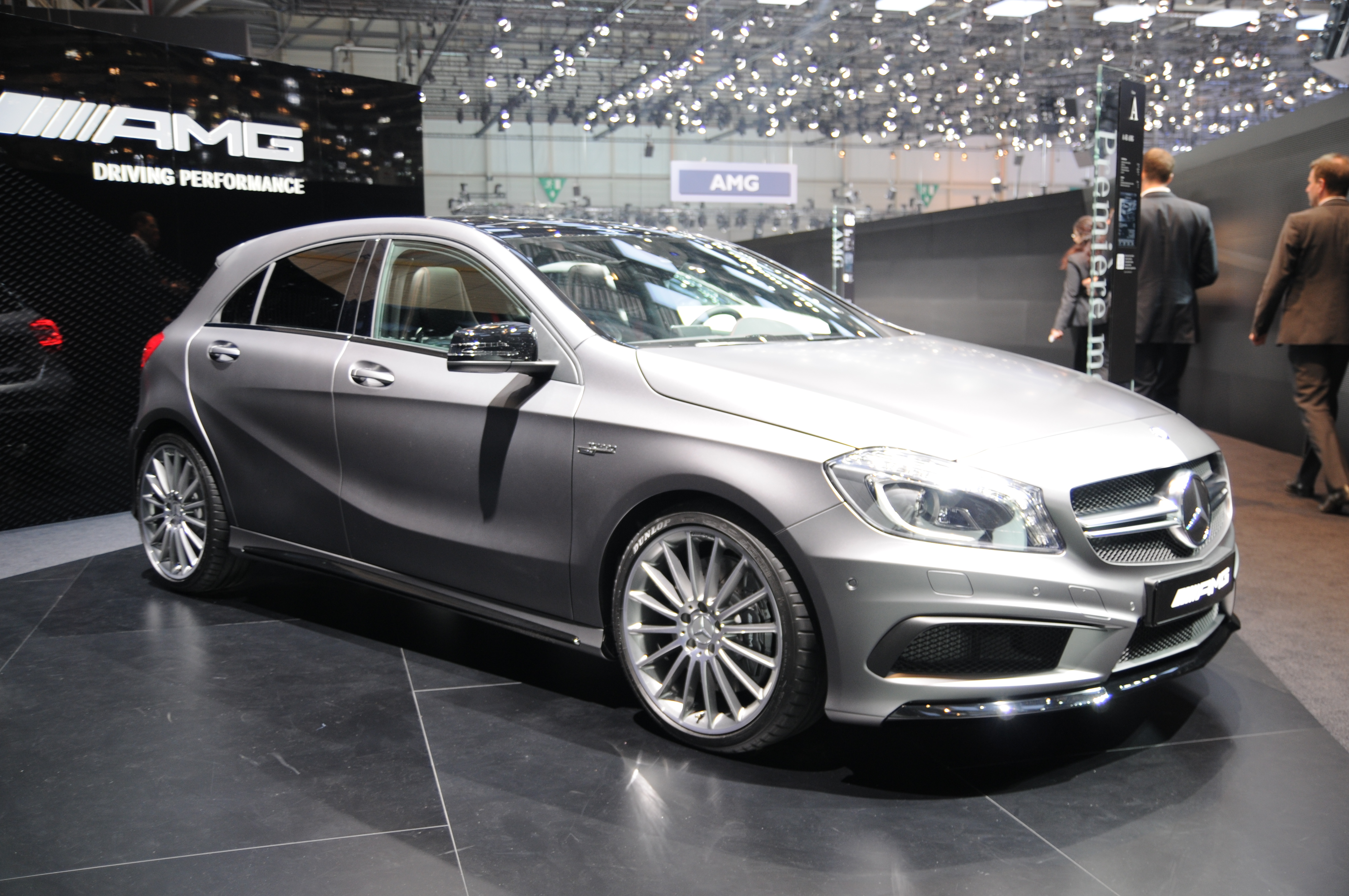
Model AMG de la tercera generació del Classe A

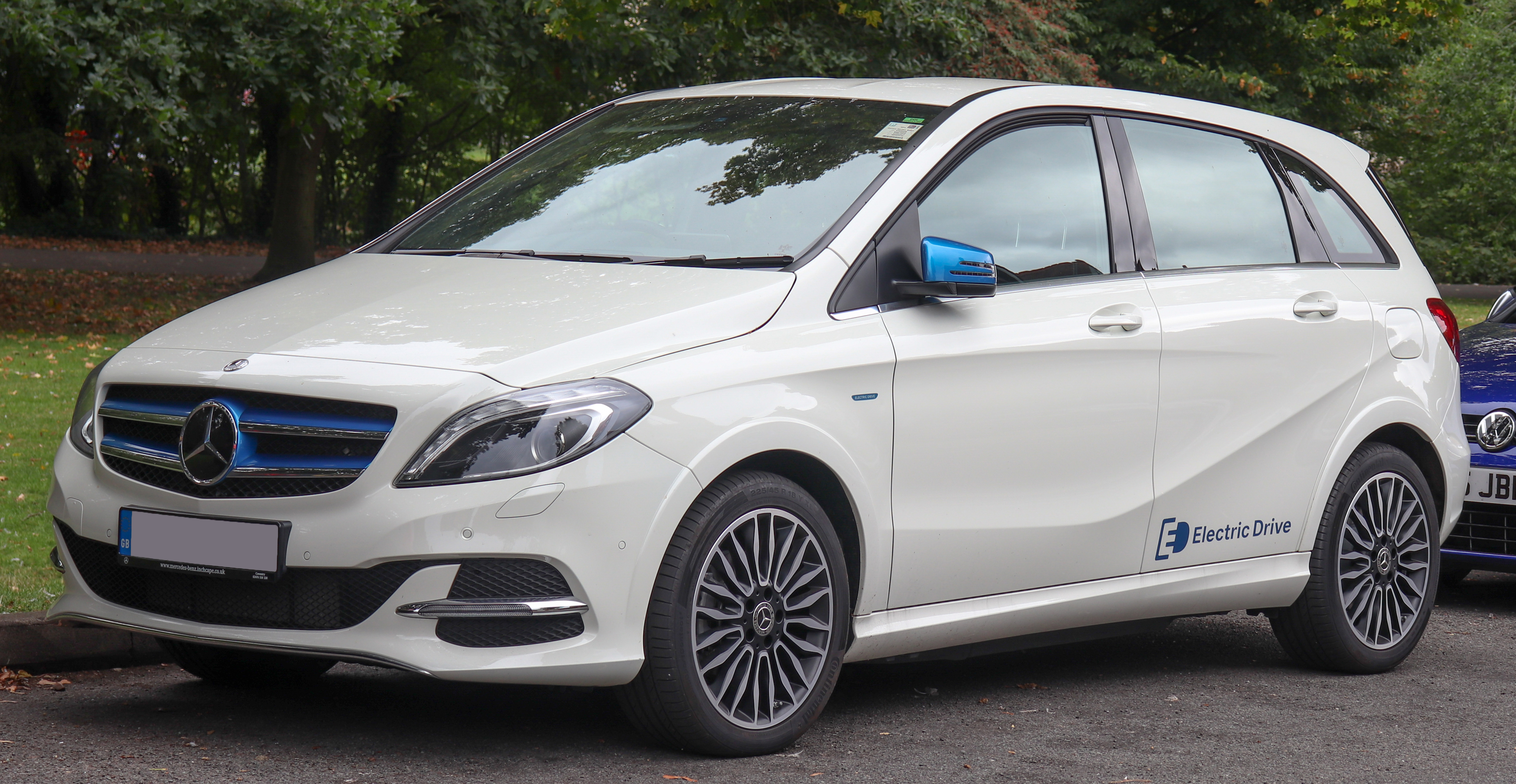
Imatge del model elèctric de la Classe B de Mercedes-Benz

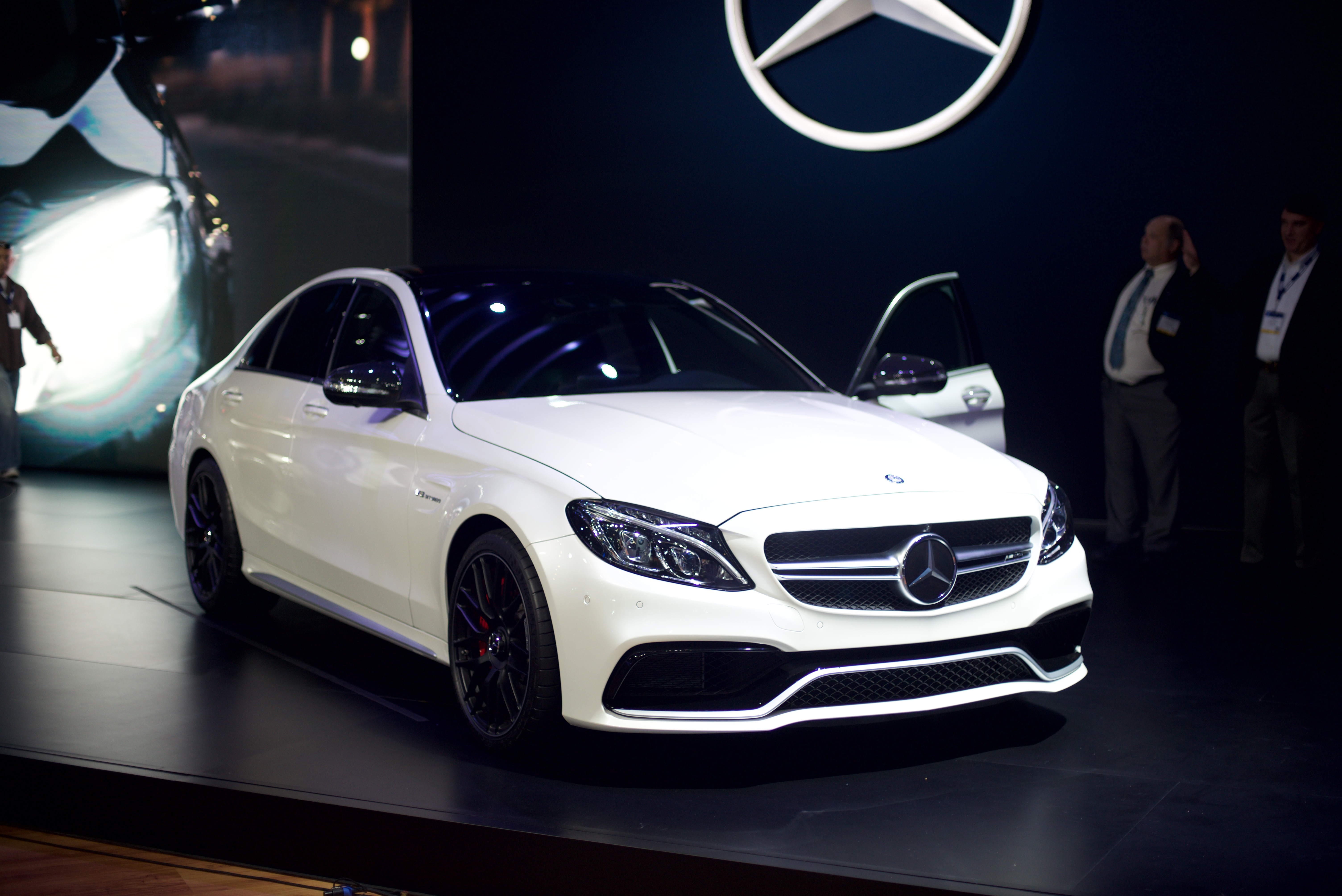
Versió AMG de la Classe C

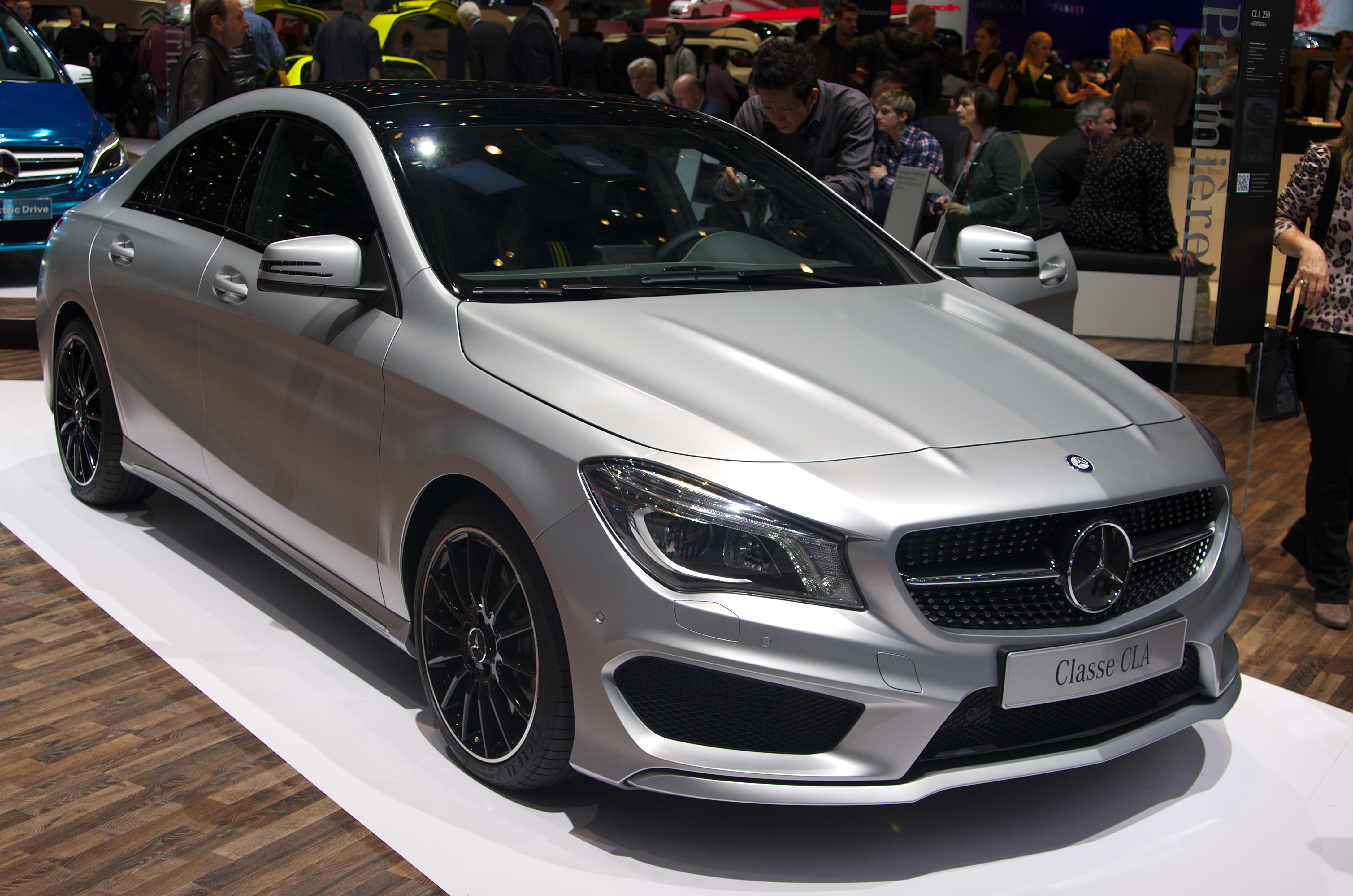
Mercedes-Benz Classe CLA al Saló de l'Automòbil de Gènova del 2013

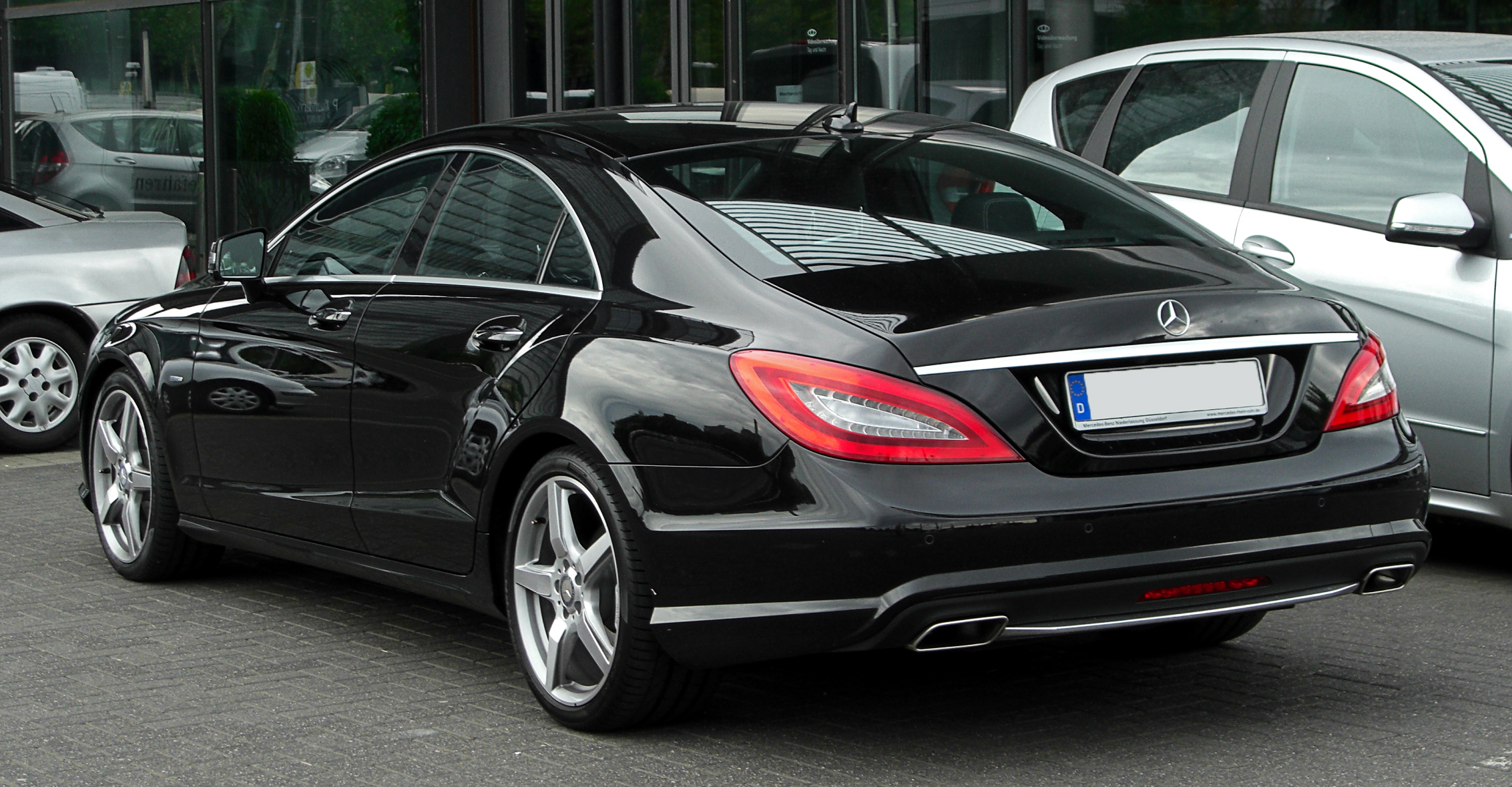
Model CLS de la segona generació, presentat l'any 2010

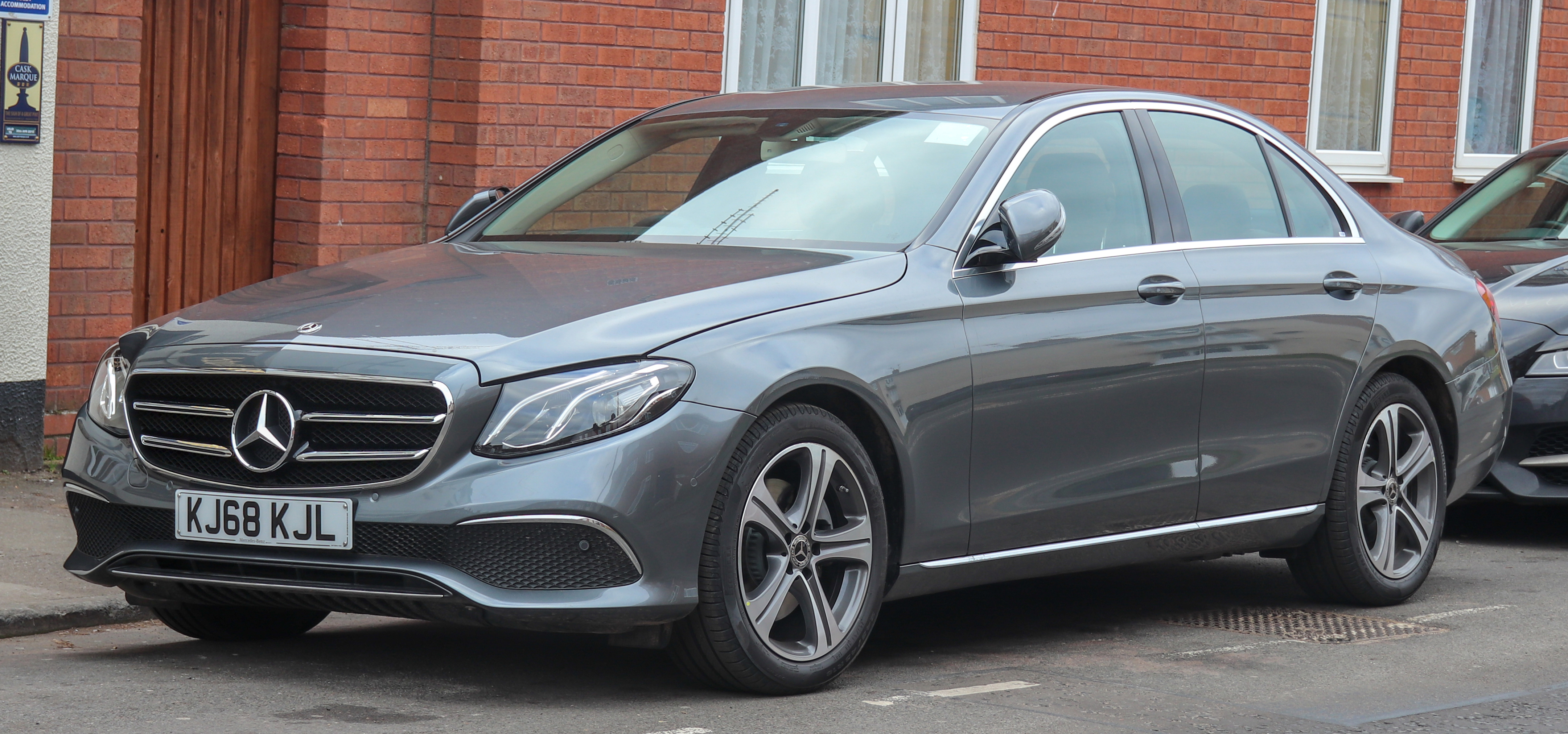
Mercedes-Benz Classe E 220

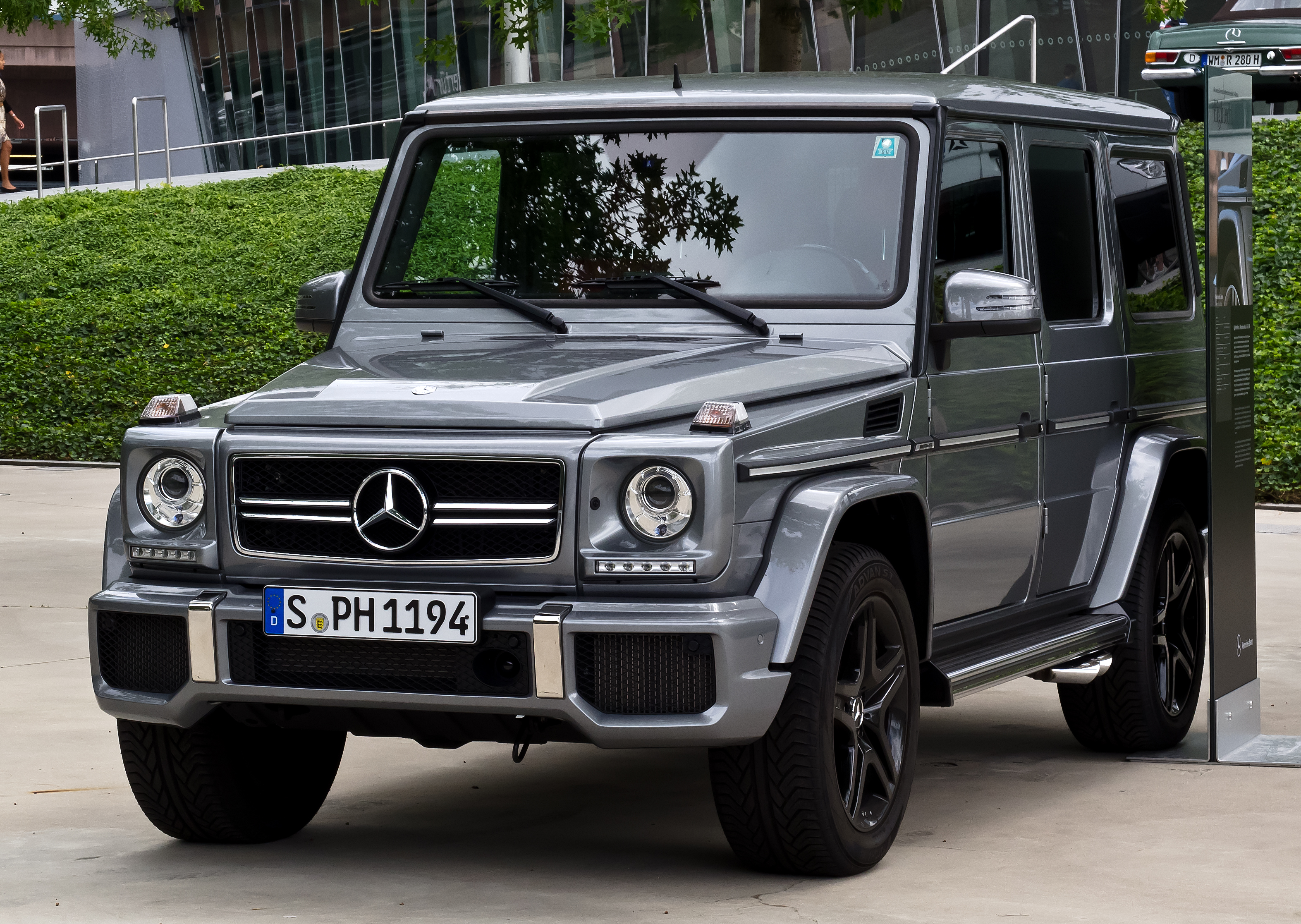
Mercedes Classe G 63 AMG

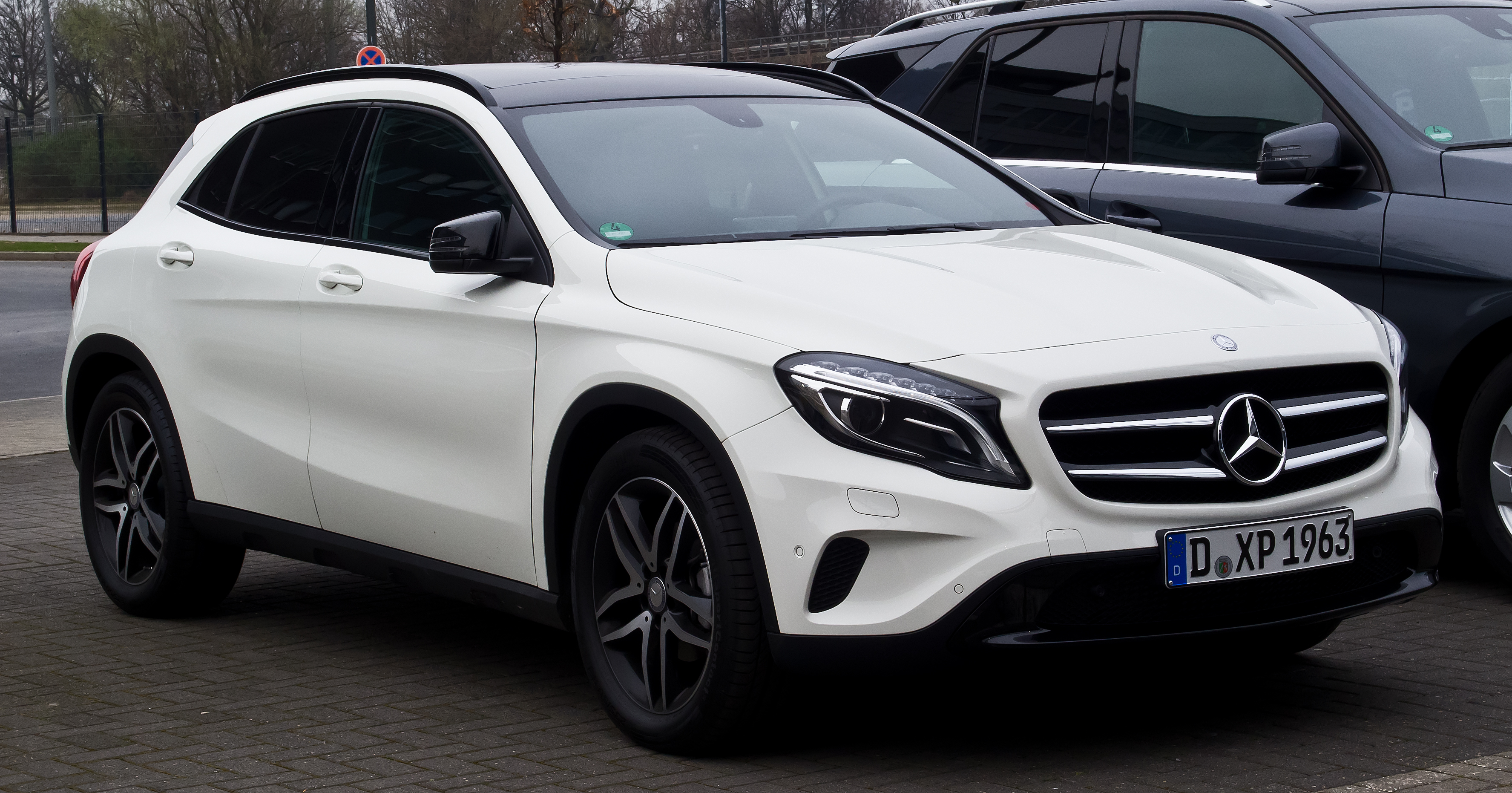
Imatge del GLA 200 CDI, un vehicle esportiu utilitari fabricat des del 2014

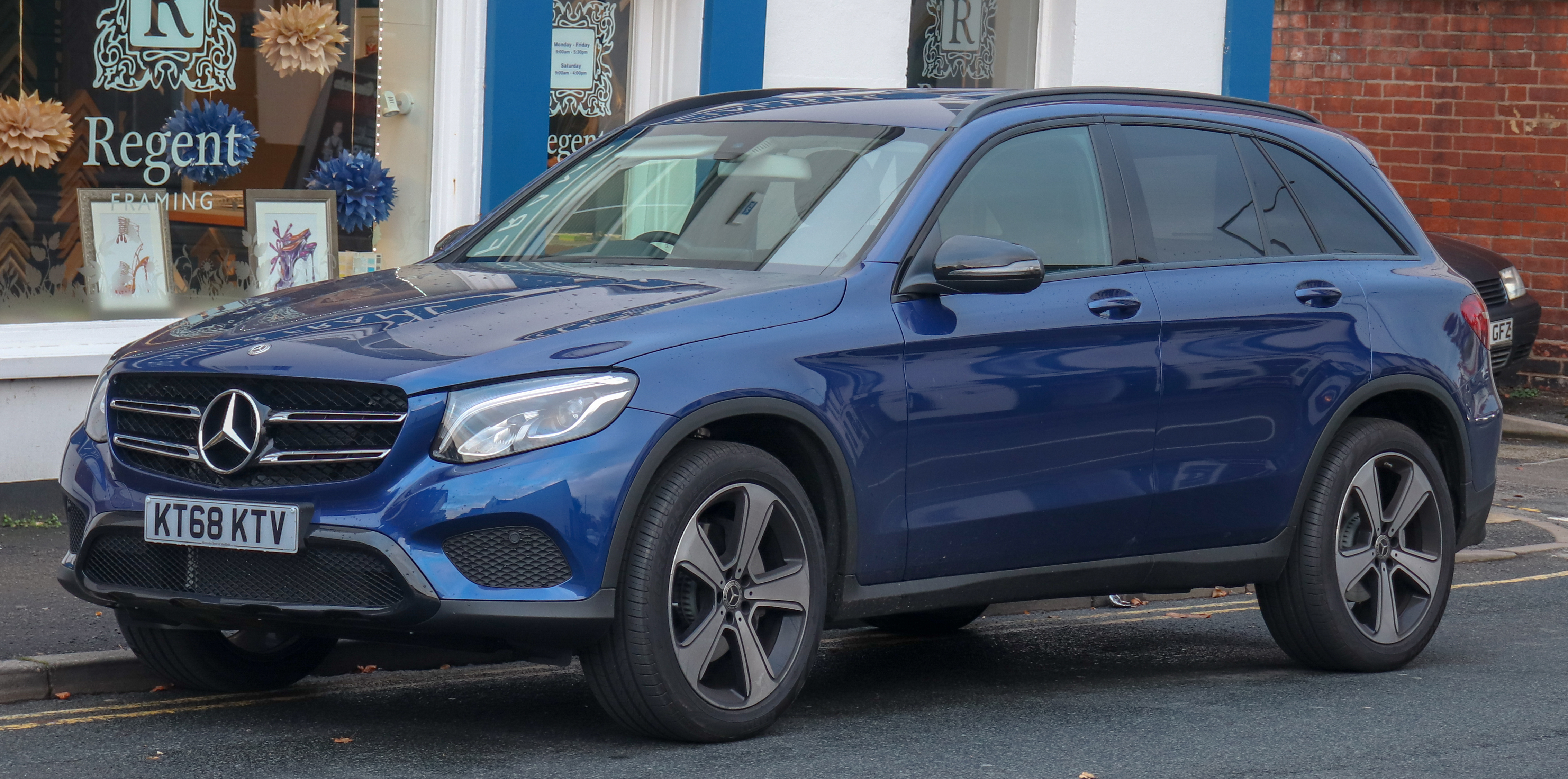
Vista del Mercedes-Benz Classe GLC 250 dièsel

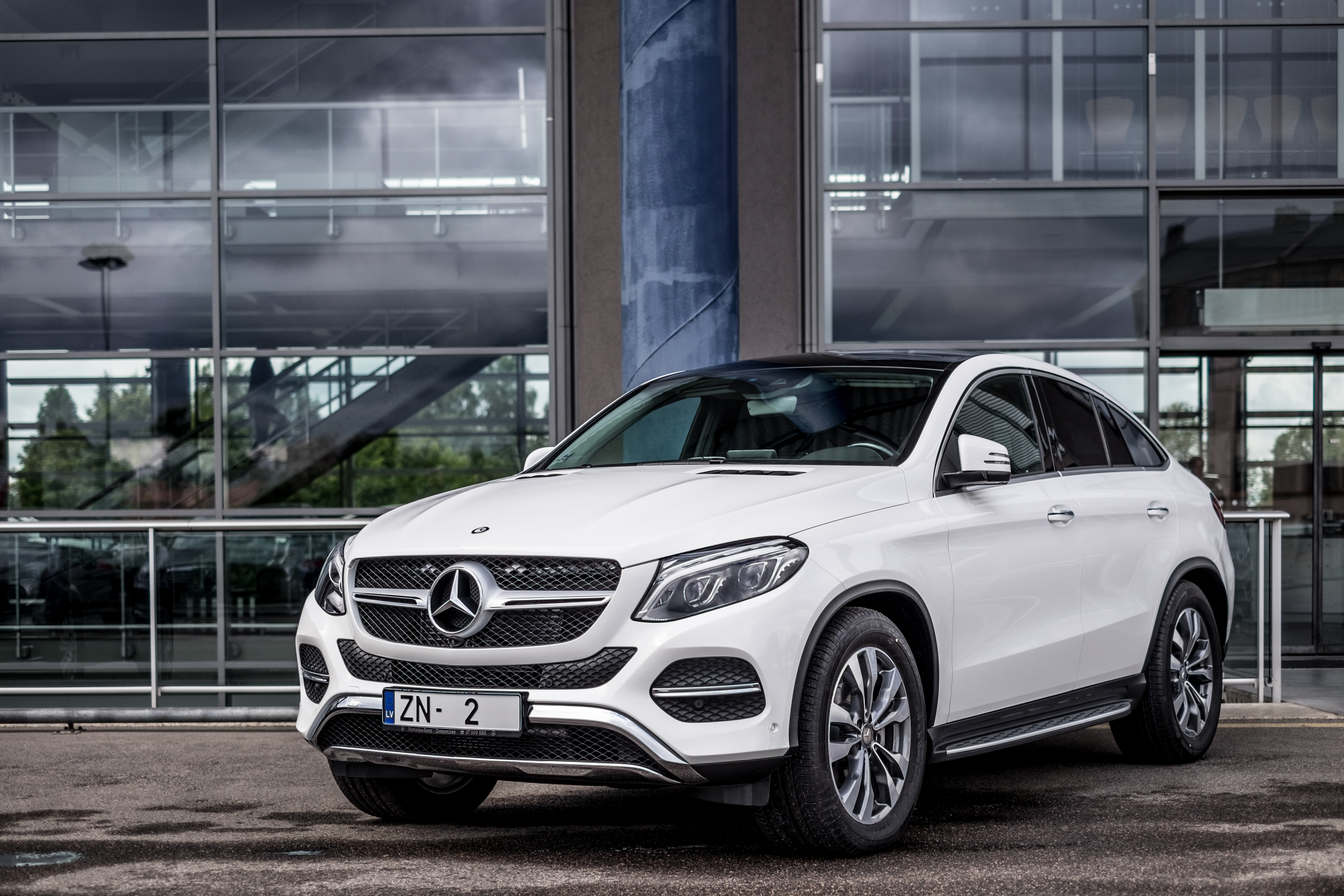
Imatge del GLE, el primer vehicle esportiu utilitari amb carrosseria cupè de Mercedes-Benz

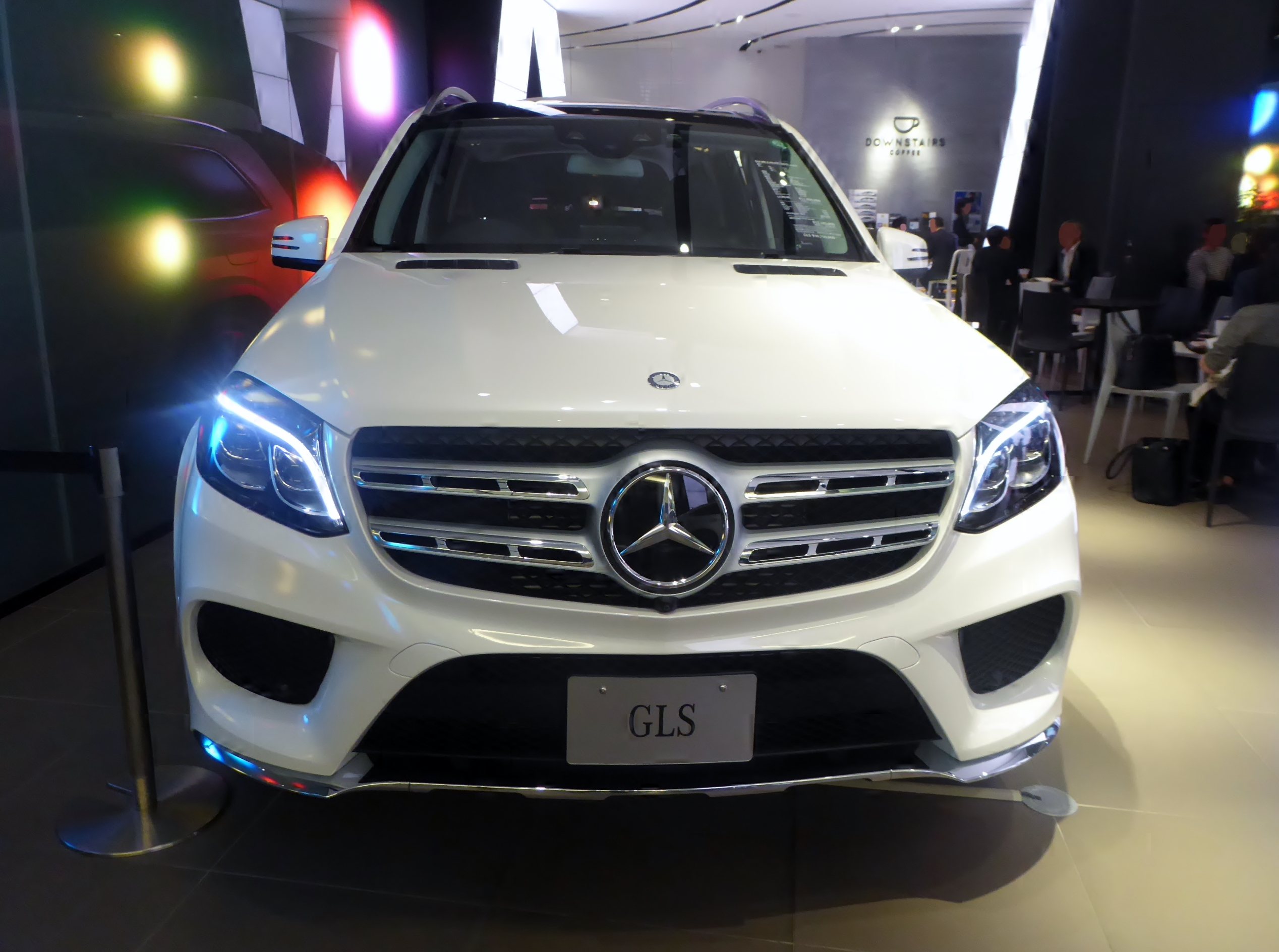
Imatge de la part frontal del Mercedes GLS 350d 4MATIC Sports

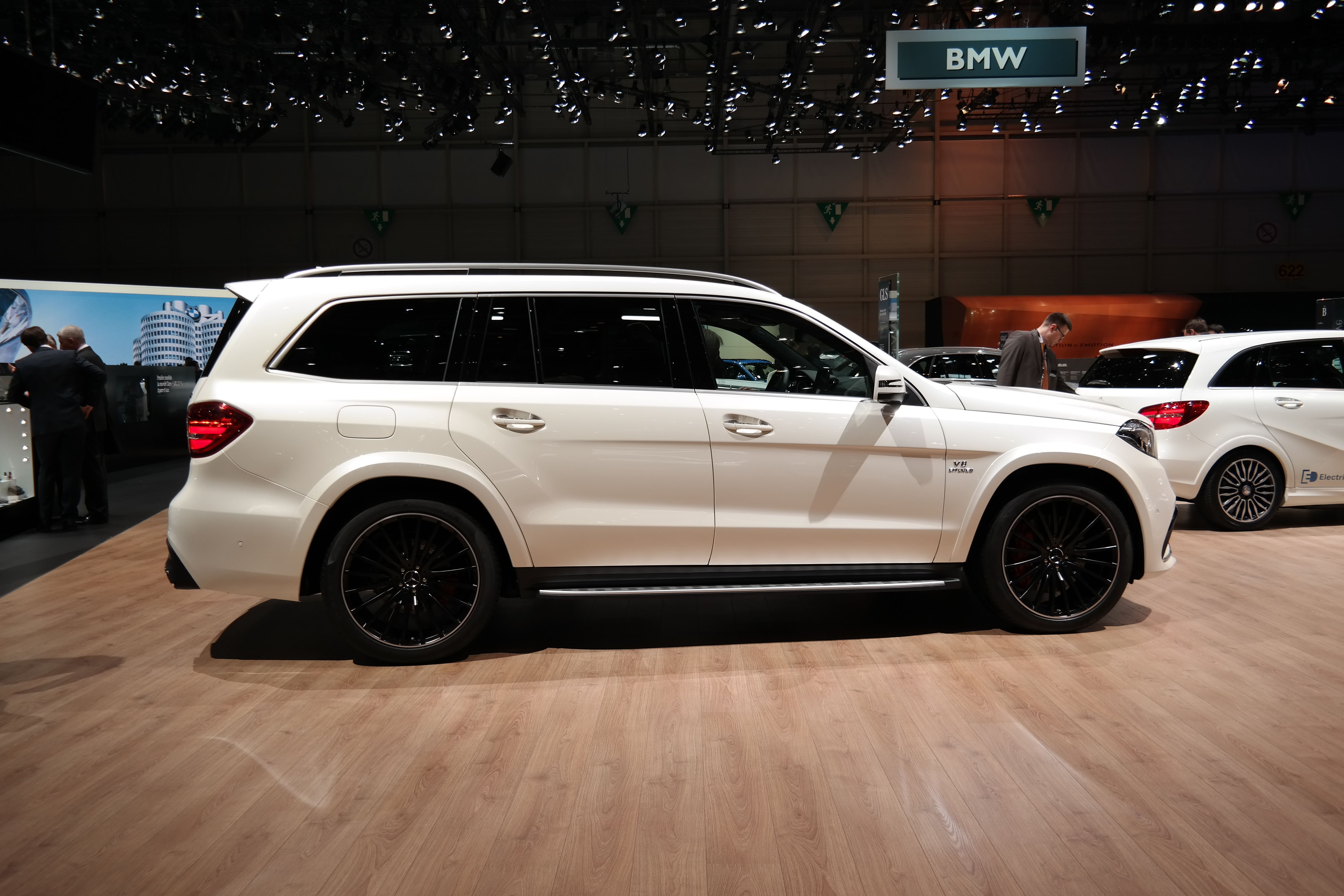
Vista de perfil del Mercedes-Benz GLS AMG V8 Biturbo

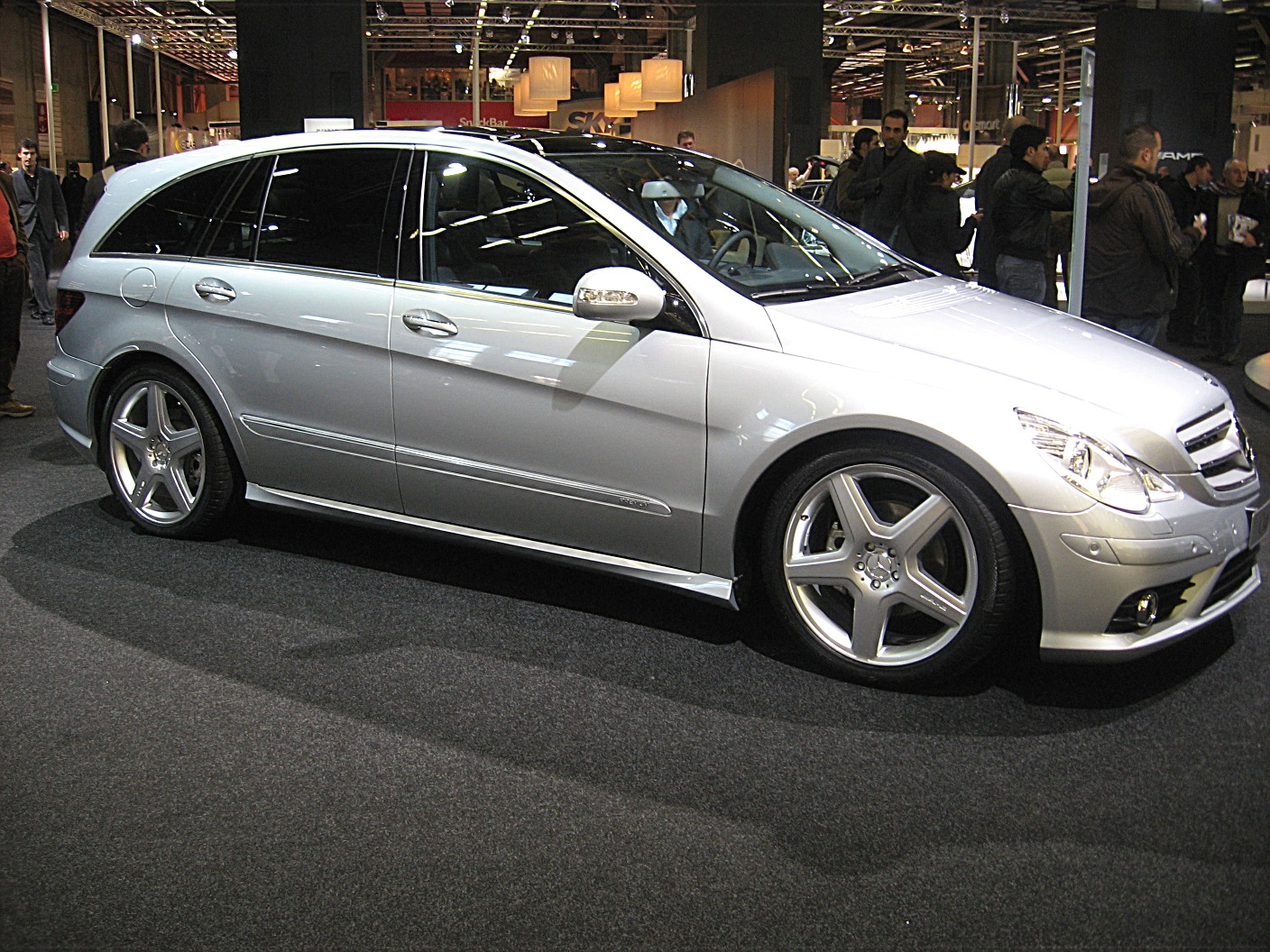
Mercedes-Benz Classe R model AMG

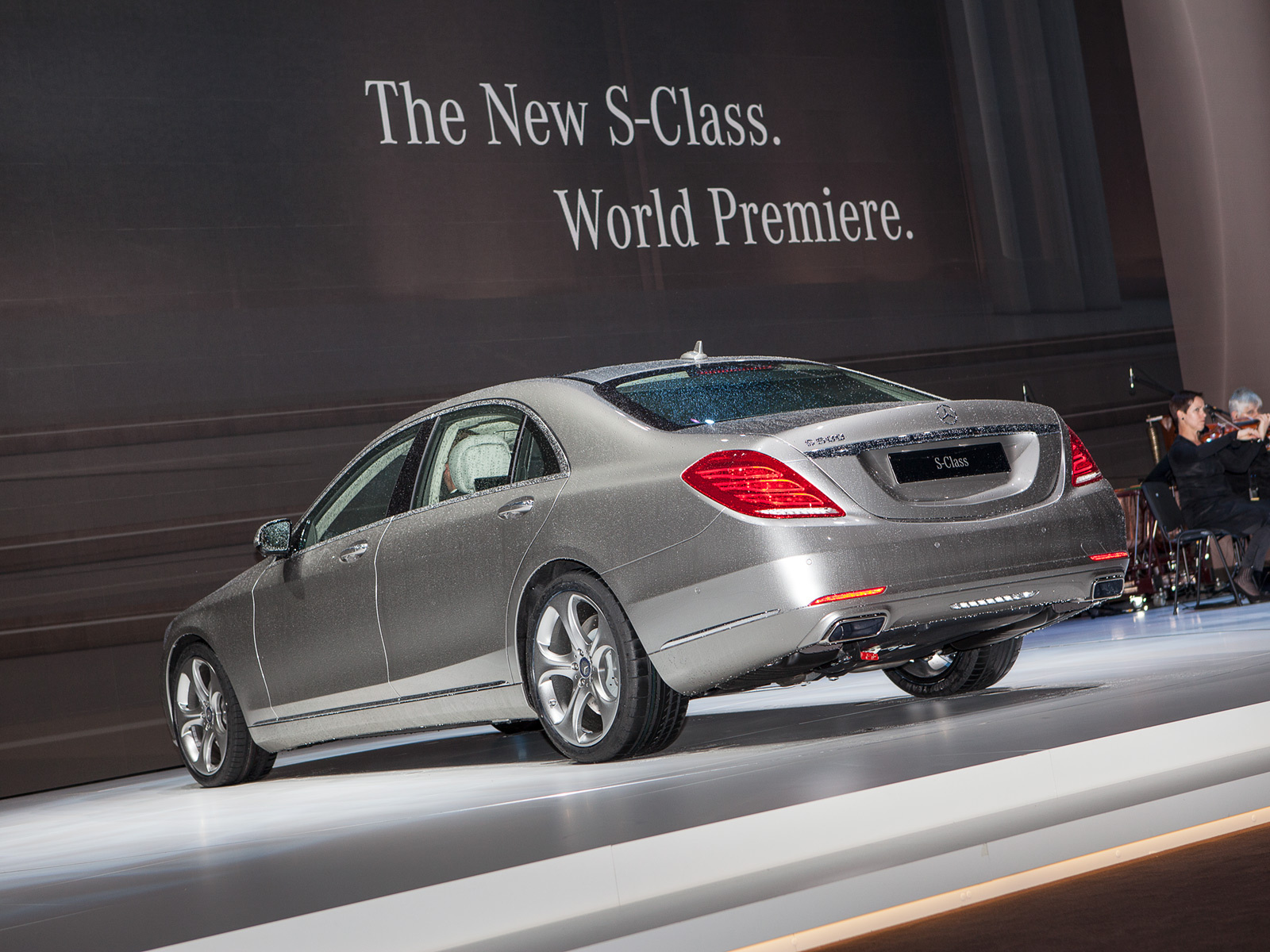
Presentació del Classe S 2013 a Hamburg, Alemanya

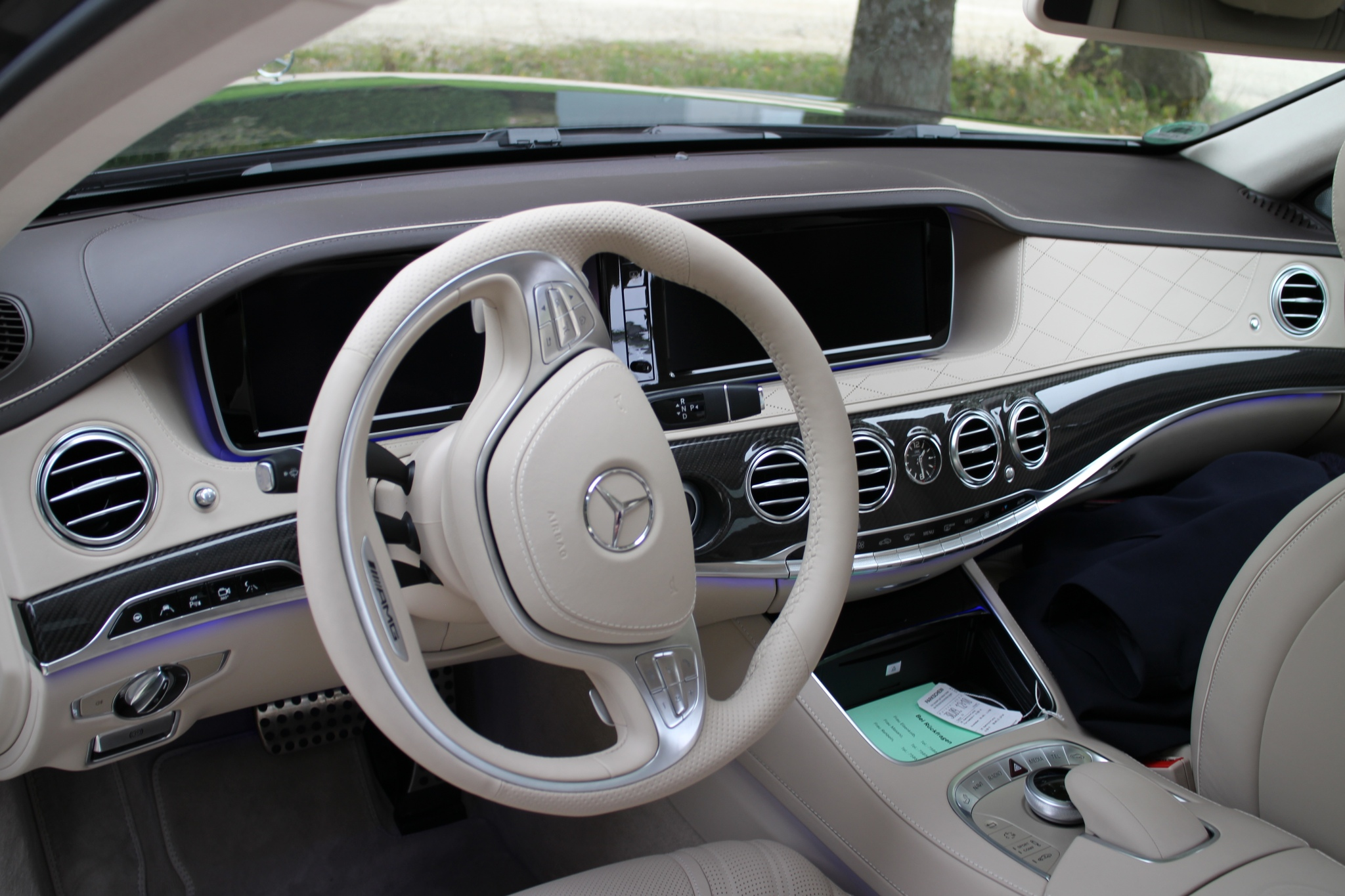
Imatge de l'interior d'un Classe S

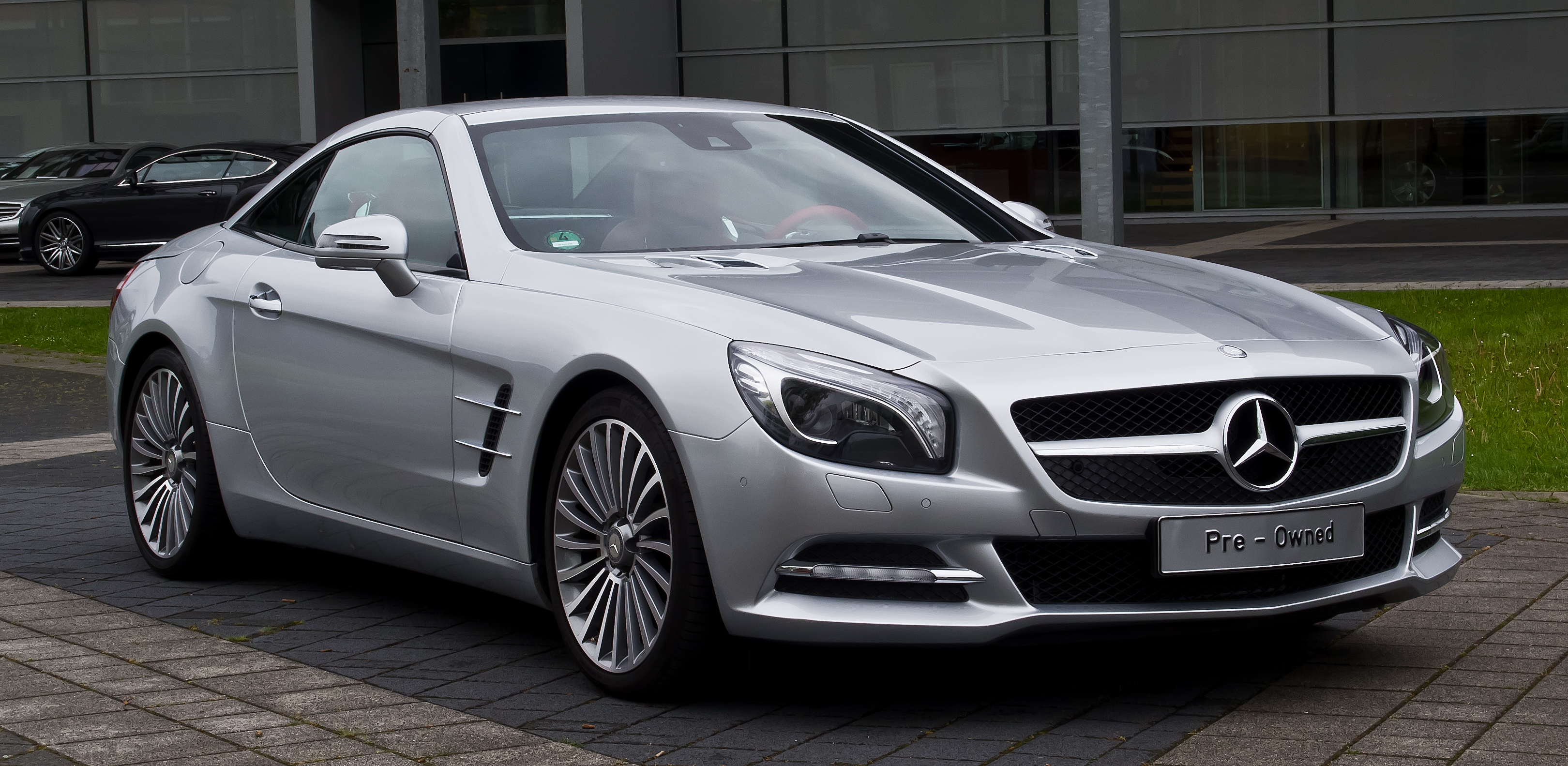
La Classe SL de Mercedes-Benz, caracteritzada pel seu esperit esportiu

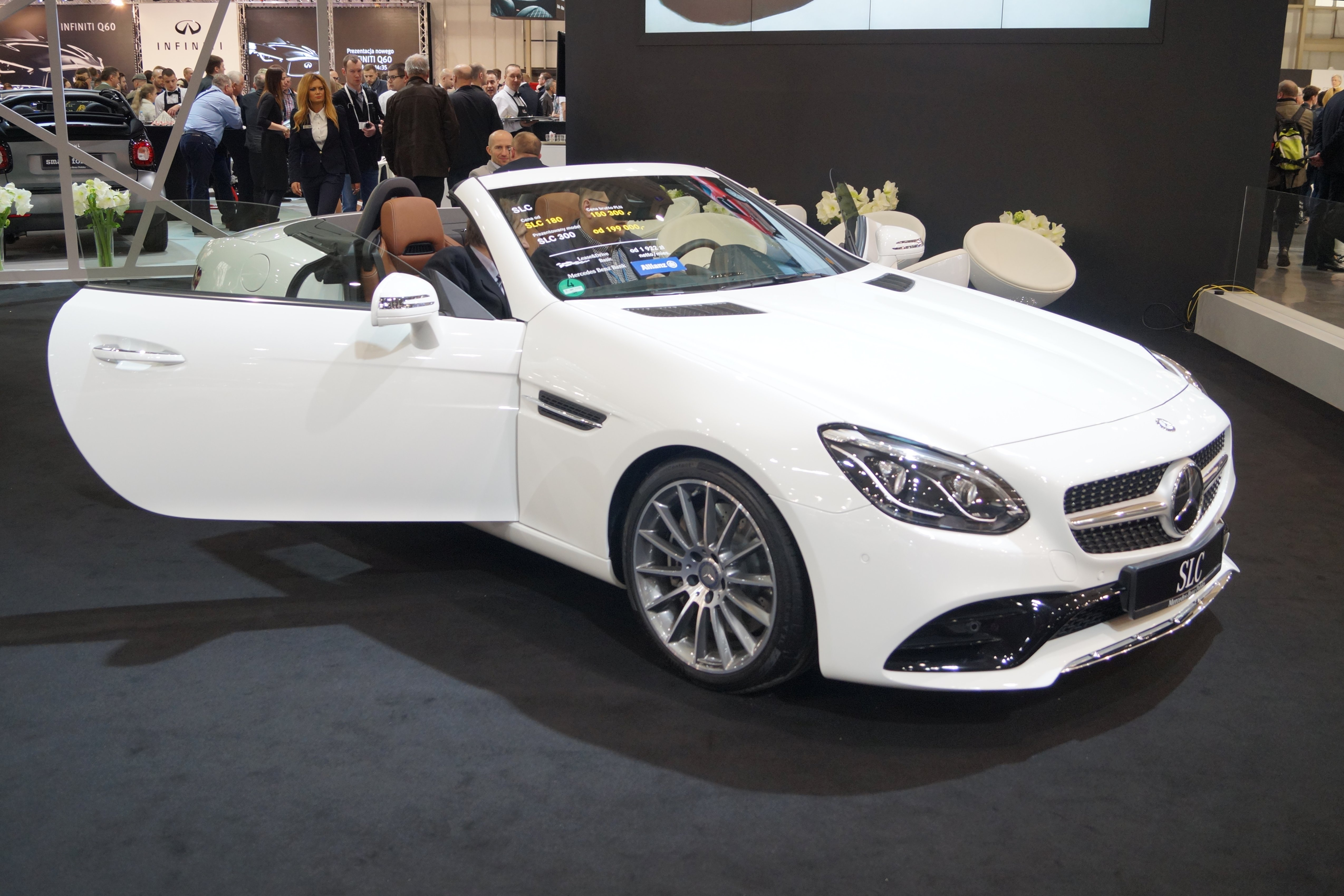
Imatge del model esportiu SLC a Poznań, Polònia

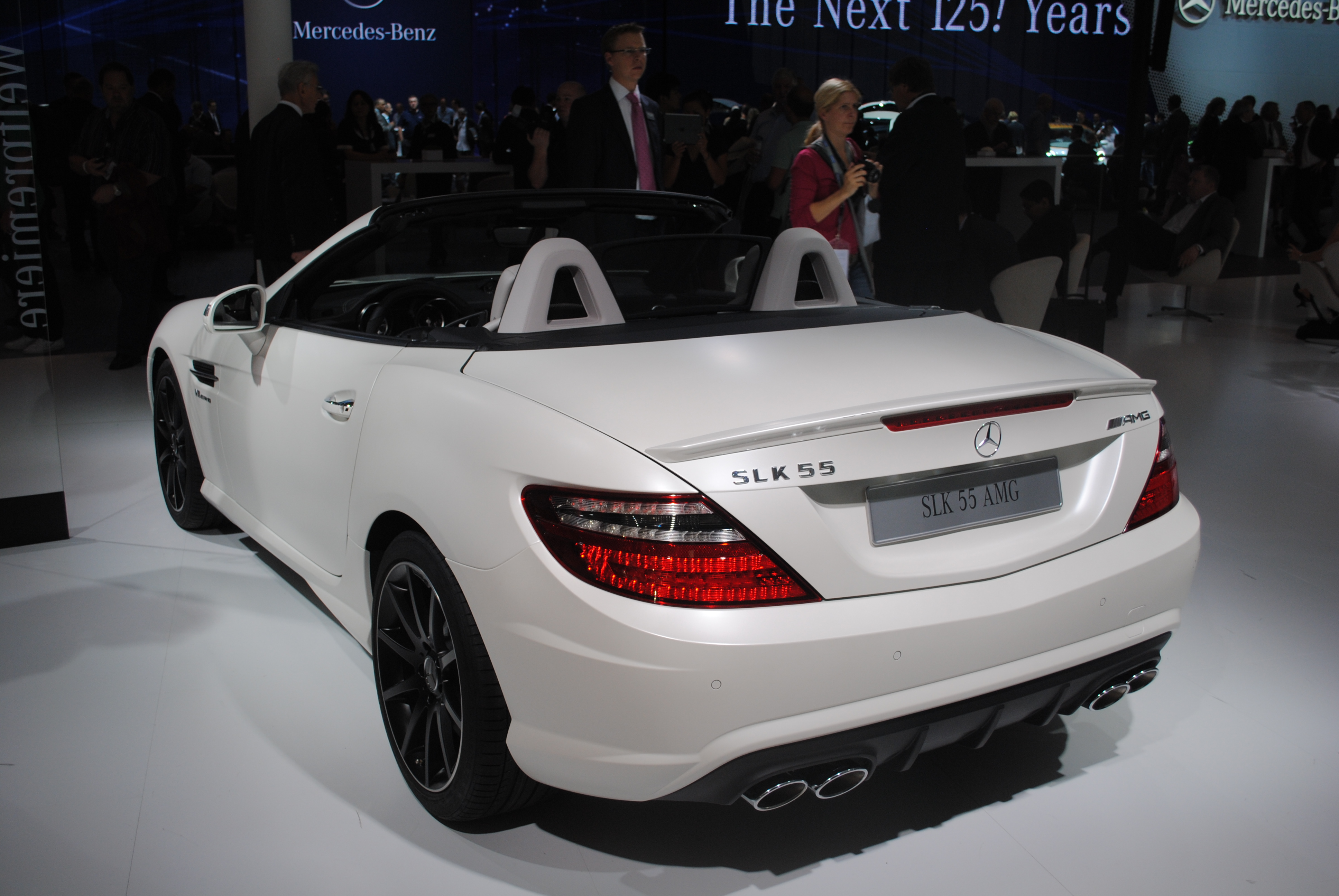
Mercedes-Benz Classe SLK model 55 AMG

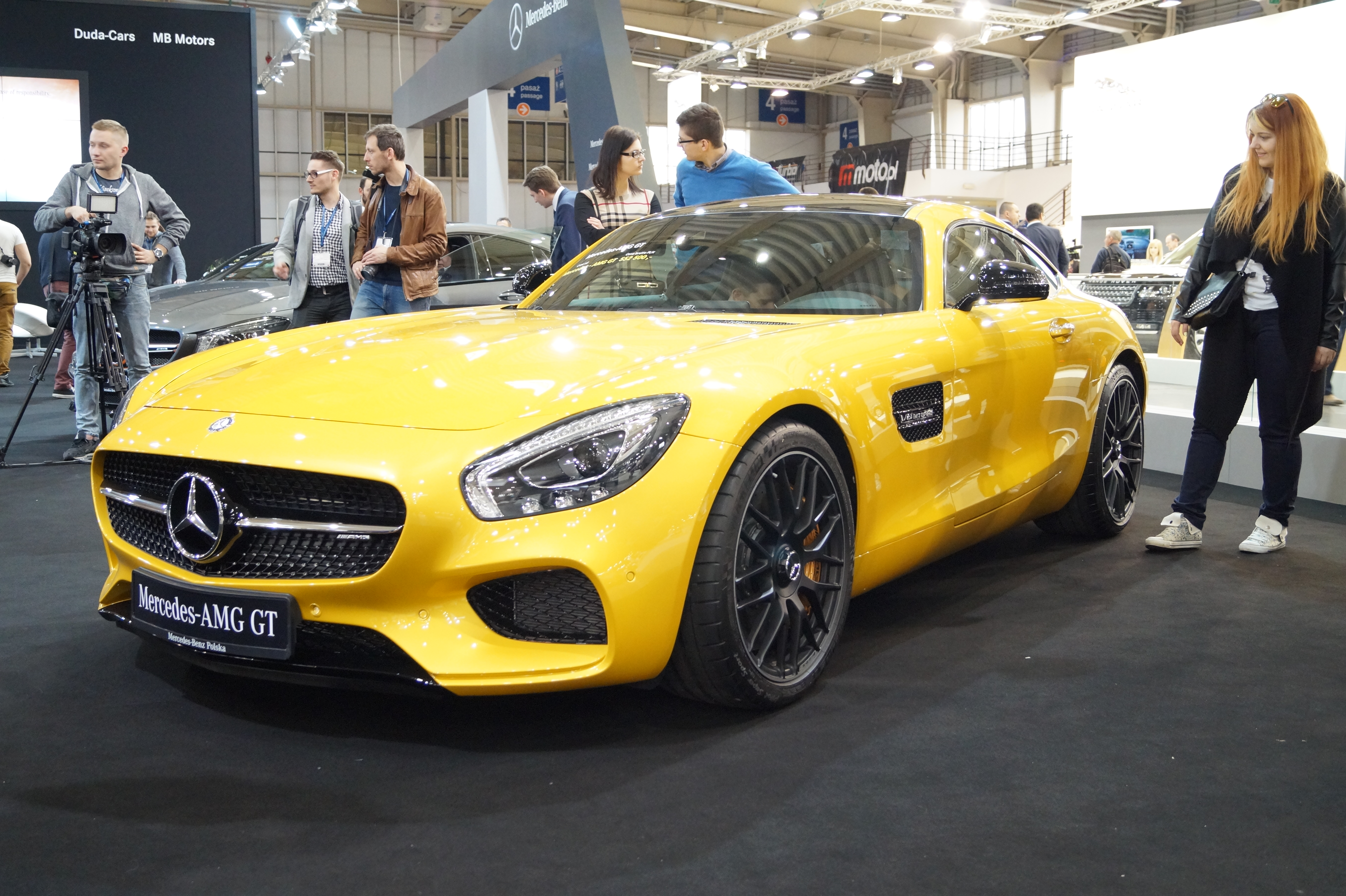
Vista del model superesportiu AMG GT, successor del SLS AMG

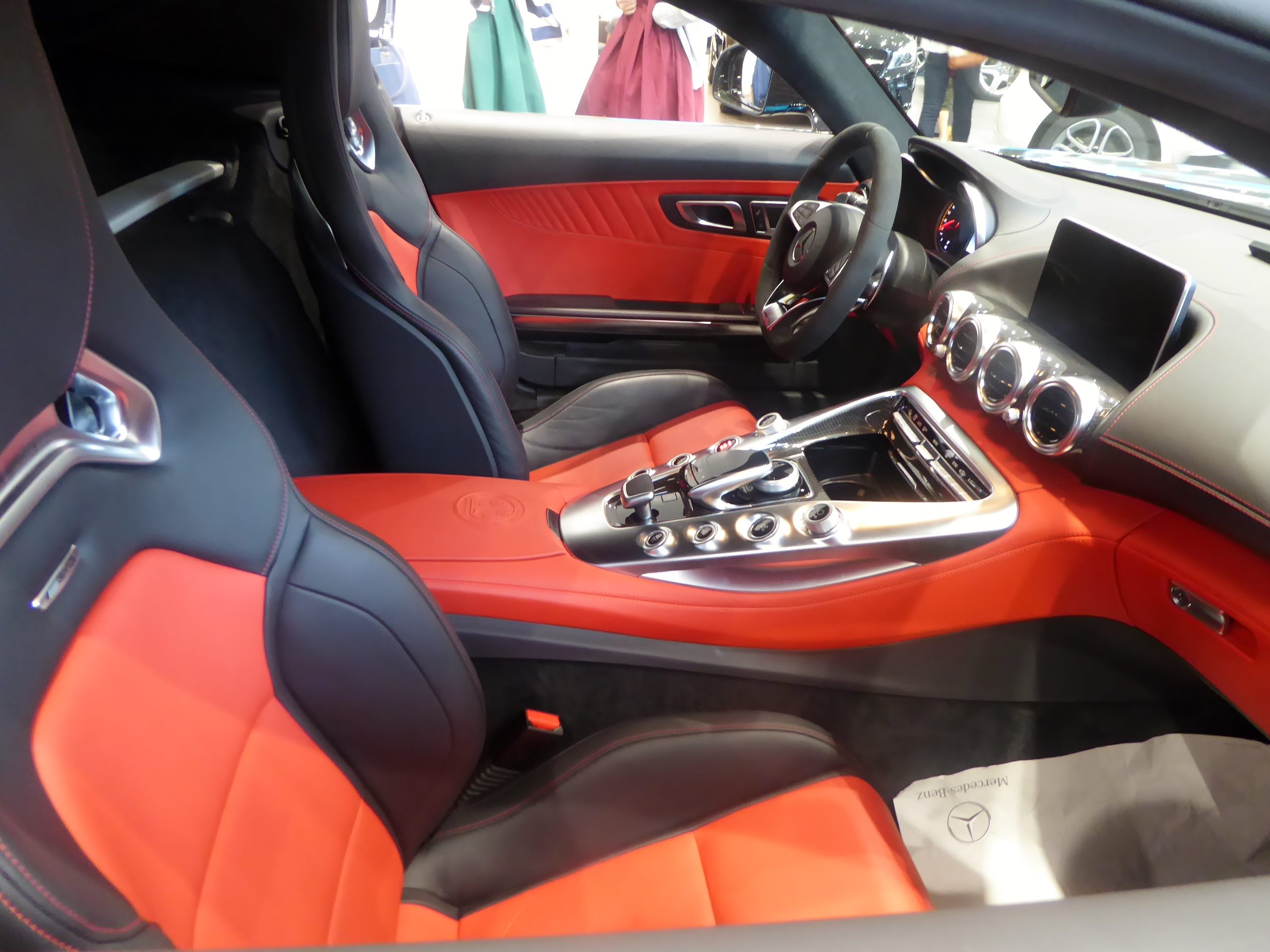
Vista de l'interior del superesportiu AMG GT

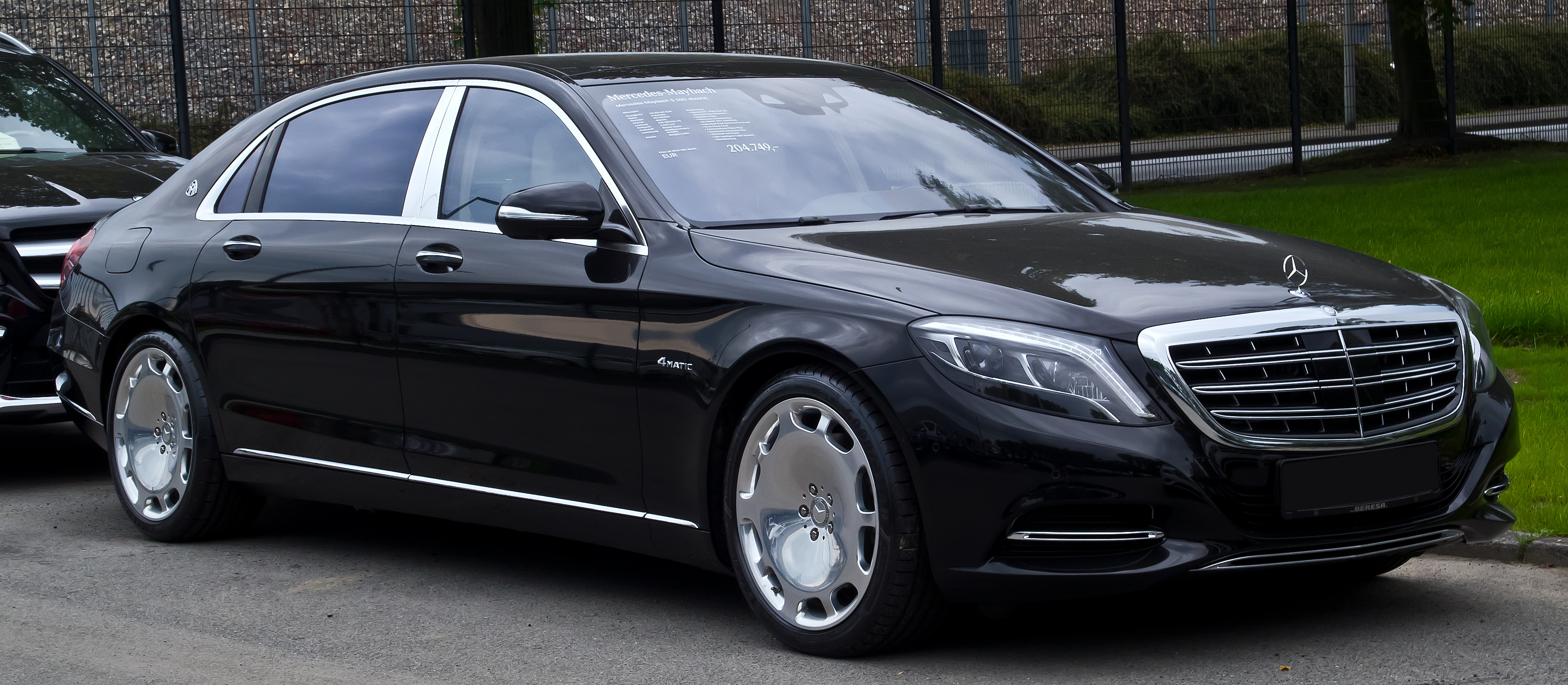
Mercedes-Maybach S 500, una de les variants del model més luxós del fabricant alemany

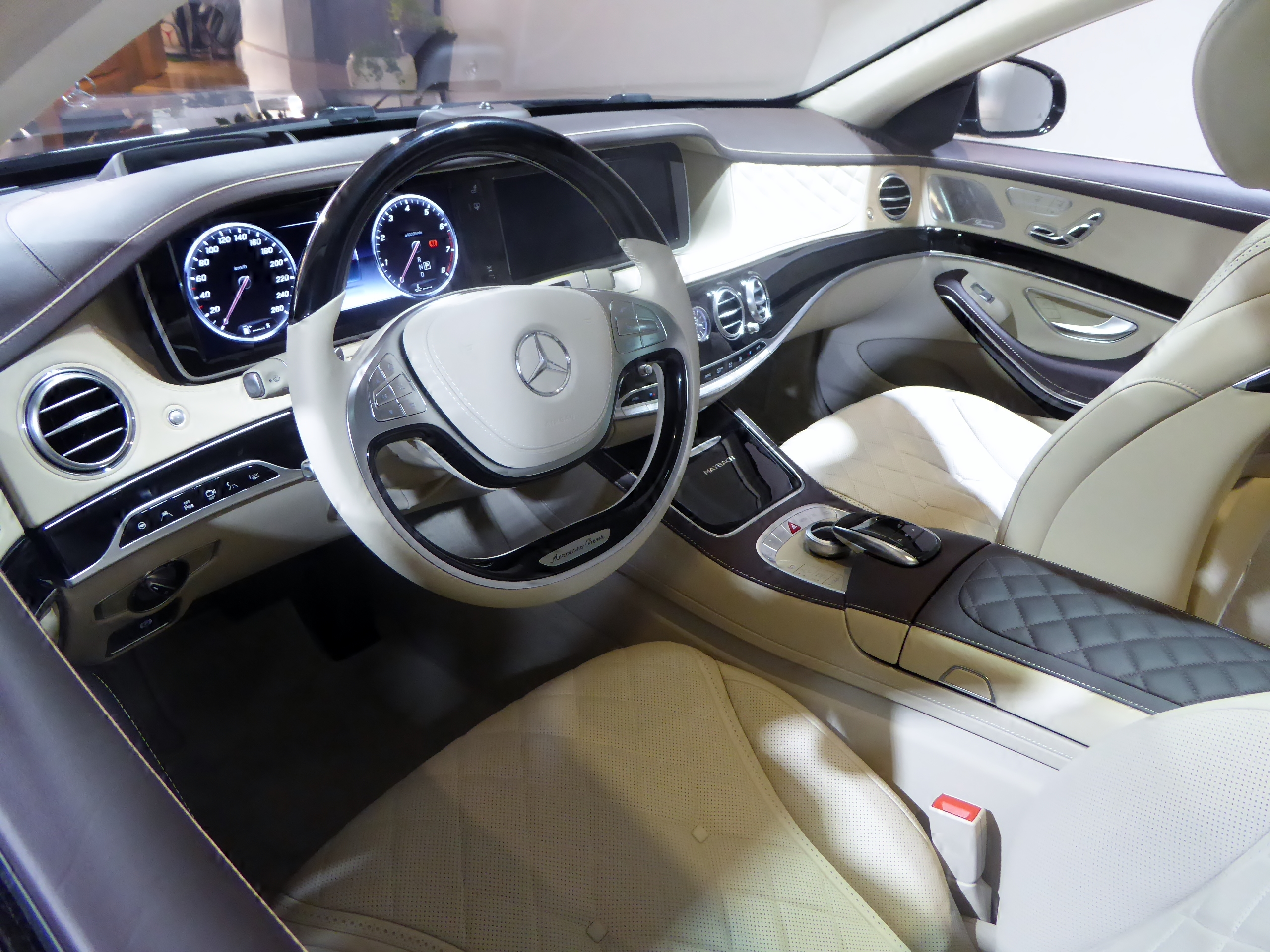
Imatge de l'interior del Mercedes-Maybach

- Classe A: El Mercedes-Benz Classe A és un automòbil que està en producció des de l'any 1997. Tots els models d'aquesta classe eren de tracció davantera fins a l'aparició de la tercera generació A. Els models d'aquesta generació disposen d'un embragatge de discs múltiples que permeten escollir si es vol tracció davantera o a les quatre rodes.[18] Tots els models classe A estan equipats amb un motor de quatre cilindres en línia situat a la part davantera transversal, aquest fet no el trobem en cap altre model de l'empresa Mercedes.[19] Les seves dues generacions eren considerades com a mono-volums del segment B però les seves reduïdes mides el converteixen en un cotxe similar a l'Audi A2, el Volkswagen Escarabat o el Mini. La tercera generació del Classe A va adoptar un estil de "hatchback" de cinc portes. Això fa que aquest model competeixi avui amb models com el BMW Sèrie 1 i l'Audi A3.[20]
- Classe B: El Mercedes-Benz Clase B és un mono-volum que es fabrica des de l'any 2005 i està inclòs dins del segment C.[21] És el mono-volum de tracció davantera i cinc places més car dins d'aquest segment. Els seus rivals més directes són el Volkswagen Touran o el Renault Grand Scènic.[22][23]
- Classe C: El Mercedes-Benz Clase C és un turisme del segment D produït des del 1982.[24] Va ser el successor del model 190 i durant un temps era el Mercedes més assequible de la gamma. Va ser produït amb carrosseria de sedan de quatre portes, familiar de cinc portes i cupè de tres portes. Té motor davanter longitudinal i tracció al darrere o a les quatre rodes. Aquest model és un dels més representatius de la marca alemanya.[25]
- Classe CLA: El Mercedes-Benz Classe CLA és un sedan de quatre portes i cinc places basat en les classes A i B de l'empresa Mercedes.[26][27] Es va donar a conèixer l'any 2012 com un prototip cupè, però va ser oficialment presentat el gener de 2013 durant el Saló de l'Automòbil dels Estats Units. Disposa d'una àmplia gamma de motors dièsel i gasolina que van dels 122 cavalls (CLA 180) fins als 360 (CLA 45 AMG).[28]
- Classe CLS: El Mercedes-Benz Classe CLS és un sedan basat en el Mercedes Classe E i la primera generació va ser presentada l'any 2004. La segona generació va ser presentada l'any 2010 però la seva producció no va començar fins al 2011. Considerat com un cupè de quatre portes, el CLS va ser dissenyat pel dissenyador americà Michael Fink, conegut per dissenyar altres models de la marca com el CLK o el C-Sportcoupe.[29] La gamma de motors està composta per tres variants dièsel i quatre de gasolina. Els dièsels són els 250 CDI de 204 CV, el 350 CDI de 265 CV i el 350 BlueTEC, mentre que els motors de gasolina són els 350, 500, 63 AMG i 63 AMG S de 585 CV. Tots els motors són de la gamma BlueEFFICIENCY, són aquells que estan destinats a reduir el consum de combustible. Incorporen el sistema de tracció al darrere i també hi ha la versió amb tracció total 4MATIC i AMG S. Disposen d'una caixa de canvis automàtica de 7 velocitats denominada 7G-Tronic Plus.[30]
- Classe E: La Classe E va néixer l'any 1953 com a turisme i, des dels seus inicis, és la branca de Mercedes destinada als executius. Els primers models ja introduïen les mateixes bases que tenen els models actuals i oferien una elegant combinació d'estil i disseny.[31] La Classe E de 2013 no inaugura una nova generació, és tan sols una renovació de la que va aparèixer el 2009. L'interior i l'exterior han estat redissenyats i el model base de motor dièsel i 136 CV (E 200 CDI) està a la venda a partir de 42,500 €.[32][33]
- Classe G: El Mercedes-Benz Classe G és un tot-terreny produït per Mercedes-Benz i fabricat a Àustria. El seu nom prové de la paraula alemanya "Geländewagen" que significa vehicle tot-terreny. Aquest model es caracteritza per les línies rectes i el seu disseny quadrat. Tot i la introducció del model GL, el Classe G és el vehicle que més temps porta produint-se.[34] Tot i ser desenvolupat a petició del Govern iranià per a ús militar, el Classe G va ser posat a la venda l'any 1979.[35] Durant els anys que porta al mercat, el G ha evolucionat considerablement per adaptar-se als gustos dels conductors de tot-terrenys actuals. Aquesta evolució consisteix en un atractiu i confortable interior.[36]
- Classe GLA: El Mercedes-Benz GLA és un vehicle esportiu utilitari fabricat des del 2014. La versió prototip, coneguda com a GLA Concept car, va ser vista per primer cop al Saló de l'Automòbil de Shanghai a l'abril de 2013. Alguns dels models que competeixen amb el GLA són el BMW X1 i l'Audi Q3. Està basat en la plataforma del Classe A i disposa de cinc motors diferents, dos dièsels i tres de gasolina, tots de 4 cilindres en línia. Les diferents versions del GLA incorporen dues caixes de canvis diferents; una manual de sis velocitats i una altra d'automàtica de 7. Totes elles varien entre tracció davantera i tracció total (4MATIC).[37]
- Classe GLC: El Classe GLC és un vehicle esportiu utilitari que substituí a la segona generació del GLK. Aquest model incorpora algunes millores respecte al seu predecessor com un interior més espaiós i un major equipament relacionat amb la seguretat.[38] Fou posat a la venda el mes de setembre de 2015 amb un preu que es mou des dels 48.050 euros per al model base (220 d 4MATIC) fins als 70.000 per al model amb motor 204 cavalls més extres (250 d 4MATIC).[39]
- Classe GLE: El Mercedes-Benz GLE és un vehicle esportiu utilitari que fou presentat per primer cop a la fi de 2014 i posat a la venda l'any 2015. Aquest model disposa de dos tipus de carrosseria diferents; la cupè i la SUV, cosa que el converteix en el primer vehicle utilitari esportiu en carrosseria cupè de Mercedes-Benz.[40]
- Classe GLS: El Mercedes-Benz GLS és un vehicle esportiu utilitari (SUV) que fou presentat al Saló Internacional de l'Automòbil de Los Angeles, California. Aquest model va ser el substitut de la Classe GL i incorporà una sèrie de canvis tant en l'exterior com en l'interior.[41] Pel que fa a la gamma de quatre motors, el model més potent, l'AMG GLS 63, equipa un motor gasolina V8 de 585 cavalls de potència. Els dos models intermedis són el GLS 500 4MATIC, que incorpora un motor V8 de 455 cv i el GLS 400 4MATIC, amb un motor V6 de 333 cavalls de potència. El model de potència més reduïda és el GLS 350 d 4MATIC que equipa un motor dièsel de sis cilindres en V i 258 cavalls. Totes les variants del GLS fan 5,13 metres de llarg, 1,93 metres d'amplada i 1,85 metres d'alt i tenen una capacitat de fins a 7 passatgers.[42]
- Classe R: El Mercedes-Benz Classe R és un luxós monovolum que es va donar a conèixer l'any 2002 al Saló de l'Automòbil de Detroit. Tot i ser vist l'any 2002, aquest model no va sortir a la venda fins que va ser oficialment presentat al Saló de l'Automòbil de Nova York de 2005. És un vehicle de grans dimensions i que es pot adquirir en dues carrosseries diferents, llarga (5,16 metres) i curta (4,92 metres). Aquest model ofereix una configuració de 4 a 7 places i dos tipus de tracció, al darrere o total (4MATIC).[43]
- Classe S: El Mercedes-Benz Classe S és el cotxe més luxós i sofisticat de l'empresa Mercedes-Benz, considerat com el millor cotxe del món.[44][45] Classe S prové de l'alemany "S-Klasse", abreviatura de "Sonderklasse" que significa classe especial. S'han produït un total de cinc generacions del Classe S des del seu naixement l'any 1972. Des dels seus inicis, aquest model sempre ha destacat per la seva innovació i avançada tecnologia. Fins al punt de convertir-se en un referent per a les altres empreses automobilístiques.[46] Disposa d'una àmplia gamma de motors (I4, quatre cilindres en línia, V6, V8 i V12) gasolina, dièsel i híbrid.
- Classe SL: El Classe SL és un gran turisme produït per l'empresa Mercedes-Benz des del 1954. La primera generació d'aquest model va ser el 300SL "Gullwing", més conegut com a "ales de gavina". Aquest model ha tingut 6 generacions, la del 2013 és descapotable, amb sostre rígid i tracció al darrere. L'últim model disposa de tres tipus de sostre: un metàl·lic, un segon cobert amb un vidre fosc i un tercer denominat "Magic Sky Control", amb el qual és possible enfosquir-lo pressionant un botó, evitant que entri massa llum dins l'habitacle.[47] La gamma de motos queda reduïda a quatre motors de gasolina: SL 350 de 306 CV i SL 500 de 435 CV. Les dues versions AMG equipen motors de vuit i dotze cilindres en forma de V (V8 i V12), de 5,5 litres i 537 CV mentre que el motor V12 desenvolupa uns 630 CV.[48]
- Classe SLC: El Classe SLC és un vehicle esportiu descapotable que sortirà a la venda el mes de març de 2016, vint anys després del llançament del primer model SLC ara fa 20 anys.[49] Aquest model és el substitut de la Classe SLK, pràcticament indèntic però amb una gama de motors més limitada en nombre de variants. El model base, l'SLC 180, equipa un motor d'1,8 litres i 156 cavalls de potència mentre que la variant més potent, l'SLC AMG 43, amb un motor V6 de 3 litres i 367 cavalls.[50]
- Classe SLK: El Mercedes SLK és un vehicle descapotable fabricat per l'empresa alemanya Mercedes-Benz des del 1996. S'han fabricat tres generacions: la primera es va posar a la venda l'any 1996 i era coneguda com a R170, la segona de 2004 com a R171 i la tercera de 2011 com a R172. Tot i sortir a la venda el 1996, la primera generació del SLK va ser presentada com a prototip l'any 1994 al Saló de l'Automòbil de Paris.[51] El nom de SLK prové de l'alemany "Sportlich, Leicht i Kurz", en català: esportiu, lleuger i compacte.[52] La tercera generació ofereix cinc motors diferents, quatre són gasolina i un és dièsel. El model de la tercera generació conserva dos antics motors de gasolina: el 200 BlueEFFICIENCY de 184 CV i el 350 BlueEFFICIENCY de 306 CV. Per aquesta generació, l'empresa Mercedes va incorporar un motor gasolina, el 250 BlueEFFICIENCY de 204 CV. La novetat més gran que va presentar Mercedes-Benz va ser la d'incorporar un motor dièsel, el 250 CDI BlueEFFICIENCY a més de la versió AMG (SLK 55 AMG) amb un motor gasolina de 421 cavalls.[53]
- AMG GT: El Mercedes AMG GT és un esportiu de tracció al darrere, canvi automàtic de set velocitats, carrosseria cupè i amb espai per a de dues places. Aquest model és el successor del model SLS AMG, en producció des de 2010 fins a 2014. Aquest model s'ofereix en dues variants diferents; el GT i el GT S. Els dos models es diferencien principalment per la potència dels seus motors: ambdós equipen un motor V8 sobrealimentat amb dos turbocompressors que aporten una potència de 462 cavalls de per al model GT i 510 pel GT S. A més d'aquesta diferència de potència també divergeixen en el tipus de frens i llandes, que, en la versió GT, són de dimensions menors que en la versió GT S.[54]
- Mercedes-Maybach S: El Mercedes-Maybach és un vehicle de superluxe, creat en col·laboració amb la firma Maybach i que deriva de la ja luxosa Classe S de Mercedes-Benz. Aquest model fa 5,45 metres de llargada, 20 centímetres més que el Classe S de batalla llarga. Equipa dos tipus de motors gasolina diferents; un V8 de 4,5 litres i 455 cavalls de potència (Mercedes-Maybach S 500 i S 500 4MATIC) i, per a la versió més potent (S 600), un motor V12 de 6 litres i 530 cavalls.[55]

### Furgonetes

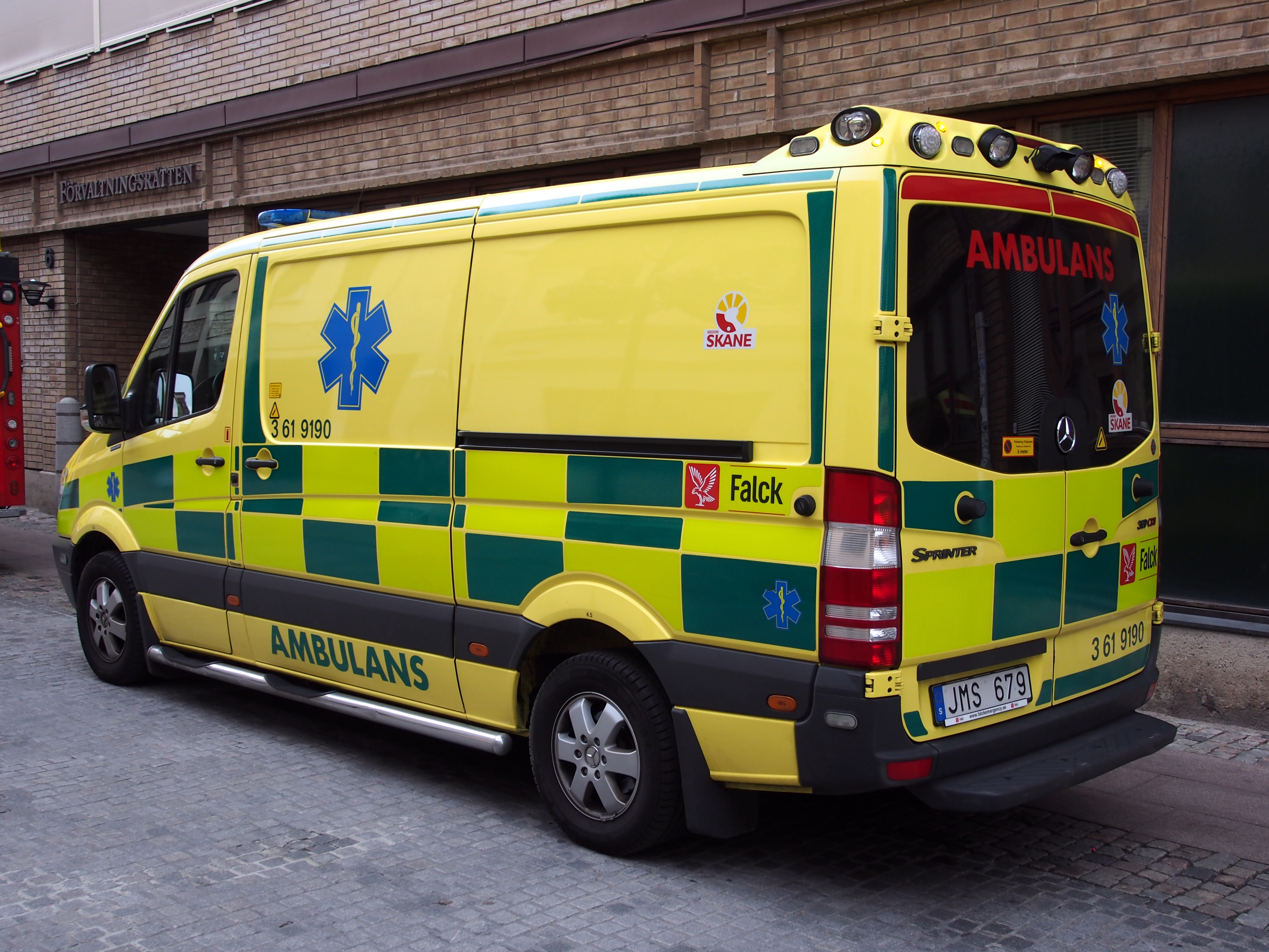
Mercedes-Benz Sprinter convertida en una ambulància

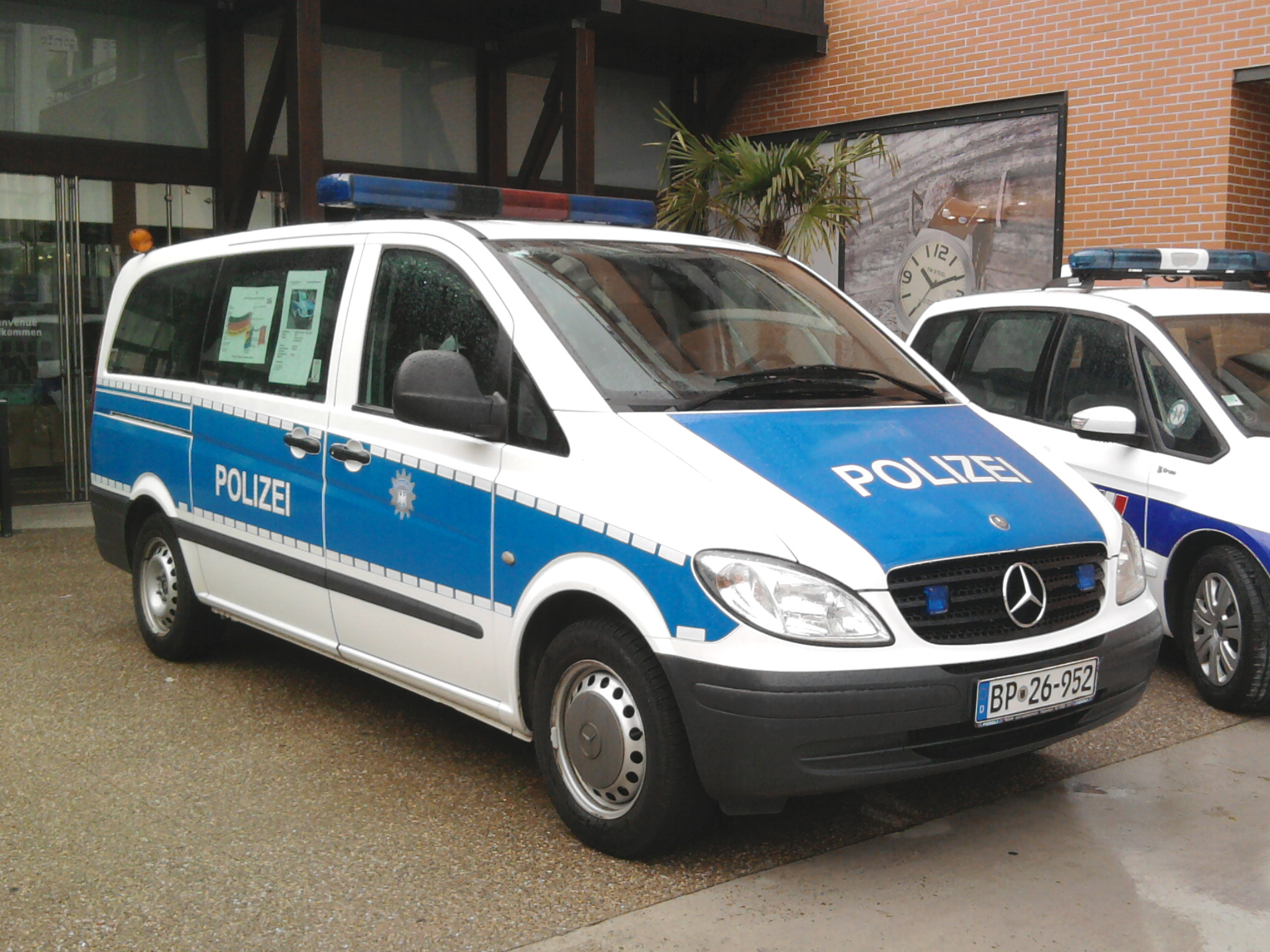
Model Vito, utilitzada en la imatge com a vehicle policial

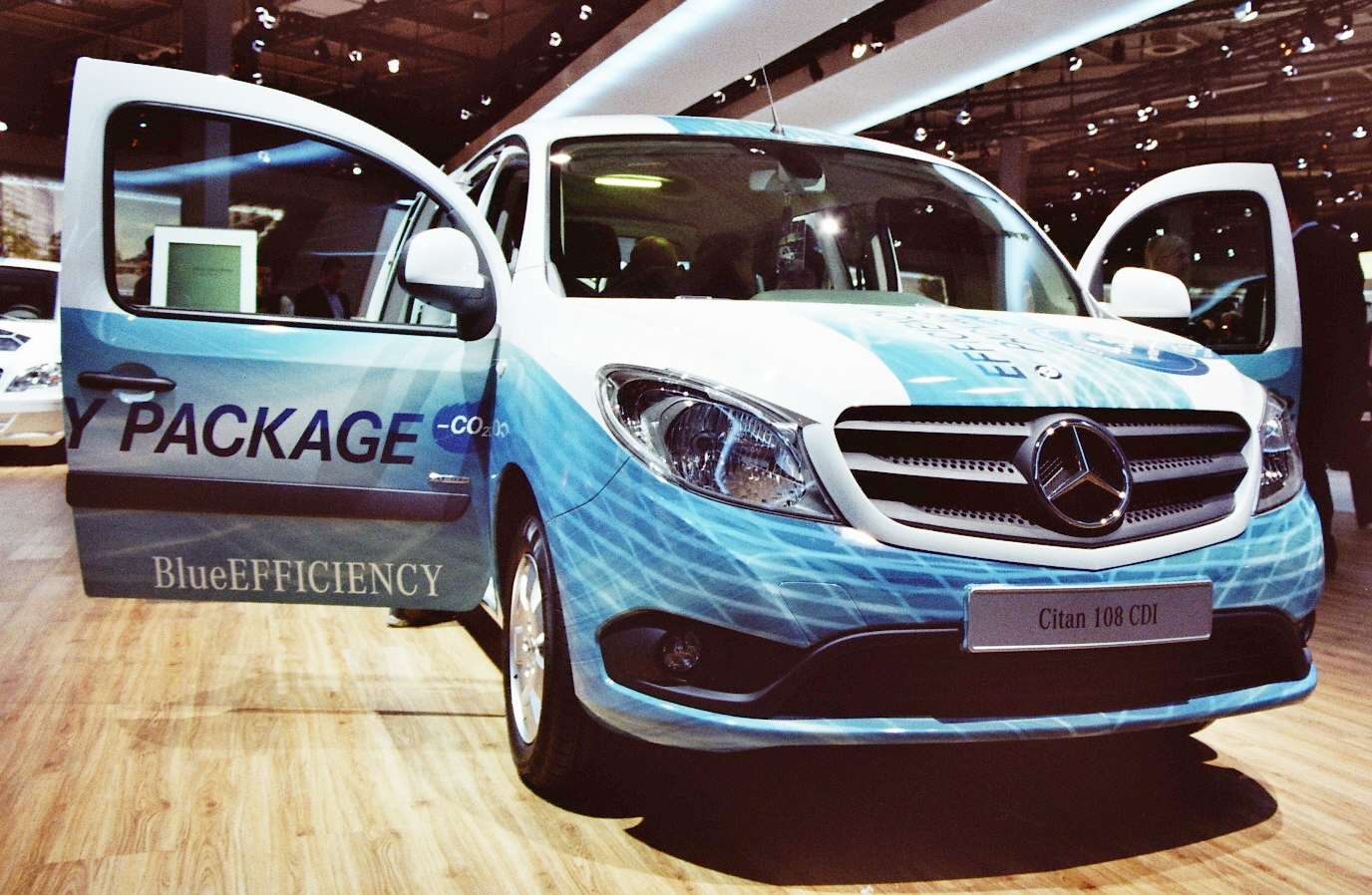
Mercedes-Benz Citan 108 CDI BlueEFFICIENCY a Hanover, Alemanya

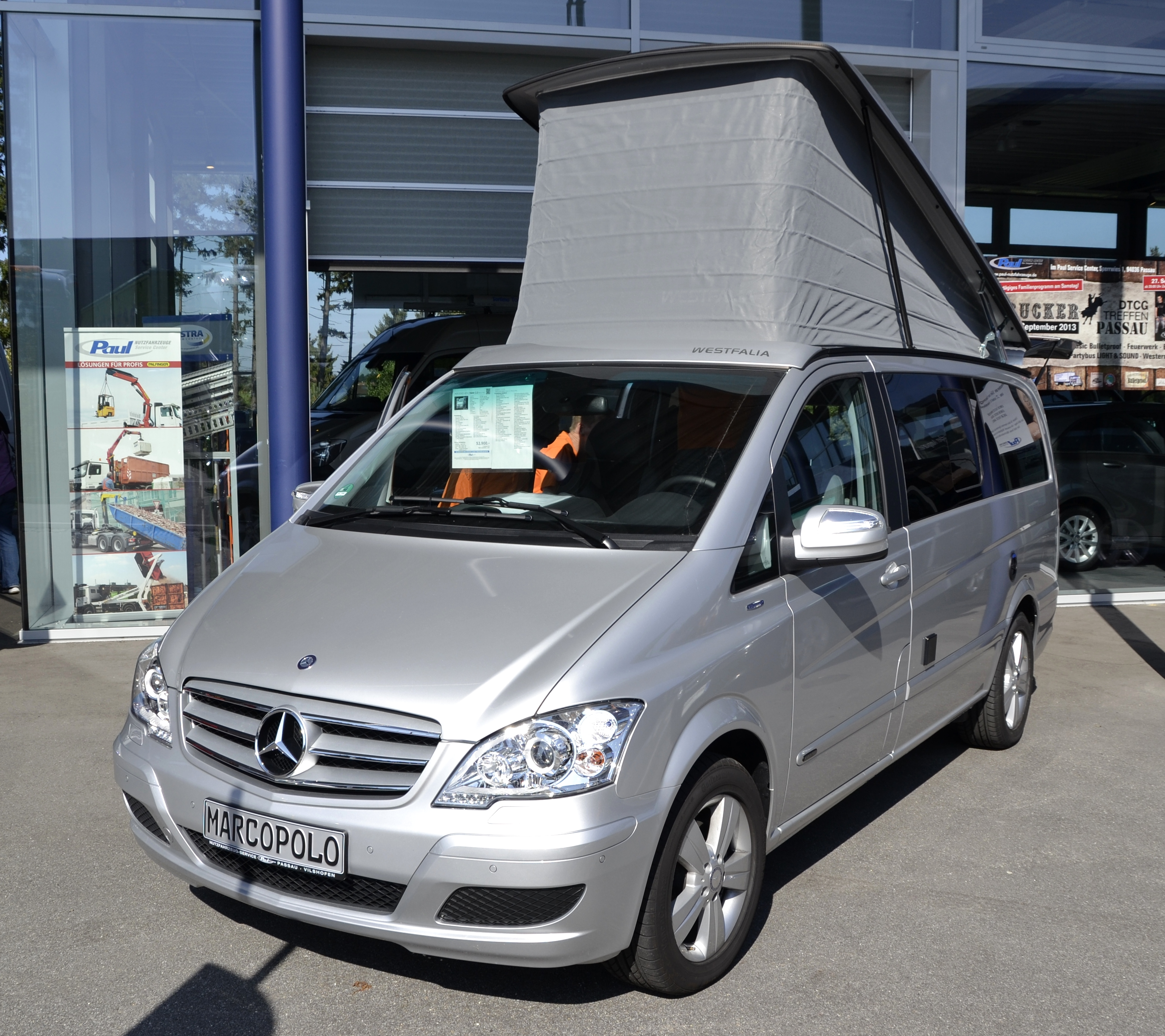
Mercedes-Benz Viano Marco Polo amb el sostre elevat

- Sprinter: Des del seu naixement l'any 1995, l'empresa Mercedes-Benz ha fabricat tres generacions del model Sprinter. Els models de la primera generació van ser produïts a Düsseldorf i a Buenos Aires. La segona generació va ser comercialitzada a partir del 2006 i la tercera el 2012. La segona generació del model Sprinter va tenir un èxit aclaparador i va esdevenir la furgoneta líder del sector amb 1,3 milions de vehicles venuts.[56] La tercera generació de la Mercedes Sprinter incorpora una caixa de canvis manual de 7 velocitats i disposa d'una àmplia gamma de motors amb tecnologia BlueTEC. Parteix de tres motors dièsel de 2,2 litres que aporten 95, 129 i 163 cavalls de potència. El quart motor és un dièsel de tres litres amb 190 CV i el cinquè és un híbrid (gasolina-gas natural) de 156 CV.[57]
- Vito: El model Vito és una furgoneta comercial produïda pel fabricant alemany Mercedes-Benz des de l'any 1996. Des dels seus inicis va ser construïda a la fàbrica espanyola de Vitoria-Gasteiz (d'aquí li ve el nom Vito). A principi del 2010 la producció d'aquest vehicle comercial va ser traslladada a la planta de producció que Mercedes té a la Xina.[58] Al llarg dels anys, la Vito ha anat evolucionant centrant-se en el confort dels seus passatgers.[59]
- Citan: Aquesta furgoneta va sorgir gràcies a l'acord entre Daimler i Renault-Nissan. La Citan està disponible en tres carrosseries: furgó, mixta i Combi. Equipa un motor desenvolupat pel fabricant francès Renault d'1,5 litres que va des dels 75 als 90 CV. La Mercedes-Benz Citan parteix de la Reanult Kangoo i disposa de tres longituds diferents: 3,94, 4,32 i 4,71 metres.[60] Mercedes-Benz va canviar diverses coses d'aquest model respecte a la Renault Kangoo. Van endurir la suspensió, es va modificar la gestió electrònica dels motors i es va canviar el tacte de la direcció. De la versió "Combi" hi ha una variant denominada "Combi Crew", adaptada per transportar pesos majors. Disposa, d'entre altres coses, d'una massa màxima autoritzada major, uns pneumàtics reforçats i una zona de càrrega coberta en plàstic d'alta resistència.[61]

### Mono-volums/auto-caravanes
- Viano: La Mercedes-Benz Viano (també coneguda com a Classe V)[62] és un mono-volum basat en la furgoneta Vito. La primera generació va aparèixer 1996 i la segona generació l'any 2004. La Viano disposa de tres mides diferents: compacta, llarga i extra-llarga que fan referència a les tres variants (Trend, Ambiente i Avantgrade) respectivament, totes elles amb opció de tracció al darrere o a les quatre rodes (4MATIC).[63] Aquests models disposen de dos motors dièsel de quatre cilindres en línia i de 6 cilindres en V (V6) a més d'un motor gasolina de 6 cilindres en V.[64] A part d'aquestes tres variants, la Viano ofereix dues variants més conegudes com a "Fun" i "Marco Polo". Pel que fa a la variant "Fun", disposa de dues carrosseries (compacta i llarga) que ofereixen un ampli ventall de possibilitats.[65] La "Marco Polo" és una autocaravana equipada amb seients giratoris, cuina, una taula central i un sostre que es pot elevar convertint-la en un vehicle de dues plantes.[66]

### Camions

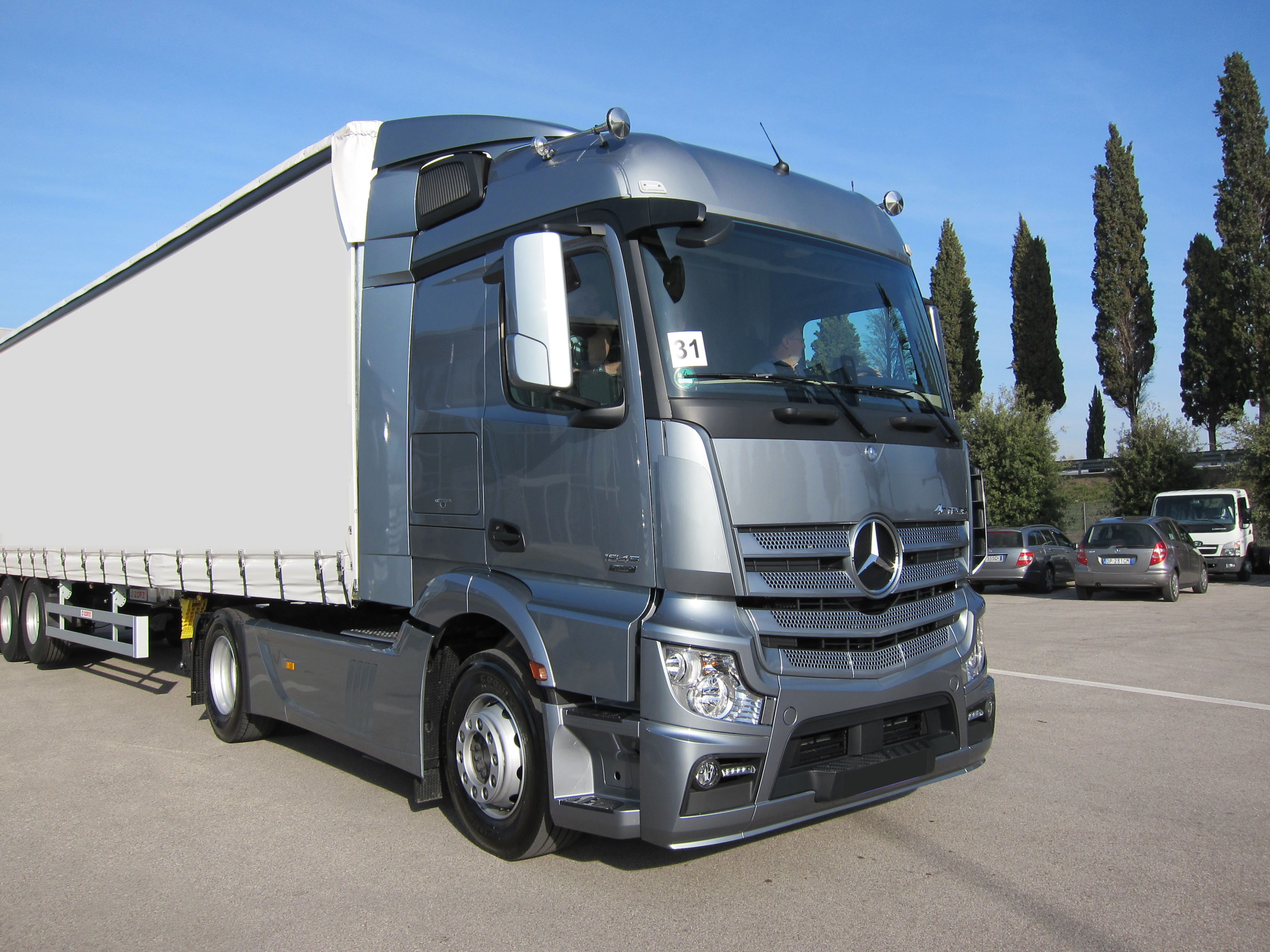
Mercedes-Benz Actros, fabricat especialment pel transport de llargues distàncies

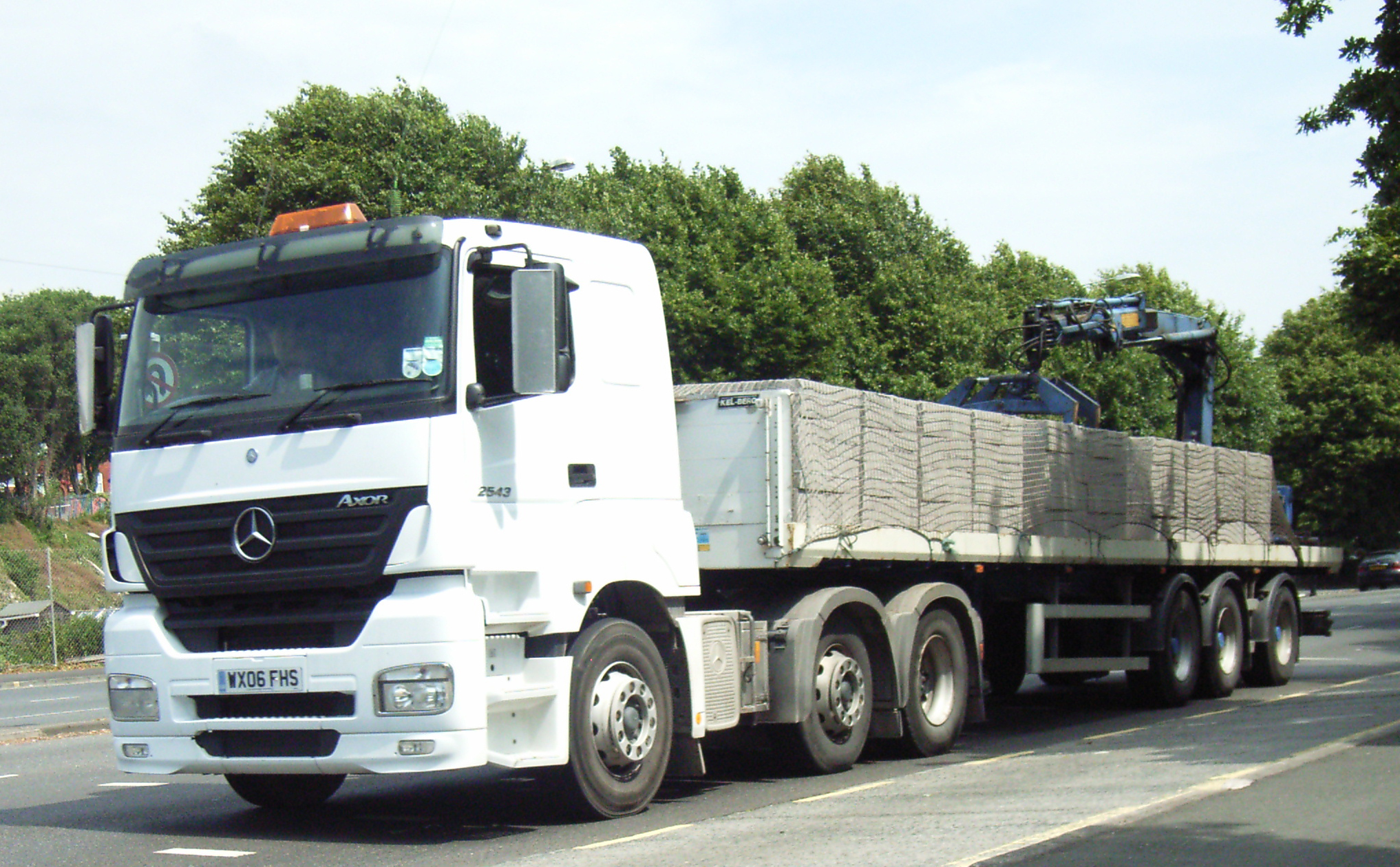
Imatge del model Axor a Plymouth, Anglaterra

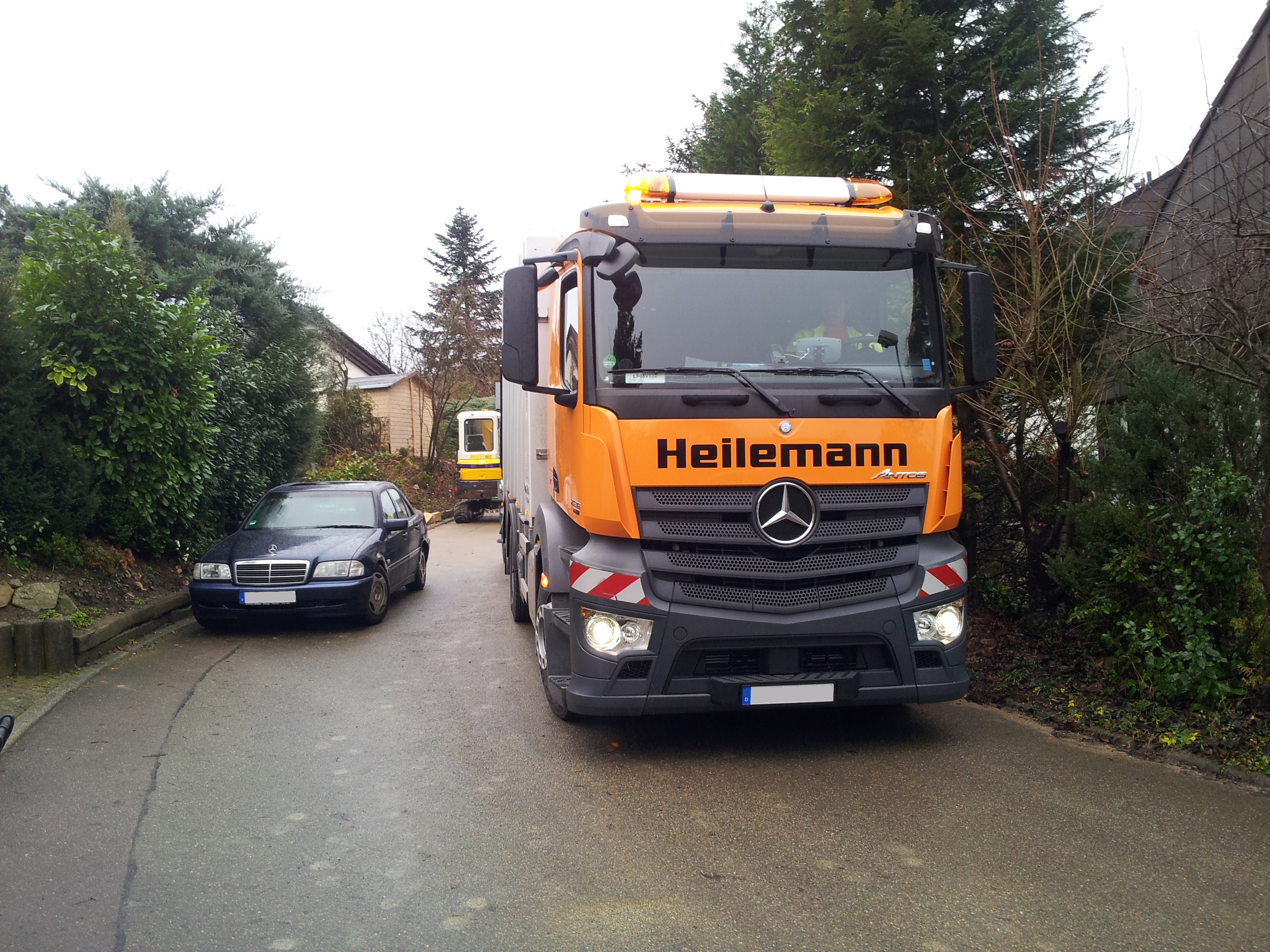
Mercedes-Benz Antos, dissenyat per transportar mercaderies pesades

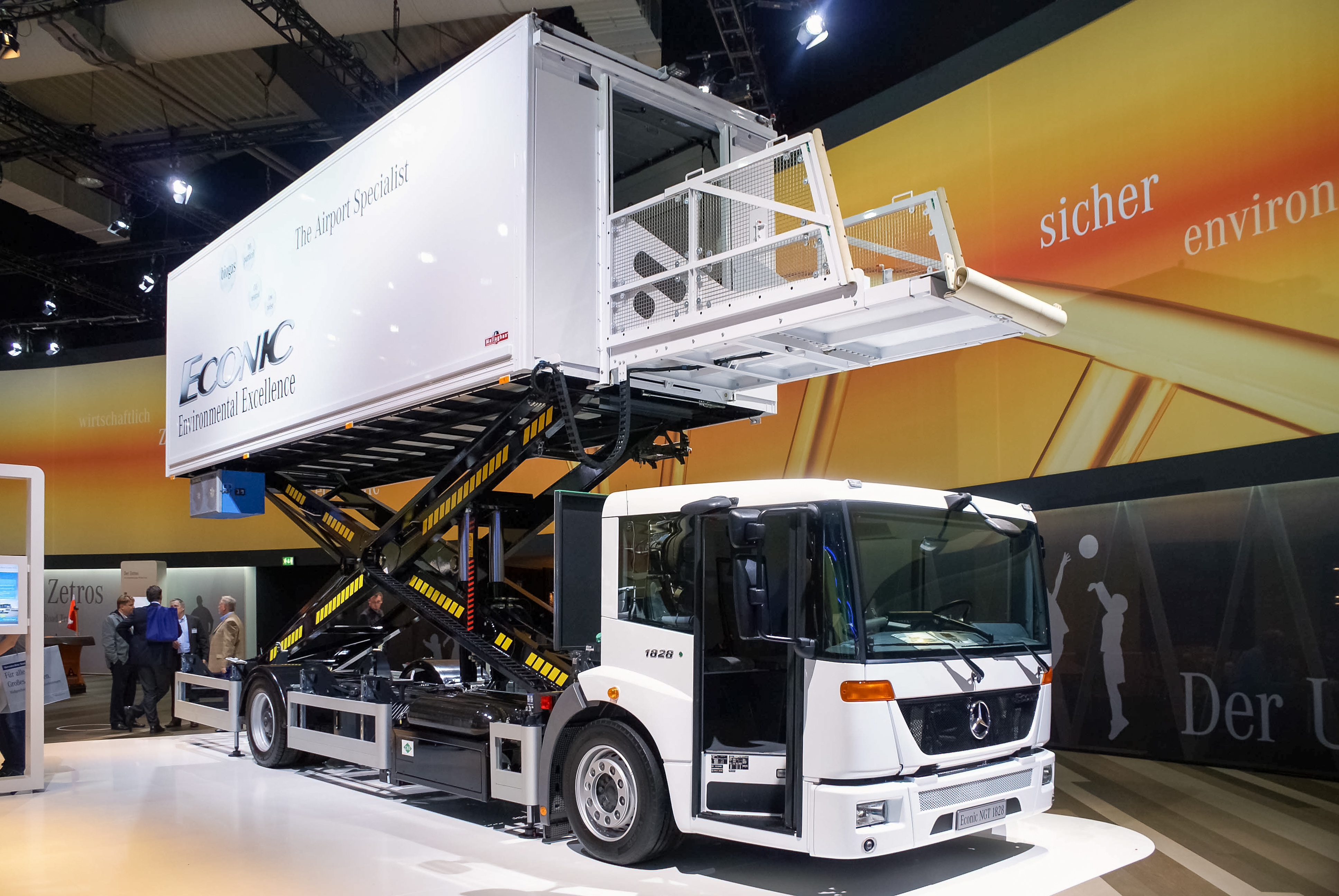
Imatge del model Econic, un camió majoritàriament utilitzat en aeroports

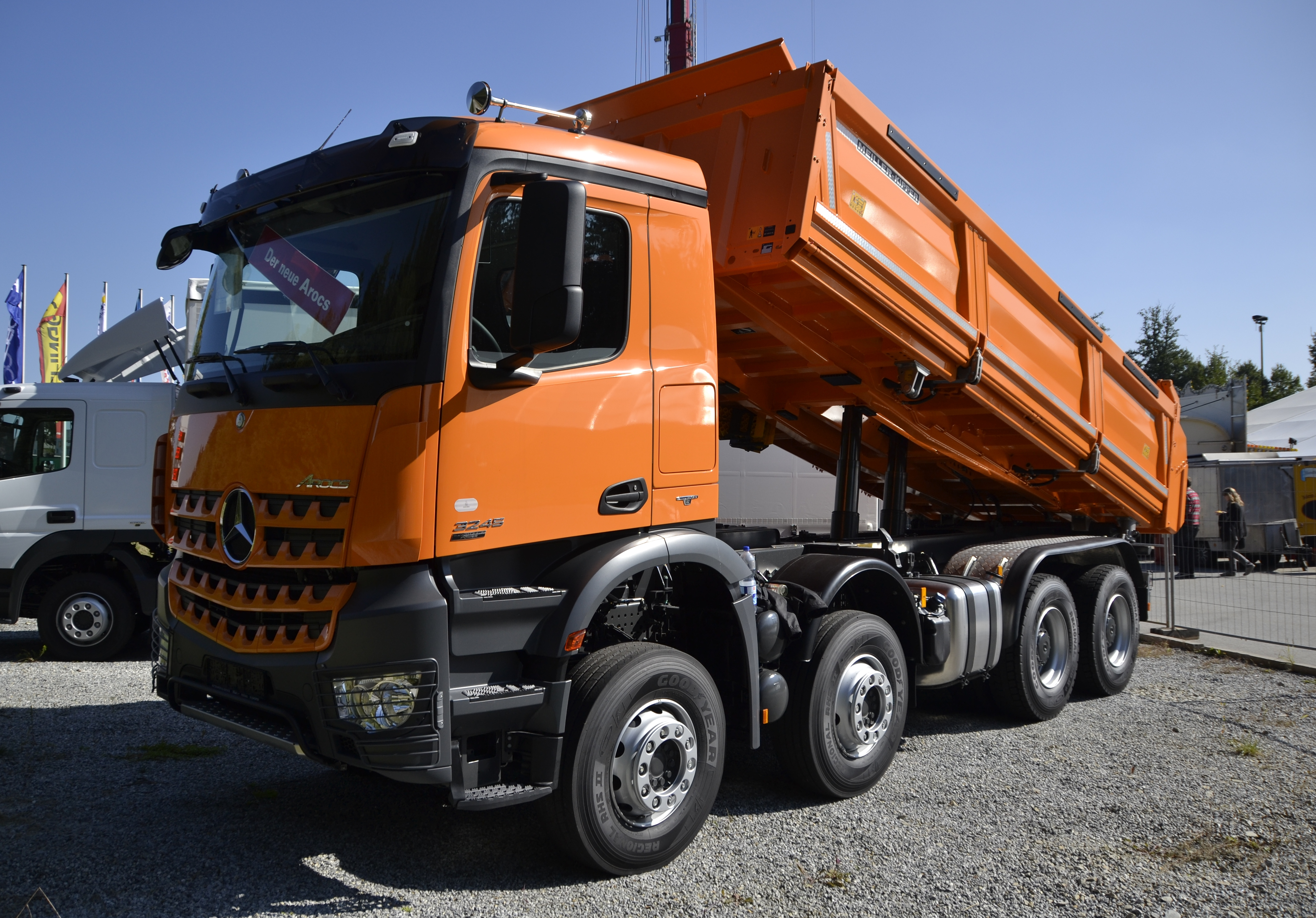
Imatge de l'Arocs, un camió especialment dissenyat per a la construcció

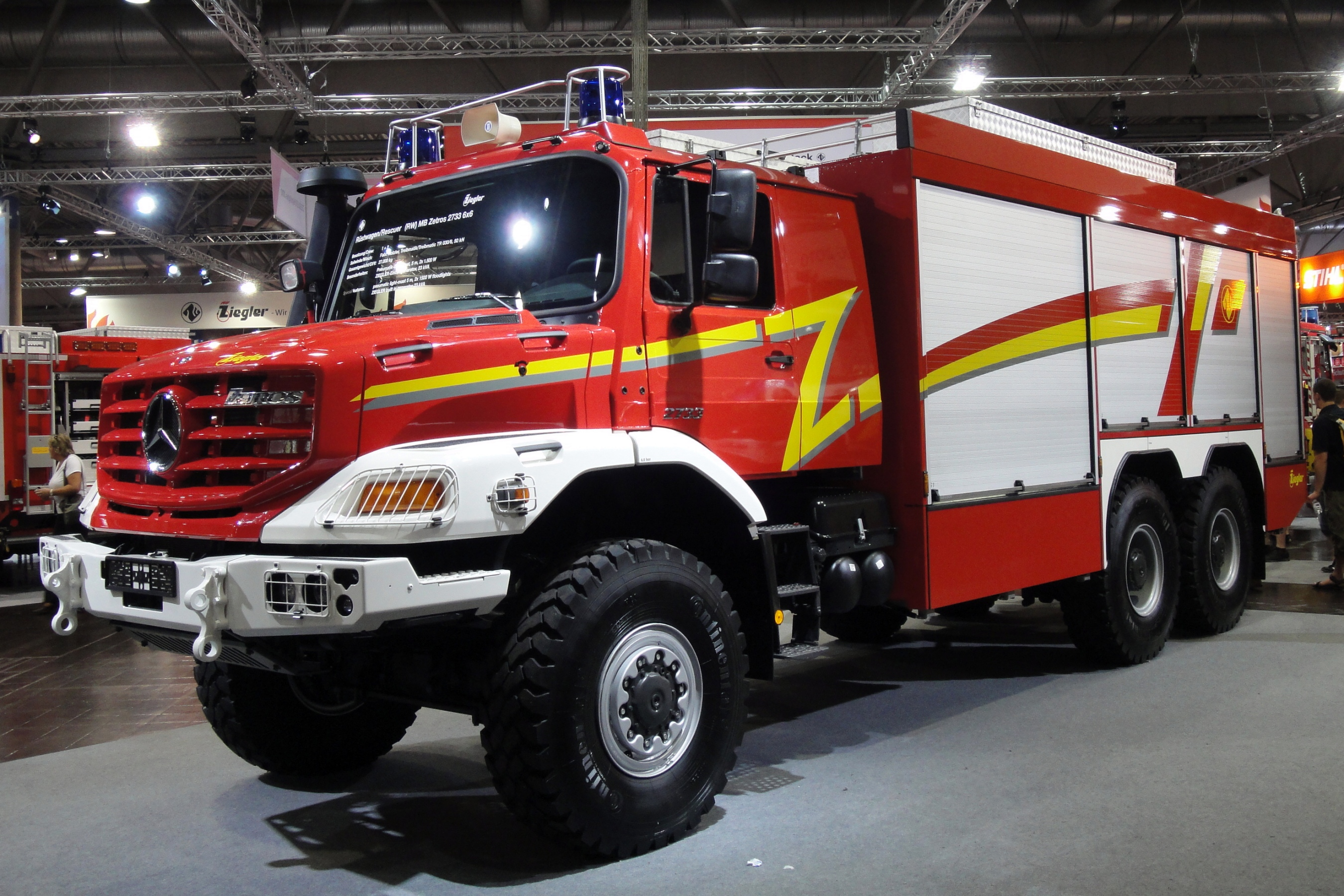
Mercedes-Benz Zetros, un camió tot-terreny d'alta mobilitat

- Actros: El Mercedes-Benz Actros és un camió fabricat especialment per al transport de mercaderies en llargues distàncies. La primera generació de l'Actros va batre records de vendes en superar les més de 230.000 unitats venudes arreu del món.[67] L'Actros de Mercedes-Benz va rebre la distinció de "Camió de l'any 2004" a més del premi a la Fira Internacional del Transport (FIT) de l'Havana l'any 2006. El camió Actros disposa de cinc habitacles diferents amb una amplada que va des dels 2,300 mm als 2,500 mm, amb una longitud de 2.300 mm, major que la dels seus antecessors. La cabina més petita, denominada "CompactSpace" ofereix un espai net, pràctic i compacte. Altres habitacles majors són els coneguts com ClassicSpace, StramSpace, BigSpace i GigaSpace.[68] El disseny del model Actros 2013 va rebre molts elogis i distincions. Un d'ells en mans del jurat de "IF Design Award", premi organitzat per la Comissió Internacional de Disseny. Aquest guardó se suma al "red hot" de Design Zentrum Nordhein-Westfalen; el "German Design Award 2013" en la categoria de Transport i espai públic i el "Focus in Gold 2012" atorgat pel Design Center Stuttgart.[69]
- Axor: El Mercedes-Benz Axor va ser presentat per primera vegada a l'estiu de 2001. Va ser desenvolupat per Mercedes al Brasil i a Turquia amb l'esperança d'obrir-se mercat en aquests països. El primer prototip va ser vist per primera vegada com un camió de tres eixos a Turquia l'any 2000. Des d'un primer moment, Mercedes-Benz va voler situar l'Axor com un intermedi dels models Atego i Actros. Els primers models d'aquest camió van ser presentats a Alemanya i disposaven de dues batalles diferents (3600 i 3900 mm).[70] L'Axor és un camió creat per satisfer tant els transportistes de llargues distàncies com als constructors, ja que està disponible en dues versions diferents. El client pot escollir d'entre una gamma de fins a sis motors diferents que van des dels 238 cavalls de potència (motor de 6,4 litres) fins als 428 (12 litres).[71]
- Atego: L'Atego va ser llençat al mercat per primera vegada l'any 1998, des de llavors ha tingut una gran acceptació, generalment en països europeus com Alemanya, on l'Atego ha arribat a representar la meitat de les vendes anuals.[72] Aquest model disposa de dues versions diferents que el fan apte tant per a la distribució de mercaderies com per a la construcció. L'Atego incorpora grans mesures de seguretat i va ser guardonat amb el premi "International Truck of the Year 2011" gràcies a la seva gran mobilitat i a l'ampli ventall de possibilitats que ofereix.[73] El comprador pot triar d'entre set motors diferents; començant per un de quatre cilindres en línia i 129 CV fins al més potent de sis cilindres en línia i 286 cavalls.[74]
- Econic: El Mercedes-Benz Econic és un camió adaptat per a la distribució de mercaderies i també per als aeroports. L'Econic incorpora un innovador concepte d'accés baix, això permet baixar i pujar de la cabina amb rapidesa i seguretat.[75] La cabina «Space-Cage» d'alumini és més lleugera que la dels altres camions Mercedes i gràcies a aquesta reducció de pes, L'Econic és molt més eficient.[76] Aquesta cabina està disponible en dues versions; la versió alta ofereix una gran llibertat de moviment gràcies a una altura interior lateral de 193 centímetres en la cabina estàndard i una confortable habitabilitat per als ocupants. La cabina baixa es fa servir en aplicacions que exigeixen una altura baixa del vehicle, gràcies a la menor altura de la cabina, es pot circular per zones de baixa altura.[77] Aquest model té una versió especial adaptada per ser utilitzada en aeroports, concretament presta servei a l'hora de moure equipatges, transportar combustible, neteja i càtering.[78]
- Antos: El model Antos va ser creat especialment per al servei de distribució a partir de 18 les tones. L'empresa Mercedes va fabricar dues versions del model Antos 2013; l'Antos Loader i l'Antos Volumer.[79] La primera versió és extremadament lleugera, en funció de l'equipament la tara del vehicle pot ser menor a 6,000 kg. Gràcies a les mesures aplicades per aconseguir reduir el pes, l'Antos Loader pot transportar una gran quantitat de mercaderies. Aquest model incorpora de sèrie la cabina S ClassicSpace amb un motor de 7,7 litres i 235 cavalls de potència.[80] També equipa una caixa de canvis Mercedes PowerShift 3 de 12 velocitats i pneumàtics molt amples amb llandes d'alumini.[81] L'Antos Volumer és un camió dedicat exclusivament al transport d'elevat volum. La seva rigidesa li permet apilar còmodament tres contenidors i els seus dipòsits li aporten una gran autonomia. El Mercedes-Benz Antos va ocupar, l'any 2013, la segona posició en el rànquing "International Truck of the Year".[82]
- Arocs: L'Arocs va ser posat a la venda l'any 2012 per Mercedes-Benz.[83] Gràcies a ell, l'empresa alemanya agafava força dins del sector del camió utilitzat per a la construcció.[84] Aquest camió disposa de set models de cabina diferents, des de la versió S ClassicSpace fins a la més grossa anomenada L BigSpace. Les cabines estan disponibles en tres longituds i dues amplades diferents, això permet que el client pugui comprar un determinat model Arocs a mida de l'ús previst.[85] Per fer-lo més competitiu, Mercedes va dividir l'Arcos en dos models diferents; l'Arocs Loader i l'Arocs Grounder.[86] El primer model es caracteritza per la seva gran formigonera, capaç de transportar 8 metres cúbics de formigó.[87] El Grounder està fabricat pel transport de càrregues pesants i que exigeixen una capacitat de càrrega elevada.[88]
- Unimog: El Mercedes-Benz Unimog és un vehicle especial capaç de remolcar càrregues de fins a una tona.[89] L'Unimog és considerat com un dels camions més versàtils del planeta, ja que són moltes les utilitats que ofereix. Gaudeix d'unes bones aptituds de tot-terreny gràcies al seu sistema de tracció integral, disposa de preses de força que permeten la instal·lació de tota mena de maquinària auxiliar com; pales lleva-neus, grues, sistemes de neteja o segadores.[90]
- Zetros: El Zetros és un camió tot-terreny desenvolupat per Mercedes-Benz l'any 2008.[91] Està fabricat tant per a ús militar com per a ús civil, també es fa servir com a camió de bombers gràcies a la seva mobilitat per terrenys irregulars. El Zetros està disponible en dues versions diferents; el model 1833 de dos eixos i tracció a les quatre rodes (4x4) i el model 2733 de tres eixos i tracció a les sis rodes (6x6). Ambdós models equipen un motor OM 926 LA de 6 cilindres en línia i 326 cavalls de potència. Disposen d'una caixa de canvis manual (automàtica opcional) de 9 velocitats i d'un dipòsit de combustible de 300 litres de capacitat.[92] La versió de dos eixos pot dur una massa màxima de fins a 18 tones mentre que l'altre model, el de tres eixos, és capaç de dur una massa màxima de fins a 27 tones. Aquest model Mercedes també està disponible amb carrosseria blindada, especialment dissenyada per a ús militar.[93]

### Mini-busos

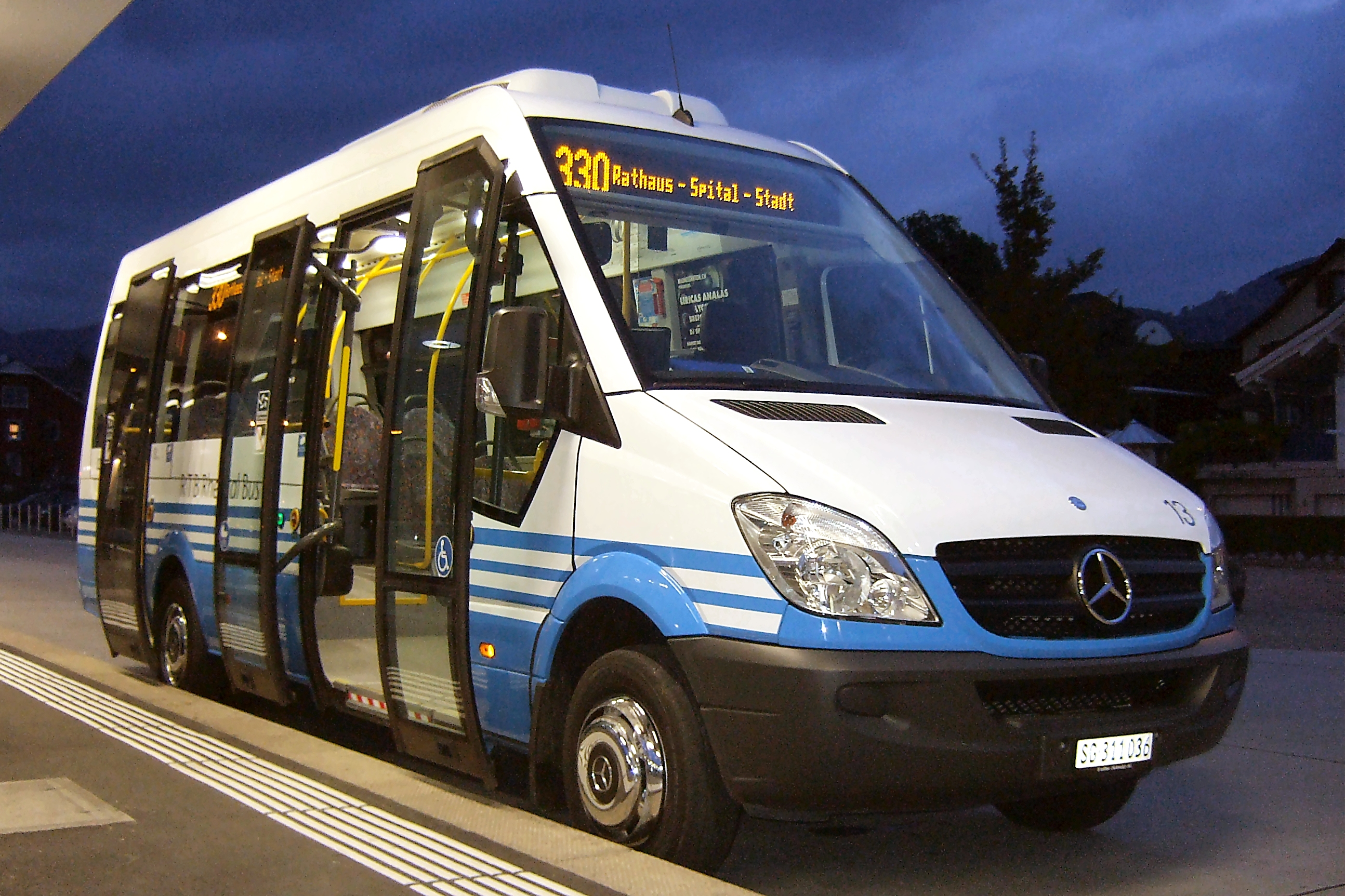
Mercedes-Benz Sprinter City a Suïssa

- Sprinter City: L'Sprinter City és un mini-bus dissenyat per ser usat en ciutats i ambients urbans. Les seves mides el converteixen en un vehicle capaç de transportar un bon nombre de passatgers i alhora moure's àgilment entre el transit. Aquest model té tres variants diferents: Sprinter City 35, Sprinter City 65 i Sprinter City 77. Aquest últim, disposa de tres eixos i d'una major facilitat de moviment per a persones amb mobilitat reduïda.[94] El motor de 2,2 litres és el mateix a totes tres variants però a causa d'una afinació diferent, els cavalls de potència van des dels 129 per al model més petit fins als 163 per als altres dos models (Sprinter City 65 i 77).[95]
- Sprinter Transfer: La Mercedes Sprinter Transfer és un mini-bus dividit en cinc versions diferents: 23, 34, 35, 45 i 55. En general, la Transfer pot dur un mínim de 13 passatgers (model 23) i un màxim de 22 (model 55).[96] Totes aquestes versions ofereixen una àmplia gamma de detalls, acabats i equips opcionals que permeten configurar el vehicle a les preferències del client. Aquest model fou fabricat per cobrir tots aquells trajectes els quals, tot i haver de dur un nombre relativament elevat de passatgers, no sigui rendible utilitzar un autobús de grans dimensions.[97]
- Sprinter Travel: L'Sprinter Travel és un mini-bus fabricat per a transportar un màxim de 20 persones en distàncies llargues. Està dividit en tres versions diferents: 45, 55 i 65.[98] El punt més fort d'aquests tres models és la comoditat que ofereix als seus passatgers. Dins l'equipament de sèrie hi trobem els seients amb respatller ajustable, sostre amb il·luminació LED i canals de climatització laterals, safates porta-equipatges i làmpades de lectura, entre d'altres.[99]
- Sprinter Mobility: La Mercedes-Benz Sprinter Mobility fou creada especialment per al transport de persones amb mobilitat reduïda. Disposa de dues versions diferents anomenades 23 i 33.[100] Les dues equipen un motor de 2,2 litres i poden transportar un màxim de 8 passatgers.[101] Gaudeix d'un ampli interior, amb una alçada de 190 centímetres i d'un espai il·luminat amb cinturons de seguretat adaptables. Per permetre l'accés als passatgers en cadira de rodes, la Sprinter Mobility pot equipar-se amb sistemes d'elevació que faciliten l'entrada i la sortida dels passatgers.[102]

### Autobusos urbans

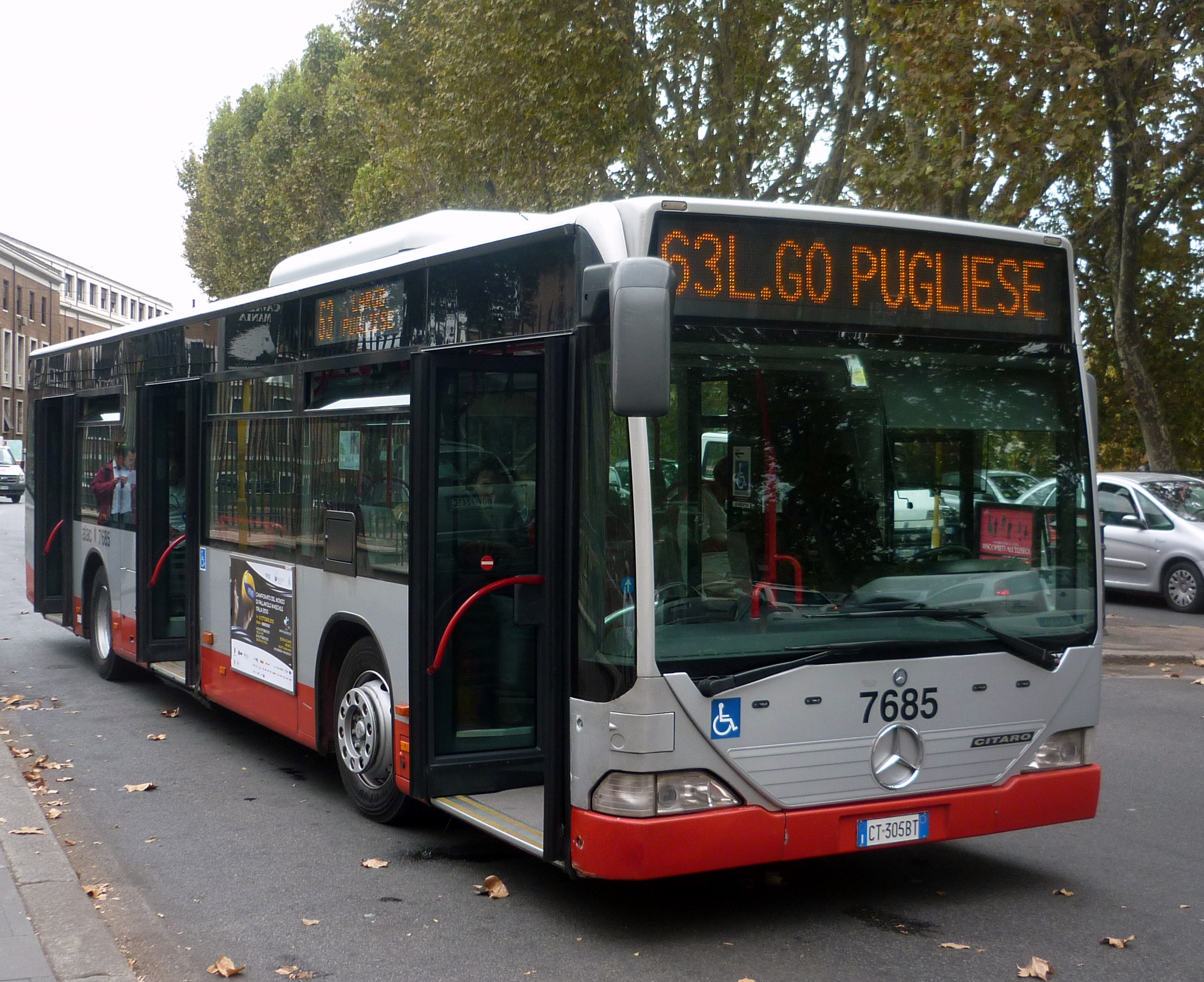
Autobús Mercedes Citaro a Roma.

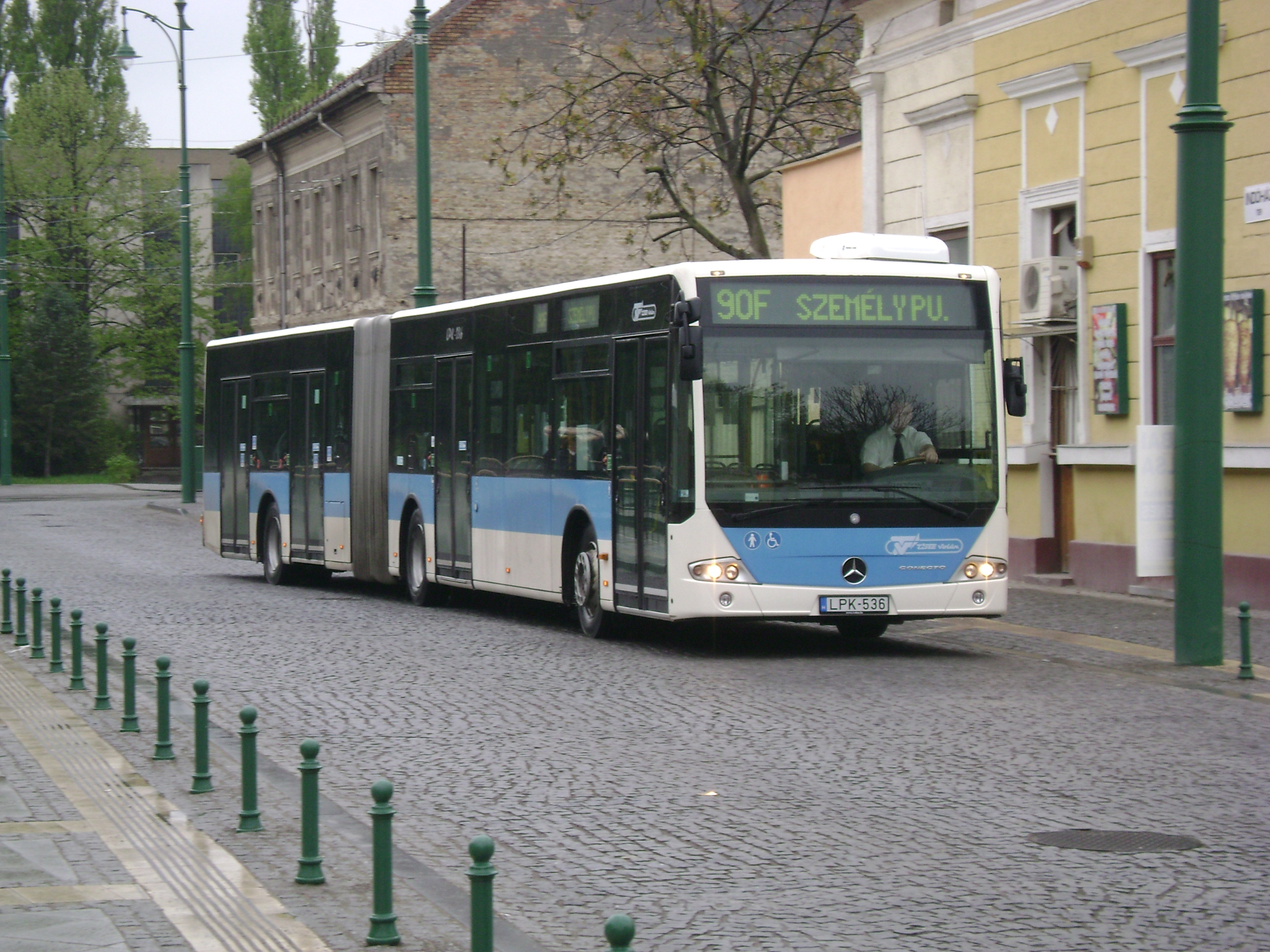
Mercedes-Benz Conecto articulat.

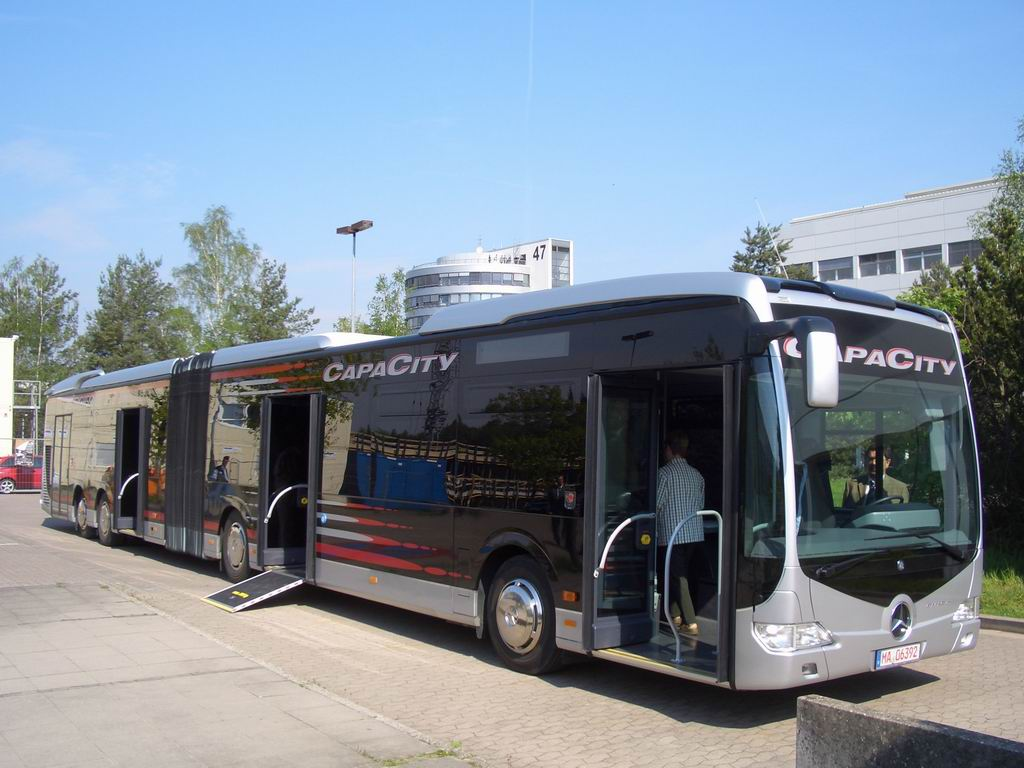
Autobús CapaCity a Kaiserslautern, Alemanya.

- Citaro : el Mercedes-Benz Citaro és un autobús dissenyat per al transport de persones en ciutat i ambients urbans. Aquest model està dividit en cinc variants diferents: Citaro, Citaro G, Citaro K Euro VI, Citaro G Euro VI i Citaro 12 m Euro VI. El model G Euro VI és el que permet un nombre més gran de passatgers (159) i també equipa el motor més gros de tota la gamma Citaro: uns 6 cilindres en línia de 10,7 litres i 360 cavalls de potència.[103] Tots els models gaudeixen d'una bona il·luminació a les zones d'accés i disposen de diverses configuracions diferents per als compartiments dels passatgers. Com a opcions addicionals, hi ha la possibilitat d'instal·lar-hi seients dobles o grups de seients.[104]
- Citaro LE : el Citaro LE és una extensió de l'autobús Citaro que combina un disseny d'elevació a la suspensió; per facilitant, així, l'entrada i sortida de passatgers. El seu ús està centrat principalment en vies urbanes; però, a causa de la seva suau suspensió, també és apte per a circular en ambients rurals. El Citaro LE està disponible en versió de 12 metres, amb dues o tres portes. Les dues versions aptes per a zones rurals, el Citaro LE Ü (12 metres) i el Citaro LE MÜ (13,1 metres), només tenen dues portes.[105]
- CapaCity : el Mercedes-Benz CapaCity és un autobús urbà de gran capacitat. Gaudeix d'un diàmetre de gir molt curt i d'un elevat confort, a causa de la seva suspensió independent.[106] Contràriament que altres models d'autobús, el CapaCity només té una versió capaç de transportar un total de 193 passatgers.[107] Va equipat amb un motor de sis cilindres en línia, 11,9 litres i 353 cavalls de potència. Aquest autobús incorpora càmeres que, mitjançant marques a la pantalla del sistema, ajuden el conductor a l'hora de fer maniobres.[108]

### Autocars

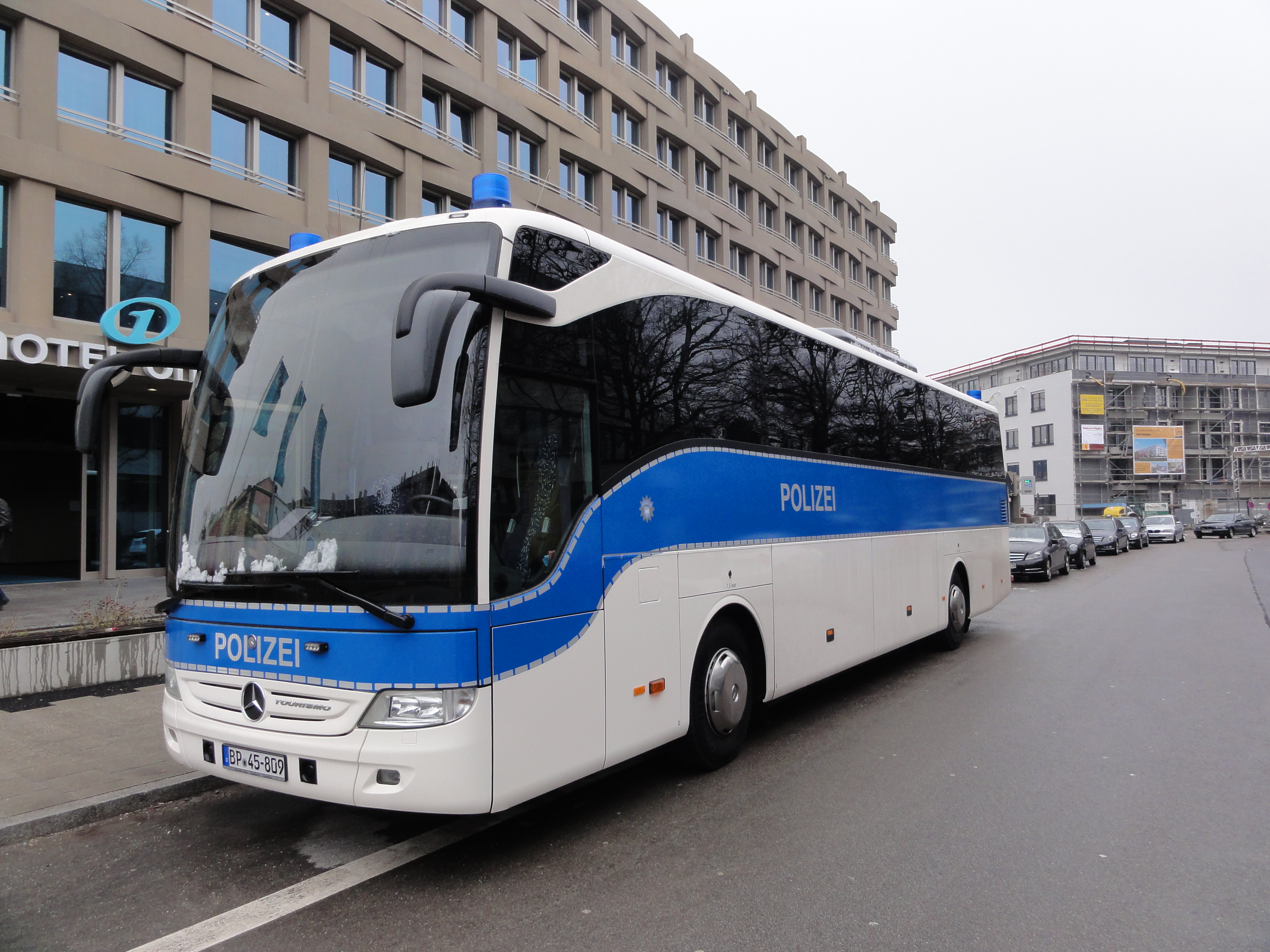
Mercedes-Benz Tourismo usat com a autobús policial.

- Travego Edition 1 : el Mercedes-Benz Travego Edition 1 és un model d'autocar dividit en dues variants: M i L. Tot i que tenen dues variants diferents, dins de cada variant hi ha tres variants més que van des de les tres estrelles (poca distància entre seients) fins a les cinc estrelles (gran distància entre seients). El model Travego Edition 1 M de tres estrelles té una capacitat de fins a 59 passatgers.[109]
- Tourismo : el Tourismo és un autocar dividit en quatre variants diferents, fabricades per recórrer llargues distàncies. Aquest model es divideix en Tourismo, Tourismo M/2, Tourismo M i Tourismo L. Les dues últimes variants es caracteritzen pel fet que tenen tres eixos mentre que les dues primeres només en tenen dos.[110] Aquest model està dotat de grans mesures de seguretat, com per exemple una carrosseria d'alta resistència i uns seients construïts amb materials que absorbeixen l'energia d'un possible impacte.[111] Totes les variants del Tourismo van equipades amb un motor BlueEfficiency OM470, de sis cilindres en línia. La potència d'aquests motors va dels 360 cavalls als 480, i tots duen una caixa de canvis manual assistida de sis velocitats.[112]
- Tourismo K : el Tourismo K és el model més compacte de tota la gamma d'autocars Mercedes. Equipa un motor de 7,7 litres i sis cilindres en línia, capaç d'aportar 354 cavalls de potència. Inicialment va ser dissenyat per cobrir rutes de curta distància però, gràcies a la potència del seu motor i a la gran capacitat del seu dipòsit de combustible, és també apte per a rutes de llarga distància.[113]
- Tourismo RH : el Tourismo RH és un autocar dividit en dues variants diferents: RH (12 metres de llargada) i RH M (13 metres). Els dos models es diferencien, principalment, per l'espai que ofereixen als seus ocupants: la versió de 13 metres ofereix més distància entre seients, a més que va equipada amb quatre seients més que la variant de 12 metres. El Tourismo RH ofereix un interior ampli i il·luminat, amb vidres enfosquits, per tal que ni el sol ni la gent de l'exterior siguin una molèstia per als seus ocupants. Aquest model d'autocar compta amb espai suficient per a instal·lar-hi un petit lavabo com a extra a la part del darrere.[114] El Tourismo RH va equipat amb un motor d'11 litres i sis cilindres en línia, que genera 360 cavalls de potència.[115]

### Suburbans
- Integro: L'Integro és un autocar suburbà dividit en tres variants que en determinen la mida; l'Integro, l'Integro M i l'Integro L. Les dues primeres variants equipen un motor de 299 cavalls de potència mentre que la versió L disposa d'un motor de 408 cavalls. L'Integro M ofereix un total de 66 places mentre que les altres variants van des de les 72 (Integro) fins a les 111 (Integro L). Aquests tres models equipen dues motos dièsel diferents, tots ells amb la tecnologia BlueTEC.[116] Disposen de quatre vàlvules per cilindre, un turbo-compressor i de gestió electrònica del motor. Aquest autocar suburbà incorpora una caixa de canvis manual i automàtica de sis velocitats amb assistència "Servoshift".[117] L'Integro equipa diverses mesures de seguretat com frens anti-blocatge (ABS), un programa electrònic d'estabilitat (ESP) i de regulació electronico-pneumàtica de frens (EBS).[118]
- Intouro: L'Intouro és un autocar suburbà dividit en quatre variants diferents: Intouro, Intouro E, Intouro M i Intouro ME. Les quatre versions equipen un únic motor BlueTEC de 7,2 litres i 285 cavalls de potència.[119] Les variants M i ME estan adaptades per al transport escolar i el model més gran, l'ME, ofereix un total de 65 places.

## Mercedes-Benz Guard

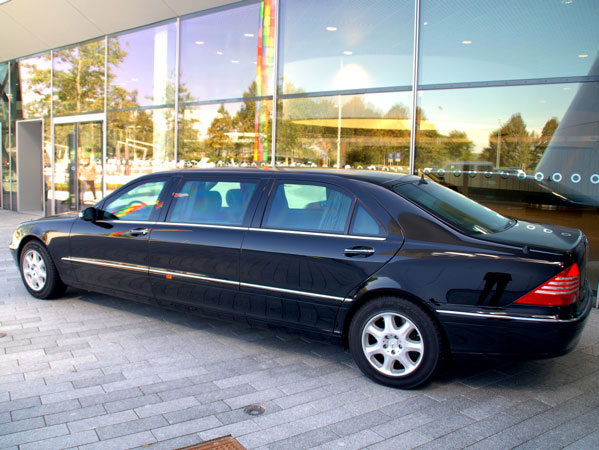
Imatge del Classe S 600 Pullman Guard.

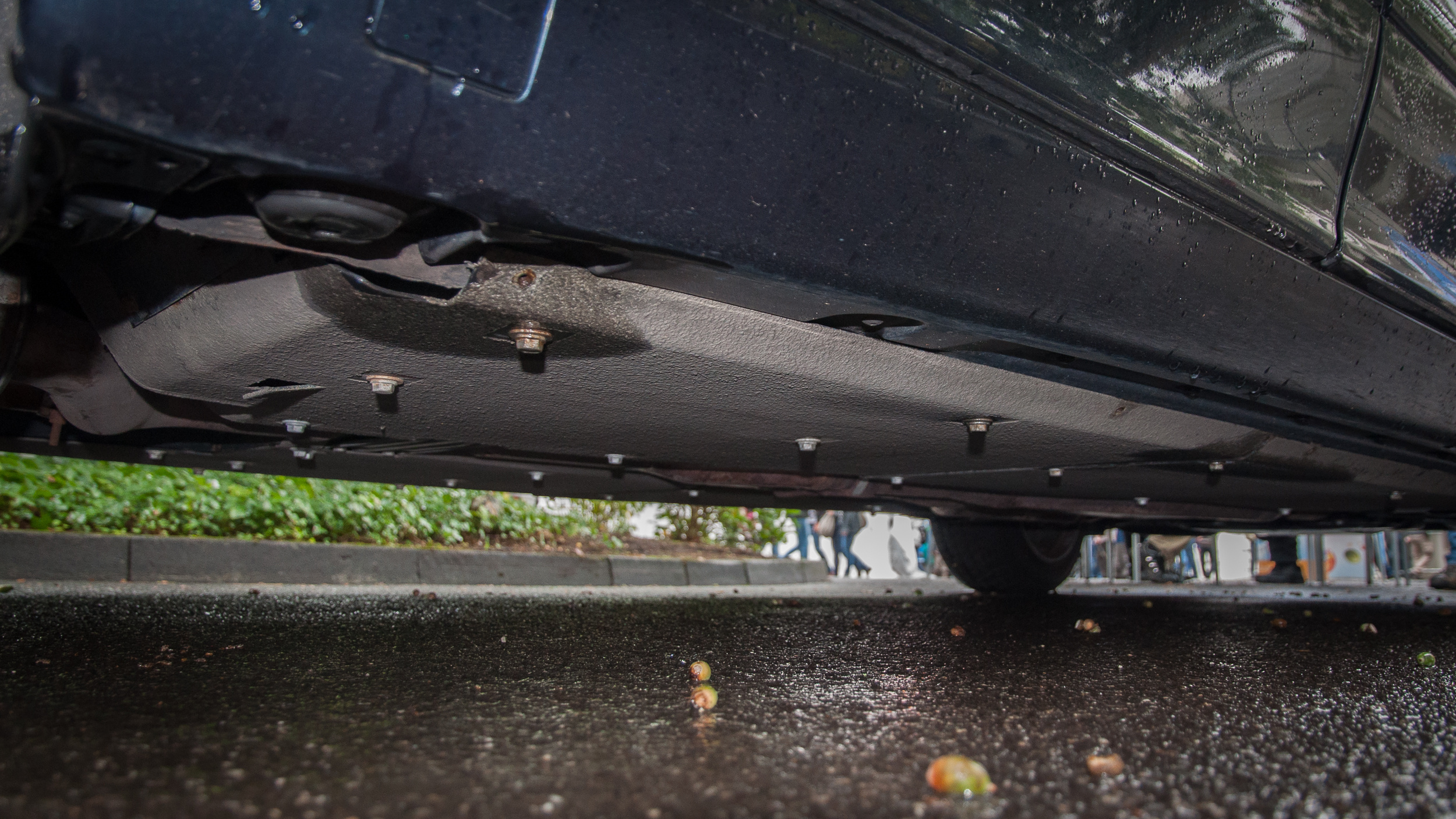
Vista inferior d'un model Guard on s'aprecia la làmina d'acer blindat que el protegeix de possibles atacs.

Des de fa aproximadament 80 anys, Mercedes-Benz treballa estretament amb autoritats reconegudes internacionalment per afrontar els creixents perills i assegurar la protecció més gran als seus ocupants. Tots els vehicles blindats de Mercedes-Benz Guard tenen en comú el concepte de blindatge integrat de fàbrica. En primera instància, tots els vehicles Guard són concebuts com a models de dades i reben aquest tractament, fins i tot a la fase de desenvolupament del vehicle de sèrie. A continuació, se'ls fan proves exhaustives en les quals es comprova la capacitat de càrrega màxima de la carrosseria i el tren de rodatge, la resistència balística i el funcionament de tots els sistemes de seguretat en cas d'accident. Aquests models duen un habitacle completament reforçat i que protegeix els seus ocupants de possibles perills.
Mercedes-Benz Guard està formada per unes determinades classes de Mercedes: E, G, M, S i l'S 600 Pullman Guard (limusina).
Dins d'aquesta producció de models Guard, hi ha dues classes de protecció:
- Protecció alta: els vehicles corresponents al nivell normalitzat europeu VR4 resisteixen impactes de munició per pistola de gran calibre, cosa que permet fer front, per exemple, a la brutalitat d'atracadors o possibles segrestadors.
- Protecció màxima: els vehicles corresponents al nivell normalitzat VR6/VR7 oposen resistència davant l'amenaça d'un atemptat terrorista. La seva carrosseria blindada actua com un escut davant els trets efectuats amb armament militar, dues vegades més ràpids que la munició de pistola. A més a més, oposen resistència a la metralla de granades de mà i altres artefactes explosius.[121]

## Edicions especials
- Mercedes-Benz SLR McLaren

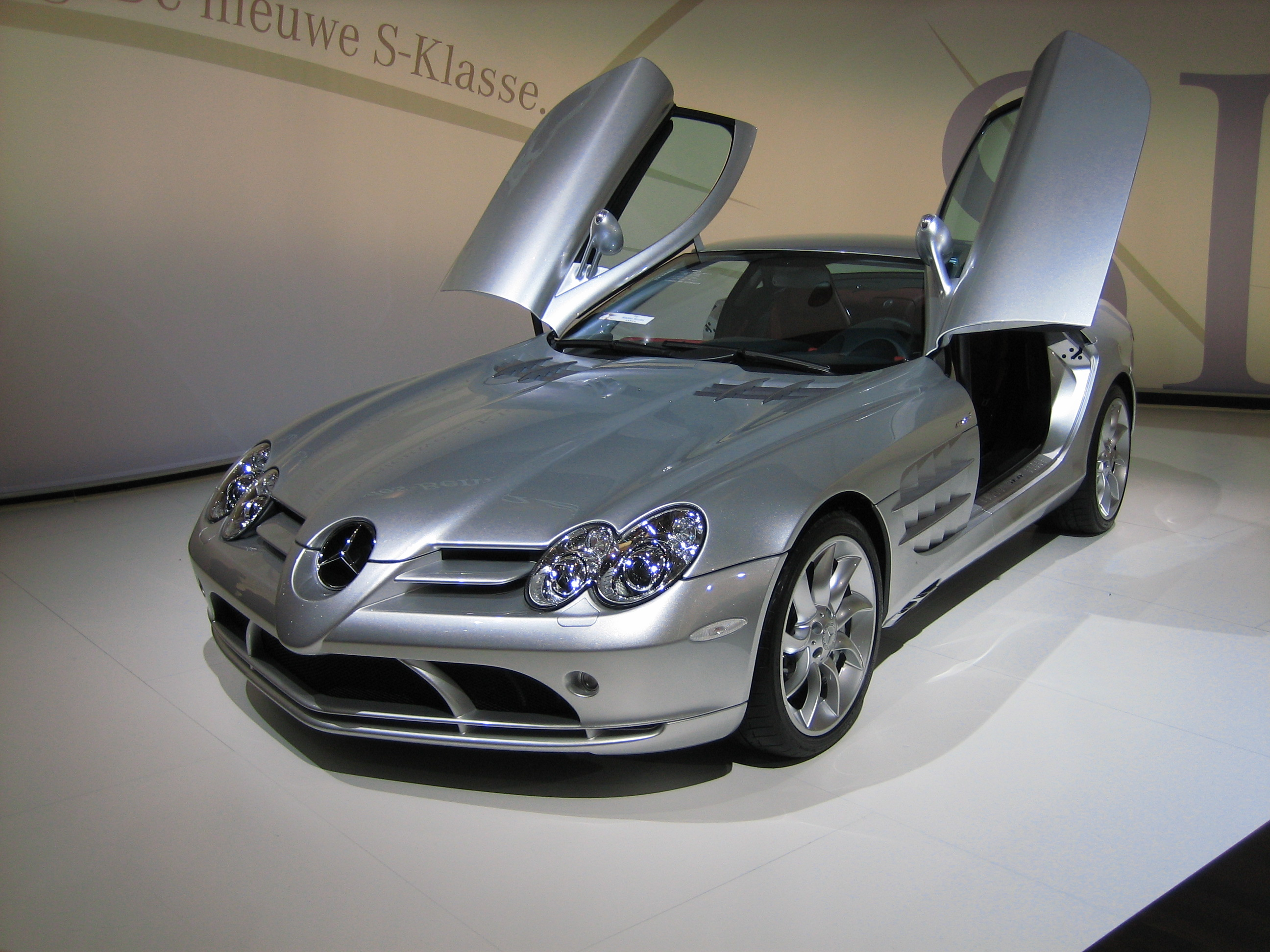
Mercedes-Benz SLR McLaren, produït del 2004 al 2009.

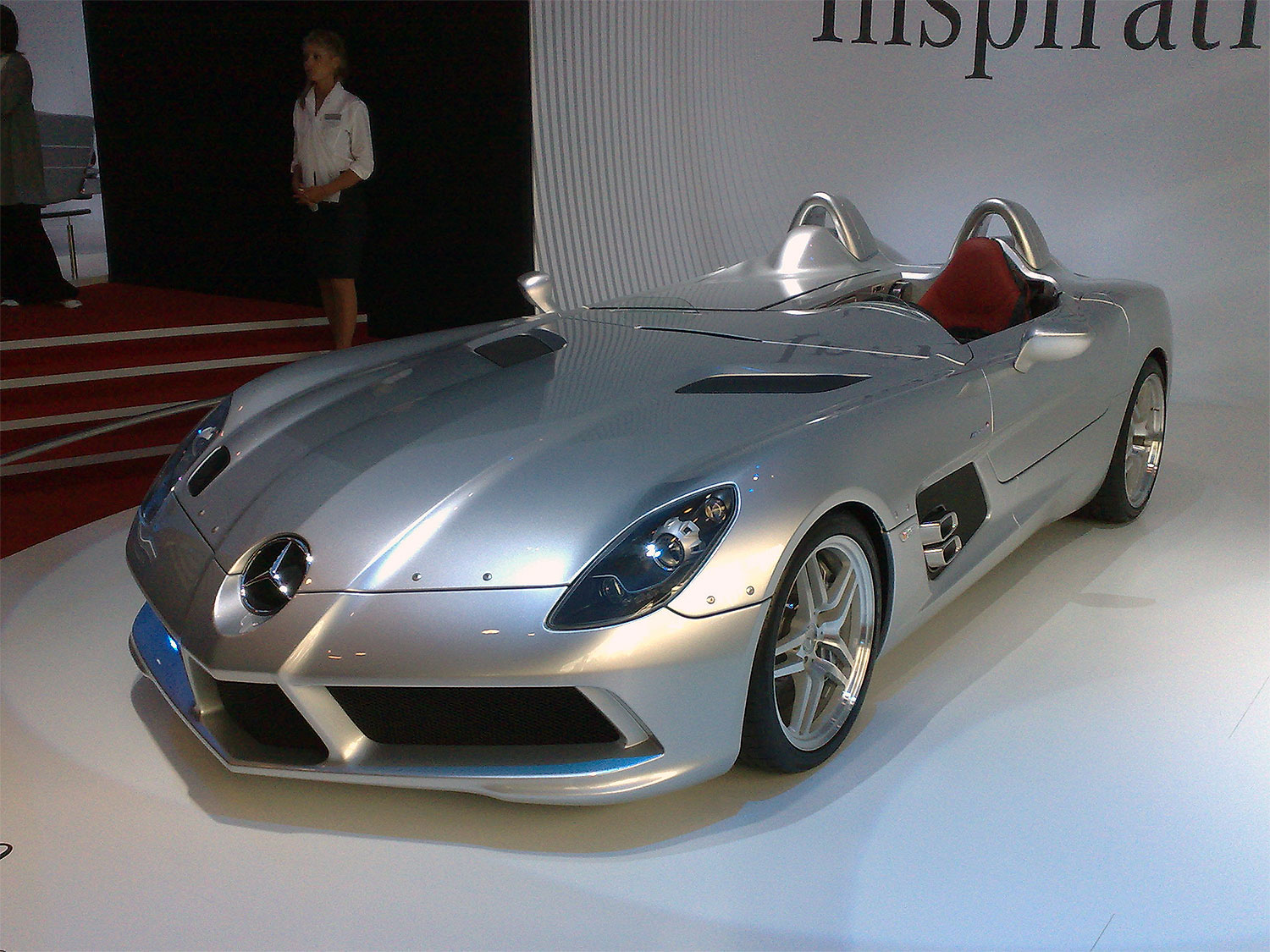
Imatge del model especial Stirling Moss.

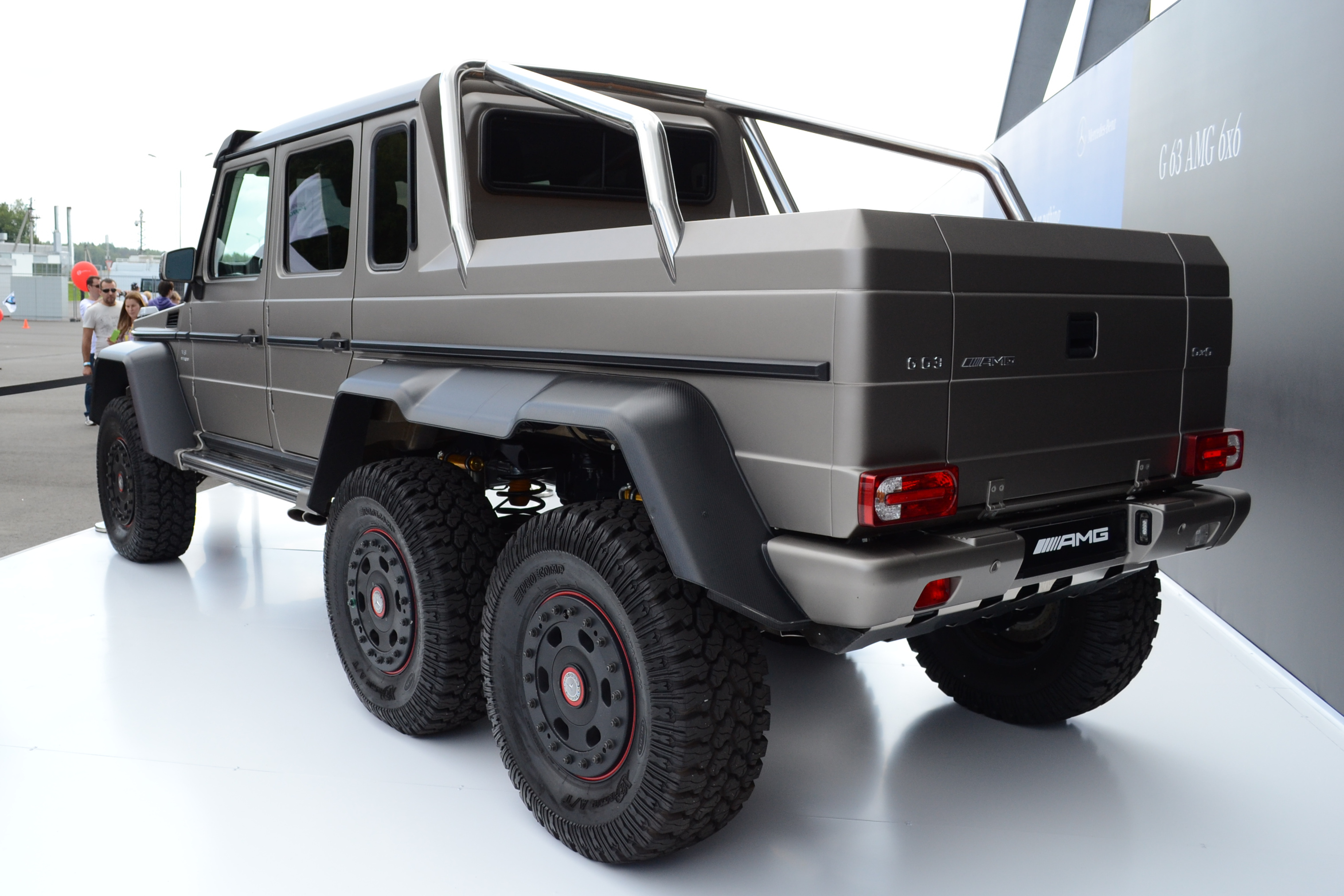
Mercedes-Benz G 63 AMG 6x6.

L'any 2004, l'empresa alemanya Mercedes-Benz i l'anglesa McLaren es van unir per crear un superesportiu biplaça de 626 cavalls de potència. Aquesta edició especial tenia un preu d'aproximadament 500.000 euros i es va fabricar en dues versions; cupè i roadster (descapotable). L'SLR McLaren equipava un motor sobrealimentat de 5,5 litres amb vuit cilindres en V (V8), que aportava 626 CV de potència directament a les rodes del darrere. Gaudia d'un lleuger xassís d'alumini i d'una caixa de canvis automàtica de cinc velocitats. La seva gran potència feia que l'SLR fos capaç de passar de 0 a 100 km/h en tan sols 3,8 segons.
- Mercedes-Benz SLR McLaren 722 Edition

La versió 722 del Mercedes-Benz SLR McLaren va ser produïda durant tres anys (2006 al 2009). Aquest model, disponible en cupè (model 722 coupe) i en roadster (model 722S), no va patir cap modificació al motor respecte l'SLR McLaren. Igual que el seu antecessor, el model 722 equipava un motor de 5,5 litres amb vuit cilindres. Tot i això, la nova afinació del motor li aportava 650 CV de potència, 24 cavalls més que el model anterior.
- Mercedes-Benz SLR Stirling Moss

Aquest model va ser fabricat conjuntament per l'empresa Mercedes-Benz i l'anglesa McLaren, l'any 2009. Es tracta d'una edició limitada, ja que només se'n van fabricar 75 unitats, des del juny del 2009 fins al desembre del mateix any. L'Stirling Moss rep el nom del pilot anglès Stirling Craufurd Moss, considerat un dels pilots més brillants que mai han existit. El motor d'aquesta edició especial és el mateix que duien l'SLR McLaren de 2004 i l'SLR 722 de 2006: un V8 de 5,5 litres, capaç d'aportar 650 cavalls de potència. Amb un preu de 750.000 euros, només podia ser adquirit per uns pocs clients de Mercedes-Benz, concretament els que prèviament haguessin comprat un SLR McLaren.
- Mercedes-Benz G 63 AMG 6x6

El classe G de tres eixos i tracció a les sis rodes va ser desenvolupat i creat per l'empresa alemanya Mercedes-Benz, a petició de l'exèrcit australià. L'any 2013, Mercedes va decidir adaptar aquest vehicle militar per a ús civil. El G AMG 6x6 és un tot-terreny amb tracció a les sis rodes, que —amb un motor V8 de 5,5 litres dissenyat per AMG— aporta 536 cavalls de potència. Aquesta gran quantitat de potència es distribueix a través d'una caixa de canvis G-tronic de set velocitats i cinc diferencials bloquejables, que reparteixen la força generada pel motor entre els eixos en una relació de 30-40-30. Gràcies a aquesta potència i a la gran tracció que hi aporten les sis rodes, el G 6x6 és capaç d'accelerar de 0 a 100 km/h en menys de sis segons.

## Empreses subsidiàries/aliances

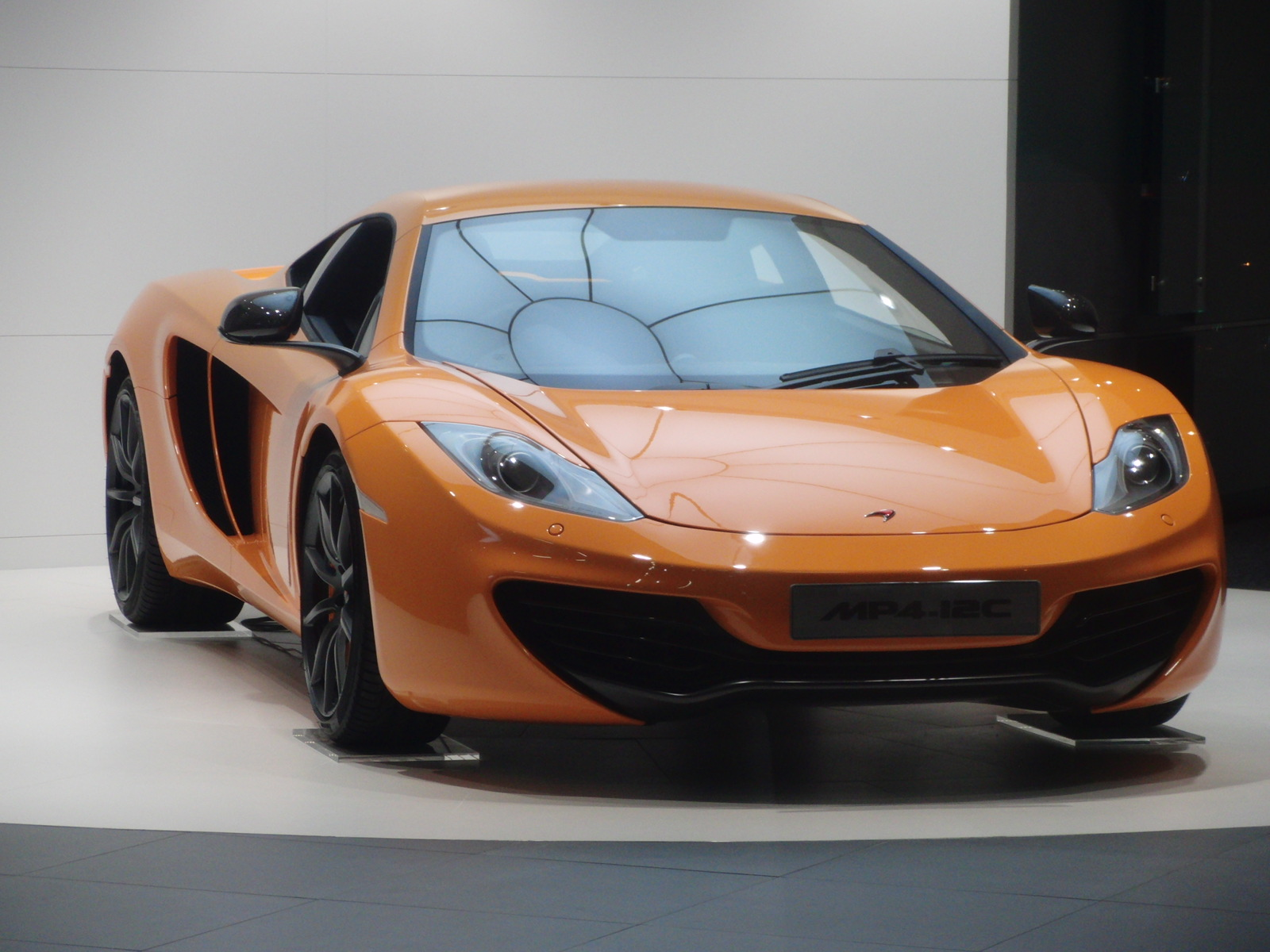
McLaren model MP4-12C, que va ser posat a la venda l'any 2011.

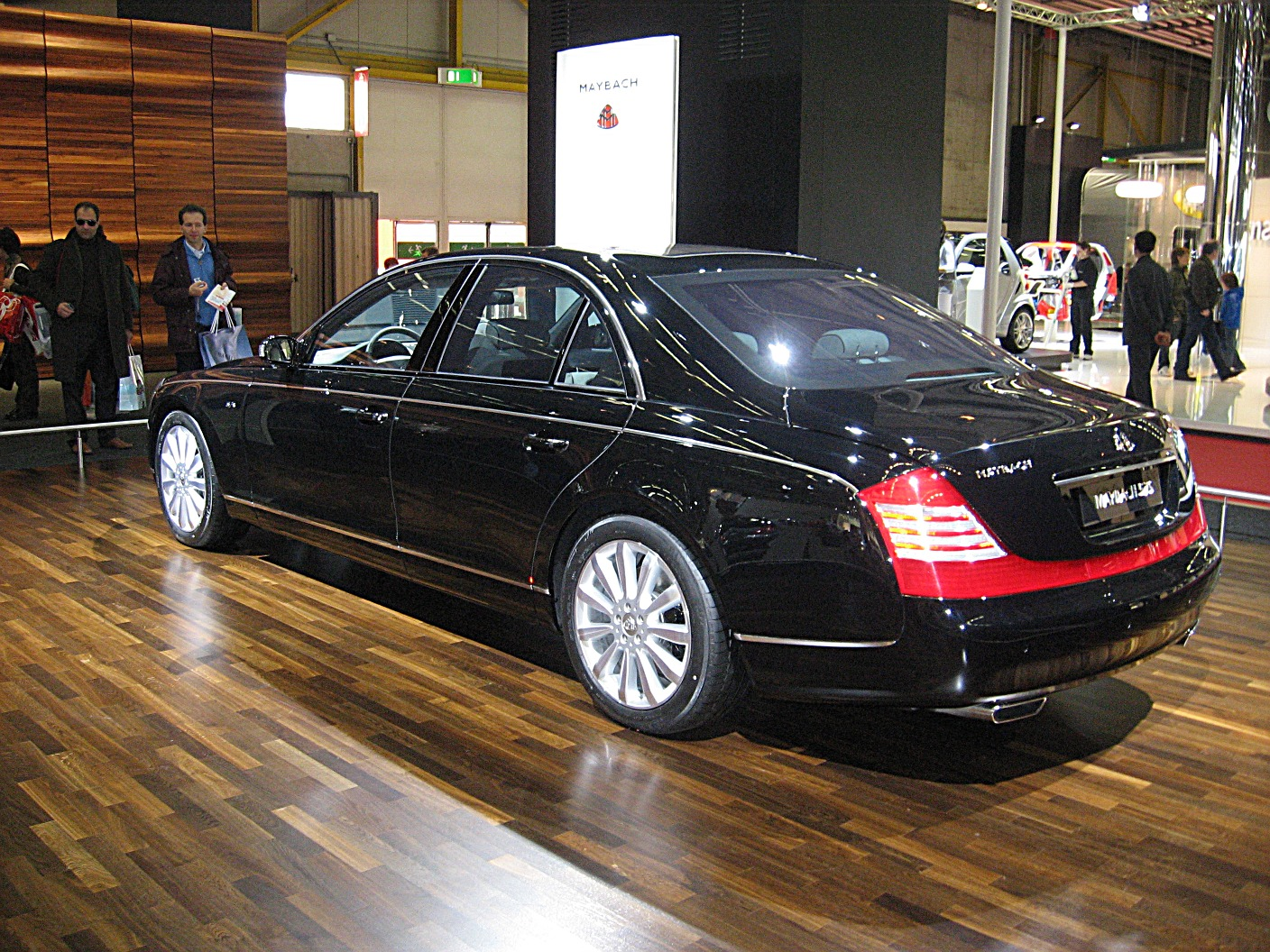
Maybach 57S al Saló de l'Automòbil de Bolonya, Itàlia.

Mercedes-Benz forma part del grup Daimler AG, que es dedica principalment a la producció de models Mercedes i a la fabricació de motors Smart. Dins del grup Daimler AG Cars, trobem tres marques diferents: Mercedes-Benz, Smart i Maybach.

### Mercedes-AMG
AMG és un preparador d'automòbils que en els seus inicis modificava models de Mercedes-Benz per a la competició. Finalment, patrocinada per la mateixa empresa Mercedes, va començar a millorar les versions esportives del gegant alemany. És, en Mercedes-Benz, l'equivalent a la secció "Motorsport" de BMW o a "quattro GmbH" d'Audi.

### McLaren
Entre el 2003 i el 2009, Mercedes-Benz va produir un model superesportiu limitat, juntament amb l'empresa McLaren. El resultat va ser-ne el Mercedes-Benz SLR McLaren. L'any 2009, McLaren va desenvolupar el seu propi model, el McLaren MP4-12C.

### Maybach
Dins del grup Daimler AG, hi ha una divisió de vehicles de super-luxe. El fabricant Maybach era una branca de Mercedes-Benz fins a l'any 2013, quan se'n va parar la producció, a causa del descens de les vendes. El preu de venda dels vehicles Maybach oscil·la entorn el mig milió d'euros. El model més car d'aquest fabricant és el Maybach Exelero, del qual només es va fabricar una unitat, que va ser venuda per 5,6 milions d'euros.

## Nomenclatura dels models Mercedes

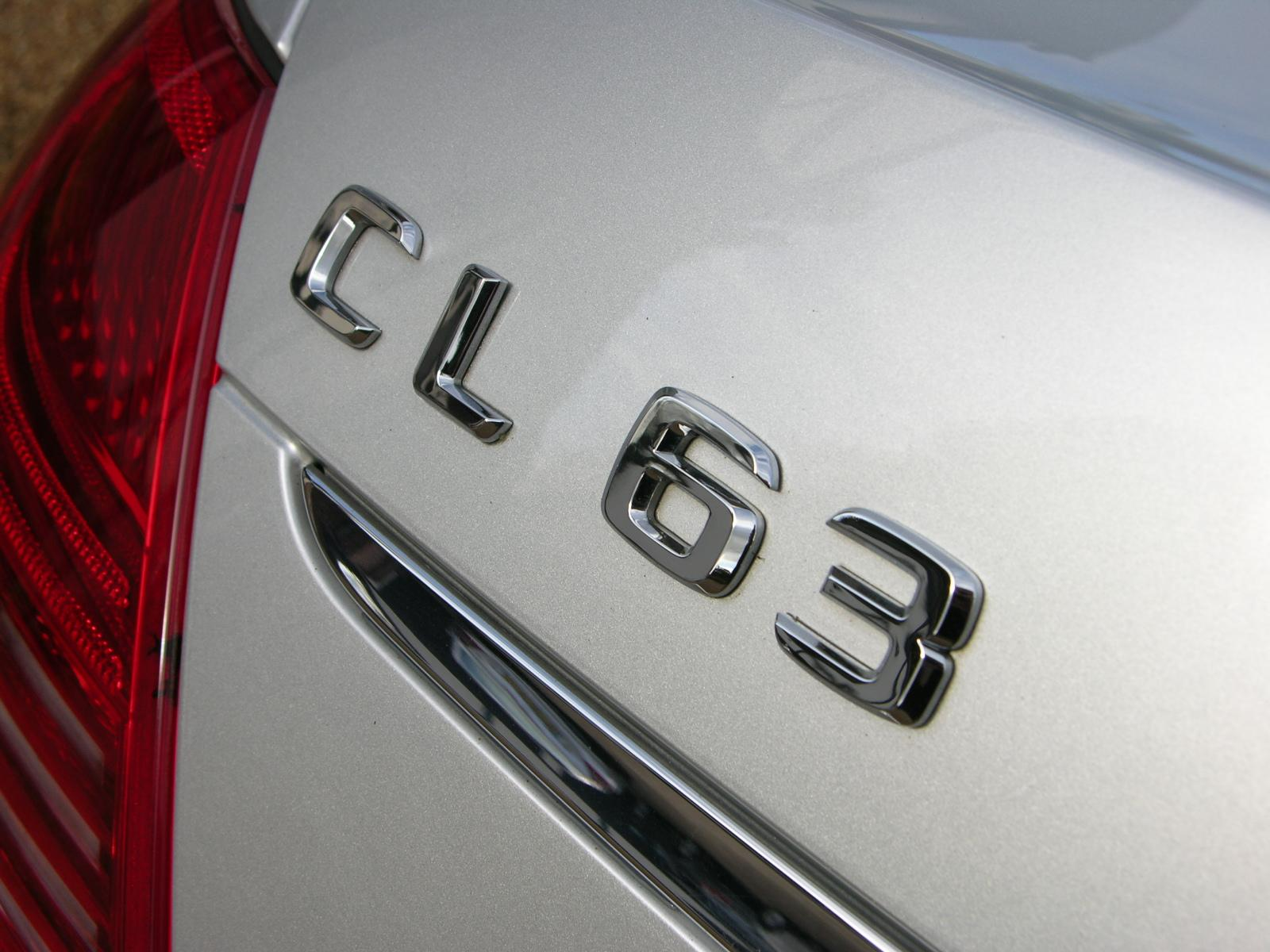
Mercedes-Benz model CL 63 AMG.

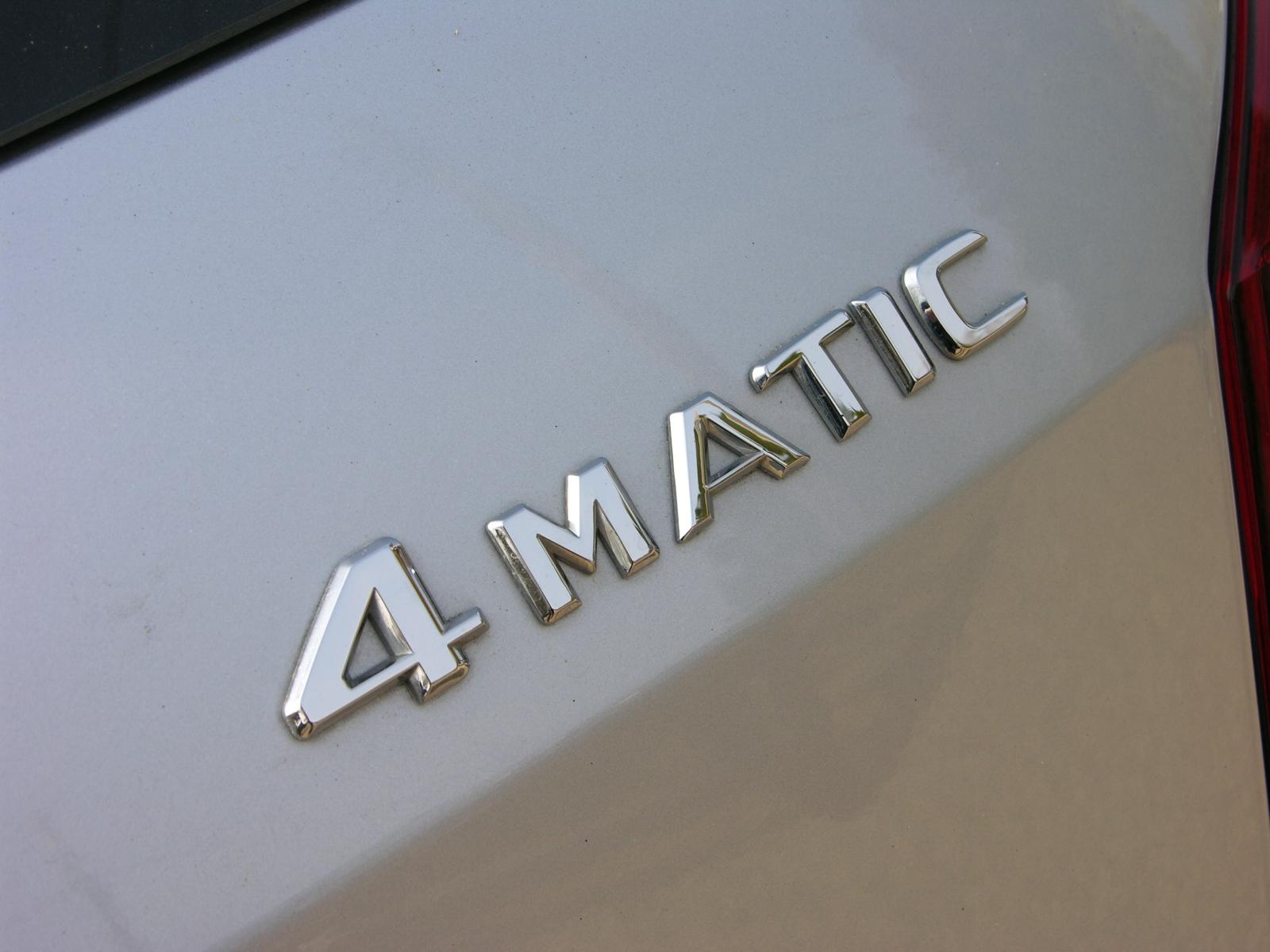
Mercedes-Benz model GL 4MATIC (4 rodes motrius).

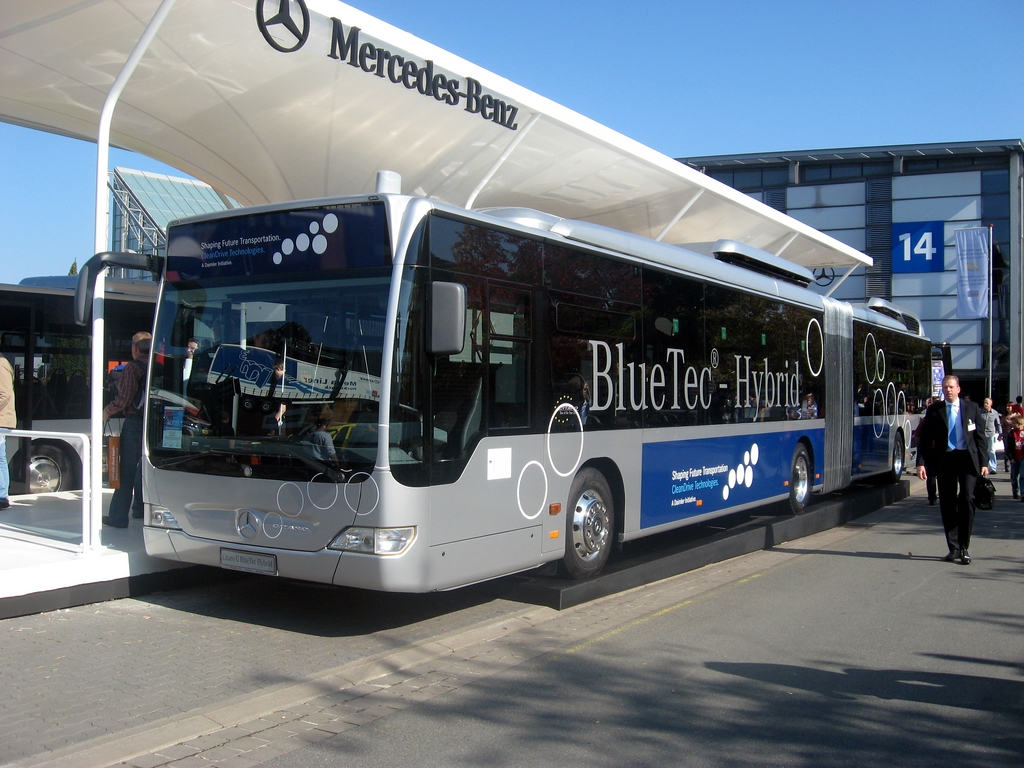
Autobus Mercedes-Benz Citaro G BlueTec Hybrid.

Des del 1994, Mercedes-Benz utilitza un sistema alfanumèric de categorització dels seus vehicles, que consisteix en una seqüència de nombres aproximats als litres de capacitat del motor multiplicat per 100, seguit per un arranjament de sufixos alfabètics que indiquen l'estil de la carrosseria i el tipus de motor.
- "C" indica un cupè o cabriolet (descapotable).
- "D" significa que el vehicle està equipat amb un motor dièsel.
- "I" (d' "Einspritzen") vol dir que el motor del vehicle està equipat amb injecció de gasolina. En la majoria dels casos —el 600 limousine n'és una excepció)— si cap dels "E" o "D" no està present, el vehicle compta amb un motor de gasolina amb un carburador.
- "G" (de "Gelandewagen") indica que el vehicle és un tot-terreny.
- "K" va ser utilitzat en la dècada de 1930, i indica que el motor equipa un compressor ("Kompressor"). Una excepció n'és el SSK i l'SLK, on K indica "Kurz" (curta distància entre eixos).
- "L" significa "Leicht" (lleuger), per als models esportius ; i "Lang" (batalla llarga), per als models sedan.
- "R" significa "Rennen" (carreres), que es fa servir per als cotxes de carreres (per exemple, el 300SLR).
- "S" significa "Sport", per als models d'alt rendiment o per als models més emblemàtics, com és el cas de la classe S.
- "T" significa "Touring", i indica un model familiar.

Alguns models de la dècada de 1950 també tenien lletres minúscules (b, c, i d), per indicar els nivells d'acabat específics.
El 1994, l'empresa Mercedes va revisar el sistema de noms i va dividir els models en classes —denotats per una disposició d'un màxim de tres lletres, seguides per un període de tres dígits (o dos dígits per als models AMG, amb el nombre aproximadament igual al desplaçament dels litres multiplicat per 10), número relacionat amb la mida del motor— com abans. A les variants del mateix model (per exemple, una versió familiar, o un vehicle amb un motor dièsel) ja no se'ls dona una lletra per separat. En la majoria dels casos, la designació de la classe és arbitrària. Els superesportius SLR i SLS no porten una designació numèrica.
Igual que abans, les designacions numèriques d'alguns models no coincideixen amb la cilindrada real del motor. En aquests casos, el nombre mostra el rendiment relatiu del model dins de la classe. Per exemple, l'E250 CGI té més rendiment que l'E200 CGI, a causa de l'afinació del motor, tot i que tots dos tenen motor de 1.8 litres. Els últims models AMG utilitzen la denominació "63" (en honor de la dècada de 1960 de 6,3 litres) tot i que estan proveïts d'un motor de 6.2 litres o en alguns models, de 5.5 litres.
Alguns models porten noves designacions que indiquen característiques especials:
- "4Matic", que significa que el vehicle té quatre rodes motrius.
- "Bluetec", que indica un motor dièsel amb depuració de gasos.[138]
- "BlueEfficiency", que indica les característiques especials d'estalvi de combustible (injecció directa, sistema d'arrencada i parada, modificacions aerodinàmiques, etc.).[139]
- "GDI" (gasoline direct injection), que indica injecció directa de gasolina.[140]
- "CDI" (common-rail diesel injection), que indica un motor dièsel common-rail.
- "Hybrid", que indica un motor de gasolina o dièsel-elèctric híbrid.[141]
- "TGN", que indica un motor propulsat per gas natural.
- "Kompressor", que indica un motor sobrealimentat.
- "Turbo", que indica un motor equipat amb un turbo-compressor.

## Competició

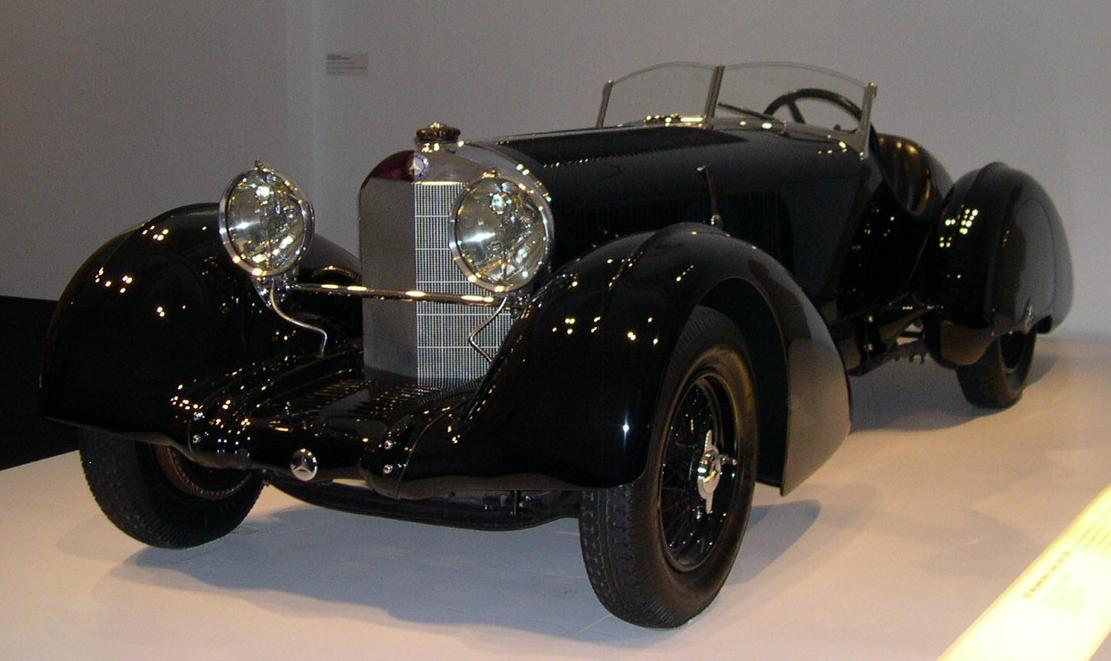
Mercedes-Benz SSK, un cotxe guanyador a les acaballes dels anys 20.

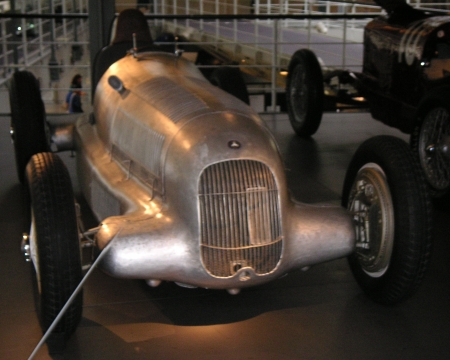
El Mercedes W25 va proclamar-se guanyador l'any 1934 al Circuit de Nürburgring.

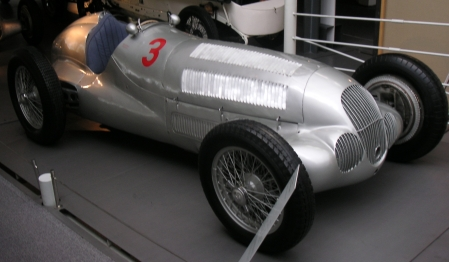
El model W125 va aconseguir nombroses victòries i era capaç d'arribar fins als 330 km/h.

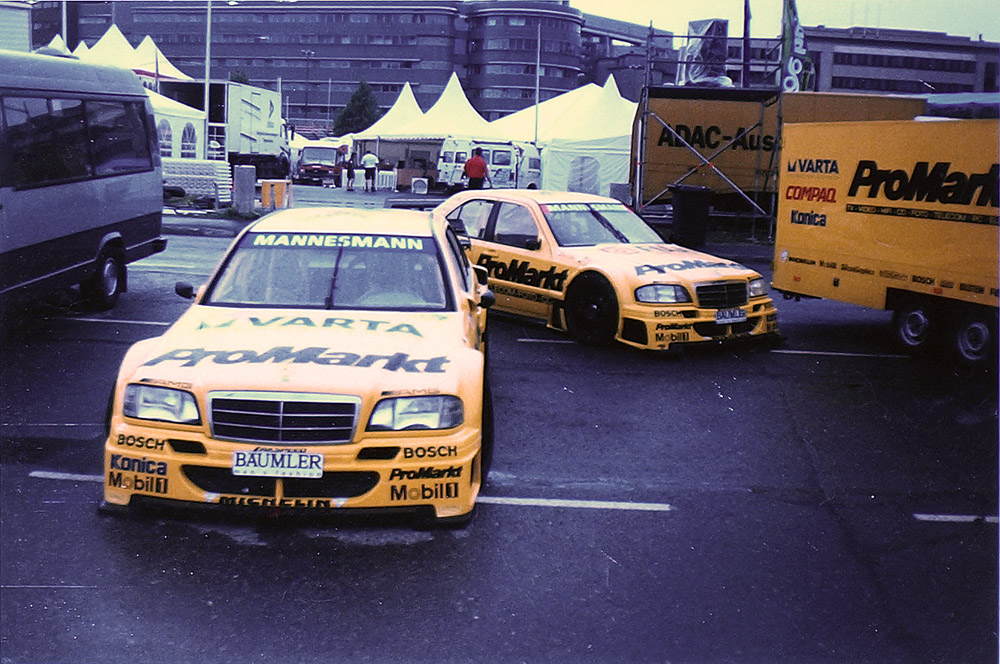
Dos Mercedes Classe C DTM de 1992.

La primera competició en la qual Mercedes-Benz va participar va ser l'any 1899 a través d'Emili Jellinek. Aquesta carrera començava a Niça, es passava per Maganon i es tornava cap al punt de sortida. Jellinek en va sortir victoriós a bord d'un model Phoenix de Daimler. Els cotxes equipats amb motors Daimler també van sortir guanyadors de les curses disputades entre els anys 1900 i 1905.
El 1906 comencen els Grans Premis i Mercedes inscriu tres cotxes a la prova de Le Mans. Durant uns anys l'empresa Mercedes arrasa en algunes competicions com la Dieppe o la copa VanderBilt. Quatre anys més tard de la primera inscripció a Le Mans, Mercedes desenvolupa un motor de 4,5 litres i gràcies a ell guanya diverses curses com el Gran Premi de la ACF a Lió, les 500 milles d'Indianapolis i la copa Chicago Elgin Trophy. Els èxits de Mercedes van parar en sec l'any 1914 quan esclatà la Primera Guerra Mundial i no va ser fins al 1922 que les competicions es van tornar a posar en marxa. La primera cursa després de la Gran Guerra va ser a Targa Florio, més conegut com el Gran Premi d'Itàlia, on Mercedes no va obtenir bons resultats. Quatre anys més tard Mercedes i Benz es van fusionar i el tècnic Alfred Neubauer va començar a organitzar les competicions per a Mercedes-Benz. Es va contractar al dissenyador i enginyer Ferdinand Porsche que va dissenyar el cotxe que poc després participaria a Le Mans, el Mercedes SSK. El 1927 van aconseguir ocupar les tres primeres places al Gran Premi d'Alemanya, a Nürburgring a més d'una sèrie de victòries en altres grans premis.
Caracciola, l'any 1931 i a bord del model SSK, va guanyar les Mille Migila i va ser el primer cotxe no italià en fer-ho. Niebel va dissenyar el W25 que va acabar guanyant la seva primera cursa l'any 1934 a Nurburgring. En aquell mateix any es van aconseguir unes altres tres victòries en grans premis. El 1935 els cotxes Mercedes-Benz ja eren coneguts amb el nom de "fletxes de plata" i el W25 va guanyar unes altres deu curses en mans dels pilots Caracciola i Fagioli. La competència era molt gran i l'empresa Mercedes va decidir desenvolupar el model W25 i crear així el W125. Aquest model equipava un motor de vuit cilindres en línia de 5,6 litres i 105 cavalls de potència capaç d'arribar fins als 330 quilòmetres per hora. El 1936, el W125 va aconseguir set victòries i uns mesos més tard es va dissenyar el W154 per poder competir a la fórmula 3 litres. Malauradament, va esclatar la Segona Guerra Mundial i les competicions van quedar suspeses.
Les competicions no es van reprendre fins a l'any 1951 amb la "Formula Libre" de l'Argentina. Mercedes-Benz no va obtenir bons resultats i Neubauer va començar a desenvolupar el 300SL, un cotxe que va acabar guanyant a Nurburgring i a la "Cursa Panamericana" el 1954. El model 300SL va ser desenvolupat i en va sortir el W196 amb el qual Juan Manuel Fangio es va proclamar campió del món de Formula el 1955. En aquell mateix any, Mercedes-Benz va seguir destacant en les pistes de carreres i a la competició de Le Mans on competiria amb alguns dels millors cotxes del món, tals com: Ferrari, Porsche i Jaguar. Aquesta carrera va congregar a més de 250.000 espectadors i en un moment de la cursa, un Mercedes va xocar contra un altre cotxe i els dos es van incendiar. El cotxe incendiat va sortir de la pista i va arrasar les grades, matant a 80 persones i ferint-ne alguns centenars més. Mercedes es va retirar de la carrera i de la competició en general.
Fins als anys 70 no es va tornar a veure un Mercedes en competició, era una versió del cupè 450 SLC i va ser dissenyada per participar en els ral·lis africans del Safari i Bandama. Als anys 80, Mercedes va preparar una copa de circuits amb els models 190E. Va començar al circuit de Nurburgring on Ayrton Senna en va sortir guanyador. Al mateix temps que Senna es proclamava guanyador, el suís Peter Sauber va decidir participar en curses de prototips esportius amb un cotxe equipat amb un motor Mercedes. El 1985 va guanyar les 1000 milles de Nurburgring amb Thackwell i Pescarolo. El canvi en la direcció de Mercedes i els èxits acumulats per Sauber animen a la marca alemanya a donar-li suport oficial, a més d'inscriure varis 190E al campionat europeu de turismes. El 1988, Sauber queda en segona posició al campionat del món de prototips esportius i un any més tard els Sauber apareixen pintats amb els colors oficials de Mercedes-Benz. Els Sauber-Mercedes guanyen set de les vuit curses disputades l'any 1990, incloses les 24 hores de Le Mans i el campionat del món. Els èxits aconseguits aporten molt prestigi a la marca i això provoca la incorporació de pilots com Michael Schumacher, Karl Wendlinger o Heinz Harald Frentzen.
Mercedes intenta entrar a la Formula 1 al 1991, però decideix ajornar-ho per més endavant. Sauber agafa el relleu i entra a la competició amb una petita ajuda de Mercedes, al final però, sense massa èxit. Mercedes absorbeix l'empresa Sauber l'any 1995 i gràcies a l'entrada de Mika Hakkinen aconsegueix les seves primeres victòries el 1997 i el campionat del món el 1998 i el 1999. Pel que fa al campionat de turismes, diversos pilots privats van participar en la DTM (Campionat Alemany de Turismes) als anys 80. El 1988, AMG va començar a preparar models Mercedes i gràcies a això van guanyar, l'any 1992 i 1994, el títol del món amb un classe C.
L'any 2020, l'equip Mercedes F1 ha revelat en un esdeveniment en el Royal Automobile Club de Londres el nou patrocinador principal del monoplaça per a les pròximes 5 temporades INEOS, important empresa petroquímica britànica.
Aquest patrocini, no afecta l'acord amb la petroliera PETRONAS, que també es manté com a patrocinador de l'equip. 

## Mercedes-Benz World

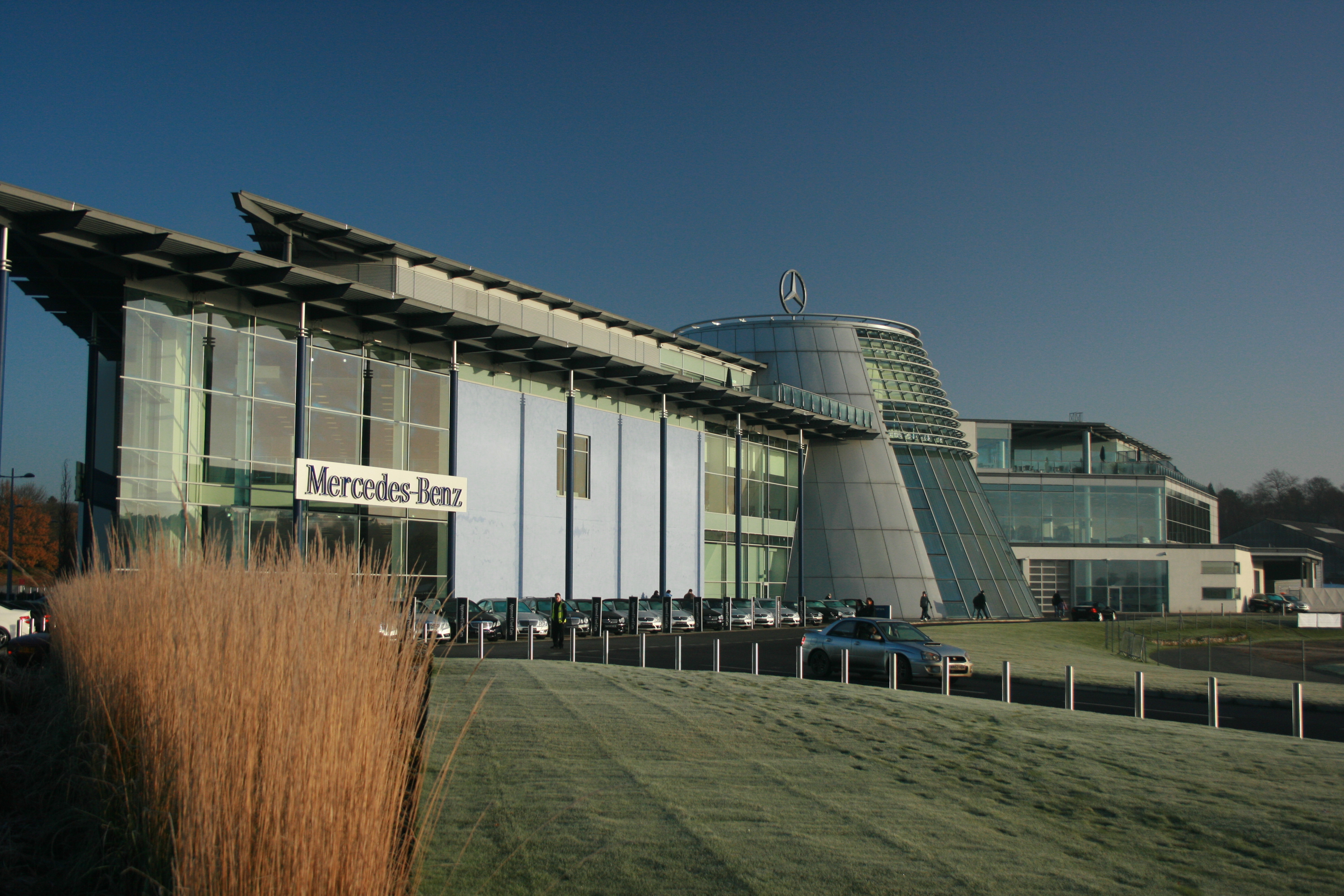
Instal·lacions de Mercedes World, al Regne Unit.

Mercedes-Benz World és una instal·lació automobilística ubicada a l'antic Circuit de Brooklands, Weybridge, al Regne Unit. Va ser inaugurat el 29 d'octubre de 2006.
Aquestes instal·lacions ofereixen classes de conducció per a persones de més d'un metre i mig d'alçada. Això significa que hi ha nens amb l'oportunitat de conduir un Mercedes pel Circuit de Brooklands. També s'hi ofereixen un total de cinc cursos de conducció avançada amb models Mercedes AMG.
Aquest edifici modernista es distribueix en tres plantes i conté més de 100 vehicles d'exhibició, des del mític 300 SL fins al potent SLS AMG.

## Museu Mercedes-Benz
El Museu Mercedes-Benz és un museu situat a Stuttgart i dedicat al món del motor. Aquesta ciutat d'Alemanya és la seu internacional de Daimler AG i el museu, dissenyat per l'estudi neerlandès UN Studio, es troba directament fora de la porta principal de la fàbrica de Daimler. El seu disseny va ser dirigit pels arquitectes Ben van Berkel i Caroline Bos. Es basa en una fulla de trèvol mitjançant la superposició de tres cercles amb el centre substituint per formar un atri triangular. La construcció del museu va finalitzar el 2006 i aquell mateix any es va inaugurar. Des d'aleshores, ofereix viatges d'àudio gratuïts als visitants. Un any després de la seva inauguració, el museu va ser visitat per 860.000 persones. L'altura de l'edifici i l'interior de "doble hèlix" ofereixen 16.500m² d'espai expositiu i van ser dissenyats especialment per maximitzar-ne l'espai. Aquest museu exposa més de 170 vehicles, des dels primers fabricats per Karl Benz fins als últims en sortir de la cadena de producció.